# Parque del Retiro de Madrid
El parque del Retiro o parque del Buen Retiro, popularmente conocido como El Retiro, es un jardín histórico y parque público situado en Madrid (España). Considerado como una de las principales atracciones turísticas de la ciudad, posee figuras arquitectónicas y paisajísticas desde el siglo XVII al XXI, entre los que destacan el Monumento a Alfonso XII, el Palacio de Cristal, el Estanque Grande, el Parterre, la puerta de Felipe IV, el Real Observatorio Astronómico y la fuente de la Alcachofa; e incluso anteriores, como la ermita de San Pelayo y San Isidoro, de origen románico.
Fue construido en la primera mitad del siglo XVII dentro del proyecto paisajístico desarrollado para el Palacio del Buen Retiro, una antigua posesión real creada por el conde-duque de Olivares (1587-1645) para disfrute de Felipe IV (1605-1665), de quien era su valido. Su uso como parque urbano se remonta a 1767, año en el que Carlos III (1716-1788) permitió la entrada del público a efectos recreativos y, ya definitivamente, a partir de 1868, cuando quedó bajo la titularidad del Ayuntamiento de Madrid.
Debido a los destrozos provocados por la guerra de la Independencia (1808-1814), su aspecto actual es resultado de las intervenciones realizadas en los siglos XIX y XX, si bien perviven trazados y elementos originales de los siglos XVII y XVIII.
Con una superficie de 118 hectáreas (1 180 000 m²) y un perímetro de 4,5 km, pertenece administrativamente al distrito de Retiro, bautizado así por el parque. Se encuentra delimitado al norte por las calles de Alcalá y O'Donnell, al sur por la del poeta Esteban Villegas, al oeste por la de Alfonso XII y al este por la avenida de Menéndez Pelayo.
Está protegido como Bien de Interés Cultural (BIC), figura legal que toda declaración de jardín histórico ostenta en la normativa española y desde julio de 2021 como Patrimonio de la Humanidad por la Unesco, junto al paseo del Prado y el barrio de los Jerónimos, formando parte del denominado Paisaje de la Luz. Dentro de sus límites habitan más de 19 000 árboles, representativos de 167 especies, entre ellos seis ejemplares incluidos dentro de la lista de árboles singulares de la Comunidad de Madrid.

## Toponimia

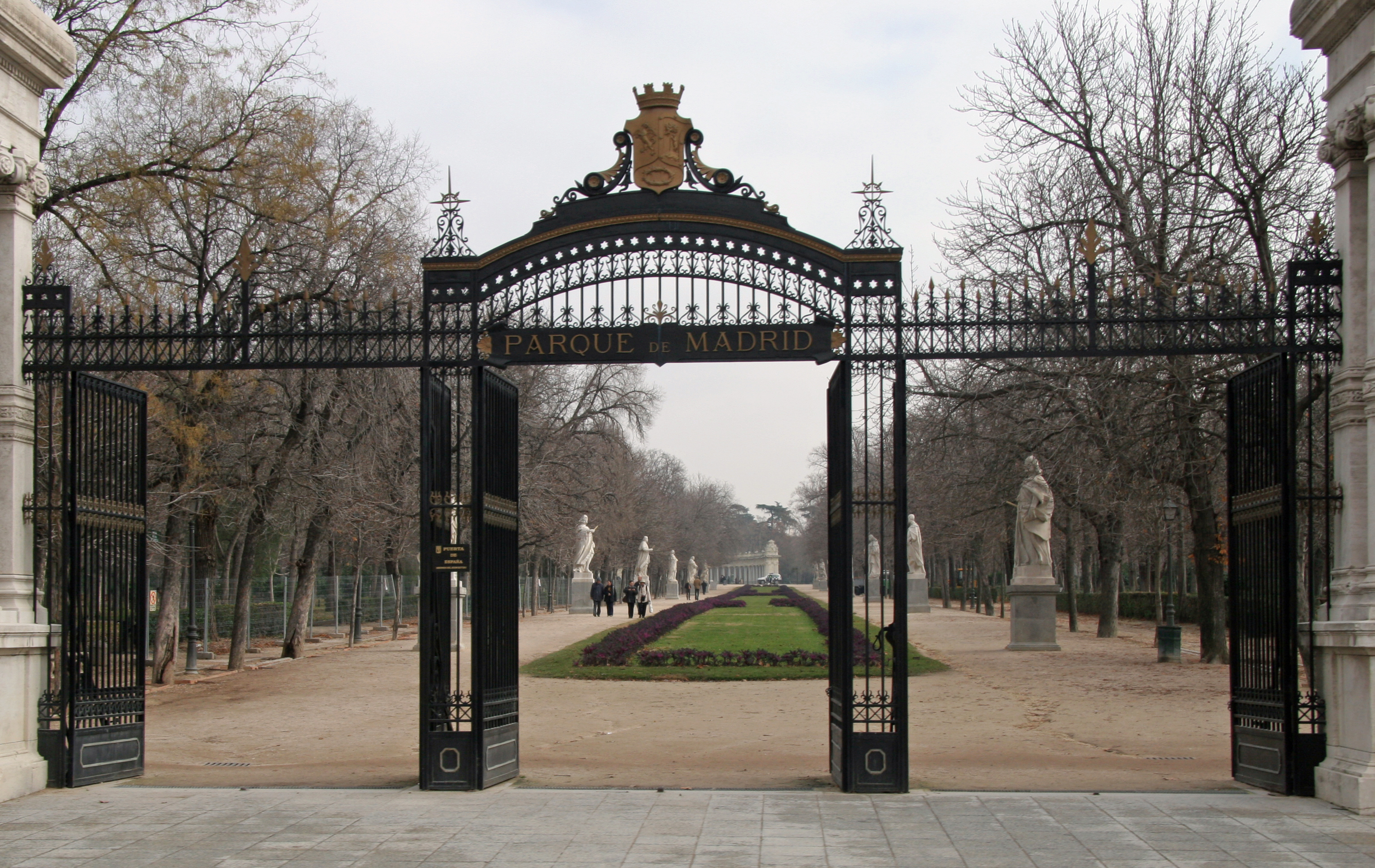
La Puerta de España todavía conserva un letrero con el antiguo nombre de Parque de Madrid.

Los topónimos de Retiro y Buen Retiro hacen referencia a la funcionalidad del desaparecido Cuarto Real, un aposento anexo al monasterio de los Jerónimos de Madrid, donde se retiraban los reyes para la meditación espiritual y el esparcimiento. Estas dependencias fueron ampliadas en 1561 por orden de Felipe II (1527-1598) y sobre ellas terminaría construyéndose, durante el reinado de Felipe IV (1605-1665), el Real Sitio del Buen Retiro, un conjunto de palacios, bosques y jardines, que darían lugar al parque actual.
Tales topónimos comenzaron a usarse a partir de una cédula real, con la que Felipe IV quiso poner fin al sobrenombre de El Gallinero que se le estaba dando, de manera despectiva, a la nueva residencia. Este término podría aludir bien al uso agropecuario que tuvieron las tierras que se anexionaron para el complejo, bien a la pajarera de aves exóticas existente en los jardines, levantada al mismo tiempo que el palacio.
Al parque también se le conoce como Jardines del Retiro o Jardines del Buen Retiro, aunque este último nombre, en sentido estricto, debe aplicarse a la zona ajardinada de carácter público creada en Madrid a finales del siglo XIX, donde hoy se sitúa el Palacio de Cibeles, sobre terrenos que pertenecieron al Real Sitio (véase Jardines del Buen Retiro de Madrid).
Otra de las denominaciones históricas es Parque de Madrid, como todavía puede leerse en algunas de las puertas de entrada al recinto. Empezó a utilizarse cuando el Buen Retiro fue municipalizado en el último tercio del siglo XIX y hoy día está completamente en desuso.

## Marco legislativo

Logotipo del parque del Retiro.

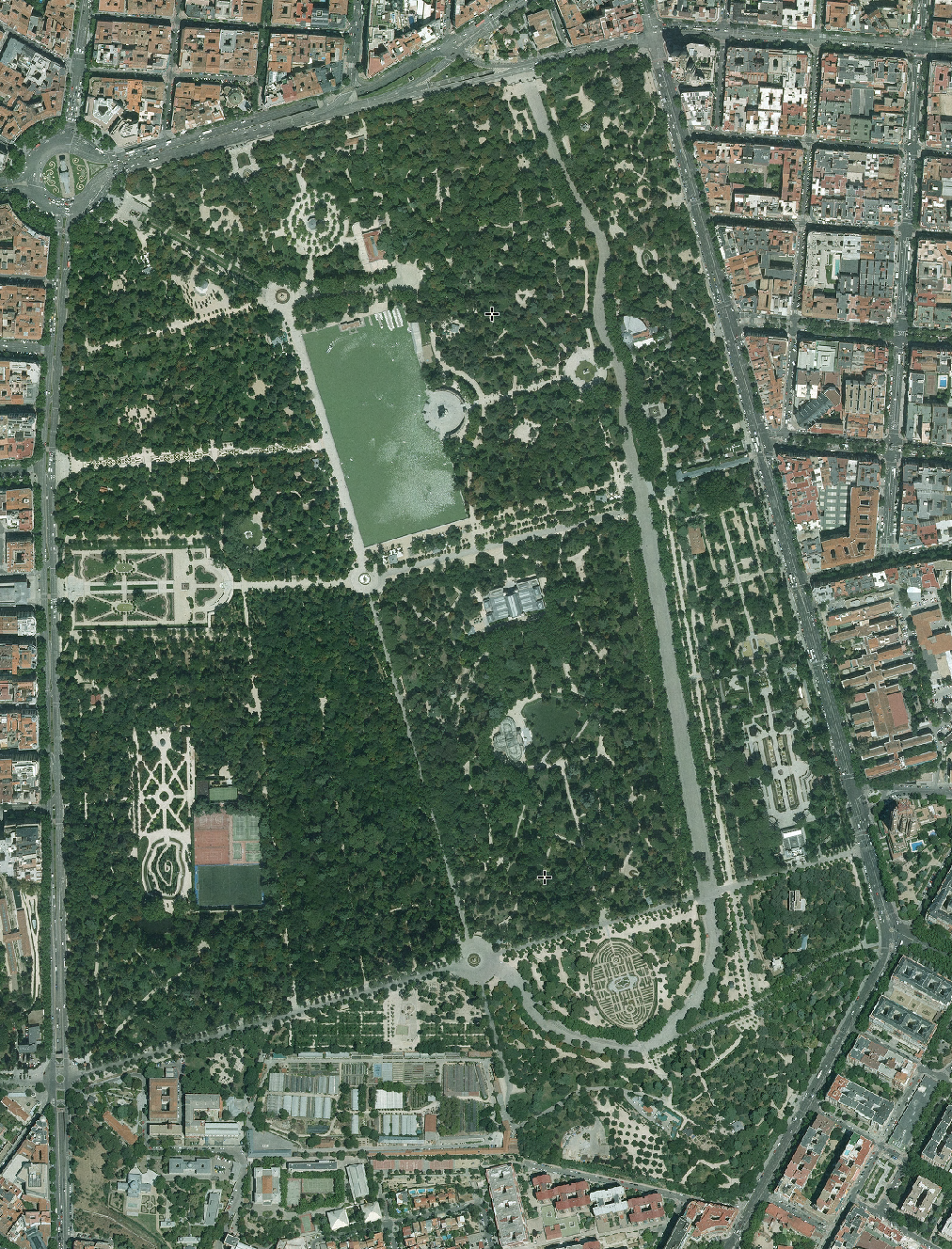
Ortofotografía del parque en 2014 (PNOA, cedida por el Instituto Geográfico Nacional ©).

El parque del Retiro está protegido desde 1935, año en el que el ministerio de Instrucción Pública y Bellas Artes de la Segunda República procedió a su declaración como jardín histórico, mediante Orden de 8 de febrero. Esta protección queda ratificada por la Ley 16/1985, de 25 de junio, del Patrimonio Histórico Español, que establece que todos los jardines históricos son Bienes de Interés Cultural (BIC), y por la Ley 3/2013, de 18 de junio, del Patrimonio Histórico de la Comunidad de Madrid.
Además de su condición de BIC, el Retiro se encuentra dentro de la zona arqueológica del Recinto Histórico de Madrid (Decreto 61/1993, de 20 de mayo, de la Comunidad de Madrid), que garantiza el control arqueológico y paleontólogico ante posibles obras y excavaciones.
Por su parte, la normativa del Plan General de Ordenación Urbana del Ayuntamiento de Madrid, de 1997, lo cataloga como parque histórico, junto con la Casa de Campo, el Parque del Oeste, la Quinta de la Fuente del Berro, el Parque de El Capricho, la Quinta de los Molinos, la Quinta de Vista Alegre, el Campo del Moro y el Real Jardín Botánico.
El 27 de enero de 2015 el Sitio del Retiro y el Prado en Madrid fue inscrito en la Lista Indicativa de España del Patrimonio de la Humanidad, en la categoría de Bien Cultural, con el número de referencia 5977.

## Historia

### SigloXVII

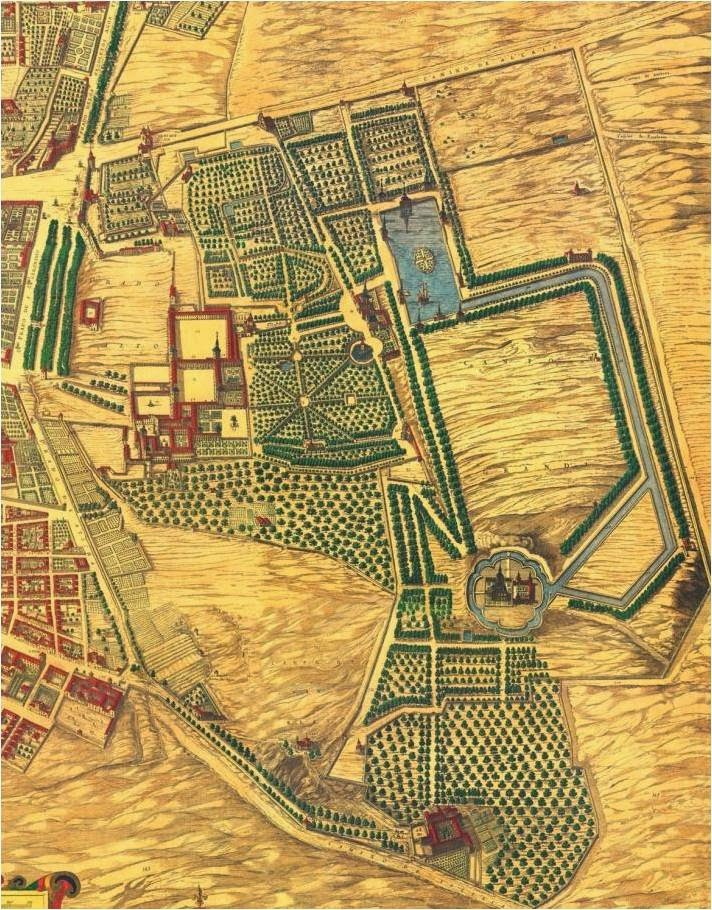
Detalle del Buen Retiro en el plano de Madrid (1656), de Pedro Teixeira. Museo de Historia de Madrid.

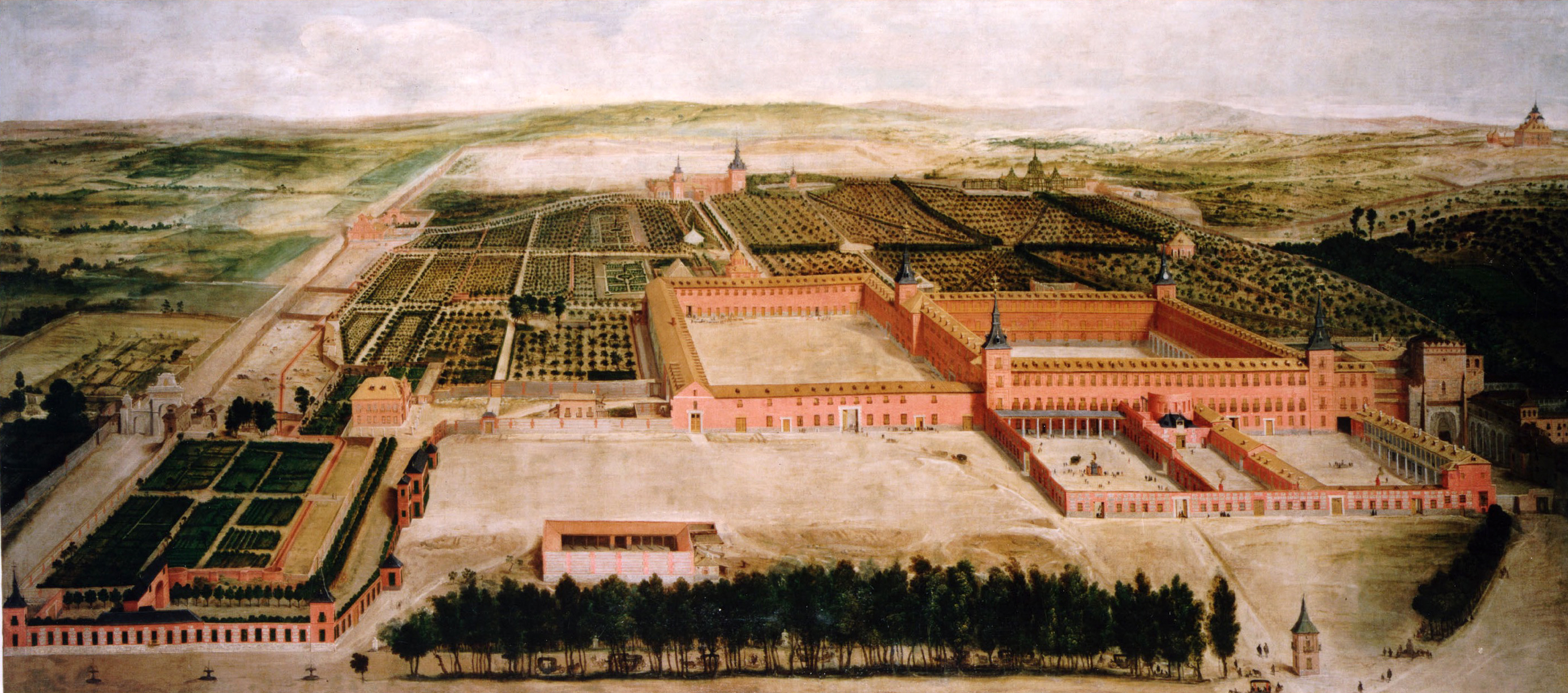
Vista del palacio y jardines del Buen Retiro (1636-1637), de Jusepe Leonardo. Palacio Real de Madrid.

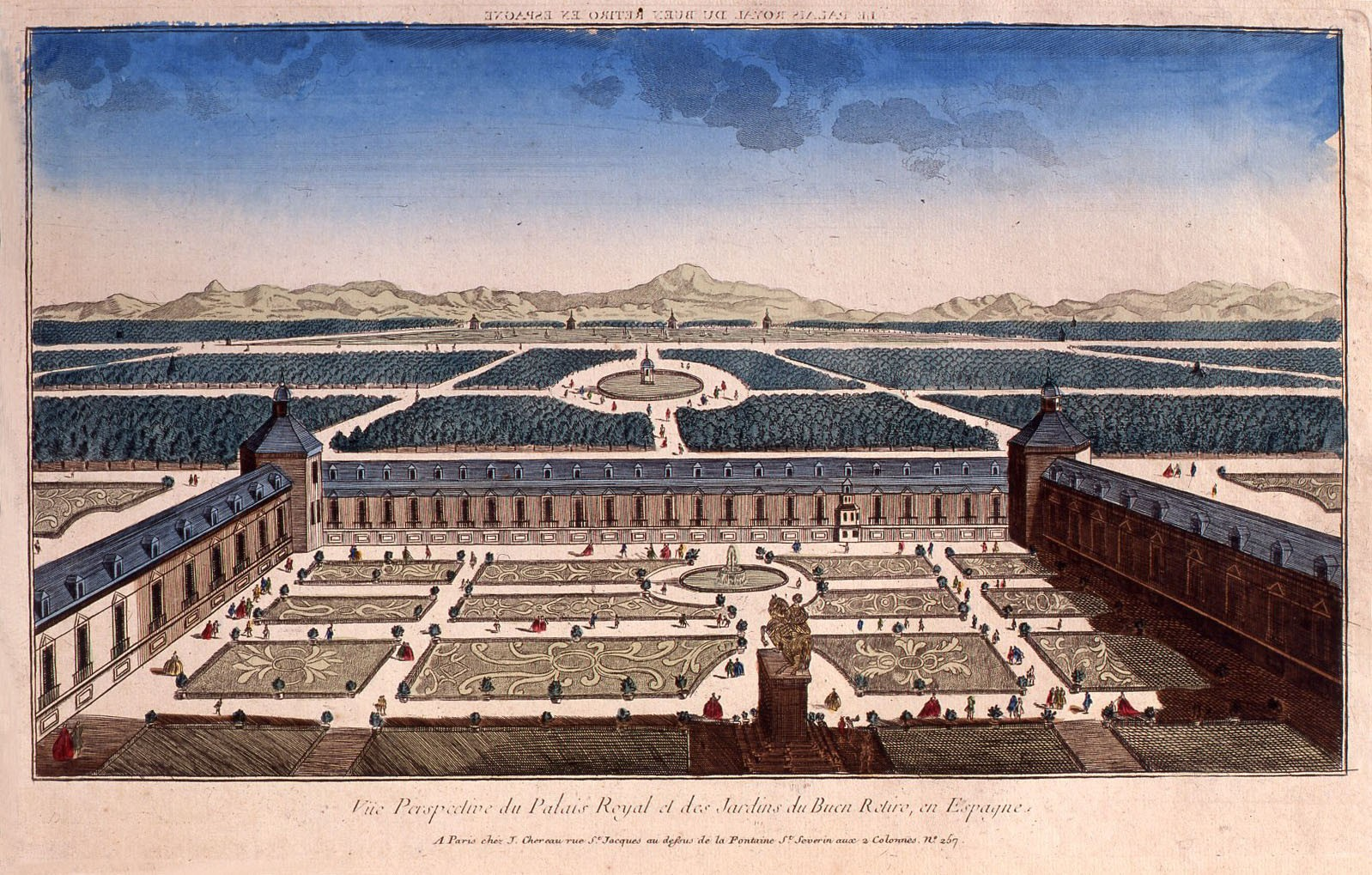
El palacio y jardines del Buen Retiro. Madrid, de J. Chereau. Museo de Historia de Madrid. Puede verse el Jardín de la Reina, presidido por la estatua ecuestre de Felipe IV.

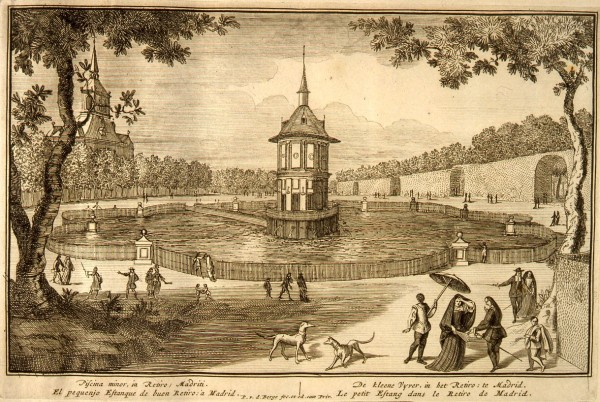
El Estanque Pequeño del Retiro. Madrid (1701), de Pieter van den Berge. Museo de Historia de Madrid. Se identifica al Estanque Ochavado como Estanque Pequeño, en contraposición al Estanque Grande.

Los jardines tienen su origen en 1629, cuando Gaspar de Guzmán y Pimentel (1587-1645), conde-duque de Olivares y valido de Felipe IV (1605-1665), animó al monarca a ampliar el Cuarto Real existente junto al monasterio de los Jerónimos y levantar alrededor del mismo una residencia palaciega. Con tal fin le hizo obsequio de unas tierras próximas, en su mayor parte cedidas por Alonso Estacio Gutiérrez de los Ríos y Ángulo, primer conde de Fernán Núñez, que, una vez completado el proceso de anexiones, ocuparon una superficie de unas 145 hectáreas.
El nuevo palacio, llamado del Buen Retiro por expresa voluntad del soberano, se empezó a edificar en 1630 y se terminó en 1640. A diferencia del Real Alcázar, sede oficial de los órganos de gobierno, fue concebido como una residencia «para alivio y recreación» del rey y sus sucesores, como así se hizo constar en una cédula expedida por el propio monarca. A pesar de que su ubicación en lo que entonces eran las afueras de Madrid le confería un cierto carácter suburbano, en línea con otros Reales Sitios periféricos, como la Casa de Campo y El Pardo, el Buen Retiro llegó a convertirse en uno de los principales centros de poder del siglo XVII y buena parte del XVIII.
Bajo la dirección de los arquitectos Giovanni Battista Crescenzi (1577-1635) y, muy especialmente, Alonso Carbonel (1583-1660), quien asumió el proyecto en solitario tras la muerte de aquel, las obras se fueron desarrollando sobre la marcha, sin un plan unitario, debido a la celeridad que el conde-duque de Olivares imprimió a los trabajos, en su afán por complacer a Felipe IV. Todo ello dio como resultado una yuxtaposición de elementos arquitectónicos, que se iban adosando conforme iban surgiendo nuevas demandas, sin una verdadera articulación compositiva.
El palacio seguía las pautas del estilo desornamentado, característico de la arquitectura de los Austrias. De sobria fábrica de ladrillo, con molduras de granito en los vanos y cubiertas de pizarra, se distribuía alrededor de varios patios, que no solo emulaban el planteamiento urbanístico de las plazas mayores de las ciudades, sino también su función lúdica, como escenario de actos festivos.
Toda la austeridad que el exterior transmitía dejaba paso, en el interior, a una fastuosa decoración, tal y como dejó reflejado la escritora Madame d'Aulnoy (1651-1705) en Memoires de la cour d'Espagne, relation du voyage d'Espagne (1690 o 1691): "sus habitaciones son anchurosas, magníficas y adornadas con bellas pinturas. En todas partes lucen el oro y los colores vivos de que techos y artesonados están adornados".
Acorde con la intención recreativa que prevaleció en el diseño, el edificio tenía integrado un teatro, conocido como Coliseo del Buen Retiro, que acogió representaciones de dramaturgos españoles del Siglo de Oro, como Calderón de la Barca (1600-1681) y Lope de Vega (1562-1635); además de una leonera, en la que se exhibían animales salvajes, una plaza donde se celebraban corridas de toros y espectáculos ecuestres, y un Salón de Baile, decorado con frescos de Lucas Jordán (1634-1705).
De todo este conjunto solo se conserva, aunque fuera de los límites actuales del parque, el citado Salón de Baile, que hoy día recibe el nombre de Casón del Buen Retiro, así como el Salón de Reinos, un ala del palacio que antaño albergó pinturas de Diego Velázquez (1599-1660), Francisco de Zurbarán (1598-1664) y Juan Bautista Maíno (1581-1649), entre otros.
Con respecto a los jardines, se crearon al mismo tiempo que el palacio y su artífice fue igualmente Alonso Carbonel, con intervención posterior de Cosme Lotti (1570 o 1580-1651) y Baccio del Bianco (1604-1657), dos escenógrafos que el rey se trajo de Italia para trabajar en los montajes del Coliseo. Al igual que ocurrió con el edificio, no hubo ningún plan integral, lo que determinó un trazado de composiciones trabadas y asimétricas, sin un orden axial determinado, que, por otra parte, parecía reflejar la tradición jardinera hisponomulsulmana de plantas perpendiculares.
Entre los elementos paisajísticos de aquella época figura el Jardín Ochavado, que se articulaba alrededor de una plaza central, cruzada por ocho paseos, algunos de los cuales estaban delimitados por túneles de verdura (estructuras a modo de pasadizos recubiertas con vegetación). Asimismo, había una pajarera de grandes dimensiones, en la que se criaban aves exóticas para su exhibición, y siete ermitas, que, contrariamente a lo que pudiera pensarse, desarrollaban un función lúdica, más cercana al concepto de romería, que al de recogimiento piadoso. Seis de ellas (San Isidro, San Pablo, San Juan, San Bruno, la Magdalena y San Antonio de los Portugueses) se hicieron de nueva factura, mientras que la de San Blas, enclavada en el cerro homónimo, donde hoy se eleva el Real Observatorio Astronómico, fue anexionada cuando se constituyó el Real Sitio.
La de San Pablo alcanzó un gran renombre, debido a su decoración mural, realizada por Agostino Mitelli (1609-1660) y Angelo Michele Colonna (1604-1687), y al jardín existente a sus pies, presidido por la desaparecida Fuente de Narciso y con esculturas de Leone Leoni (1509-1590) y Pompeo Leoni (1533-1609), pertenecientes hoy día al Museo del Prado. La de San Antonio de los Portugueses fue también un hito arquitectónico importante, dada su peculiar ubicación dentro de una isla artificial, rodeada por una ría polilobulada navegable. Por su parte, la ermita de San Juan albergó la biblioteca del conde-duque de Olivares.
Las infraestructuras hidráulicas se debieron a Cristóbal de Aguilera, maestro mayor y veedor de las fuentes de Madrid. No solo hizo los viajes que abastecían de agua al Real Sitio (construyó dos, conocidos como Viaje Alto y Viaje Bajo del Retiro), sino también los estanques y rías que lo adornaban. El Río Chico recorría el flanco norte de la propiedad hasta terminar en el Estanque de San Isidro, mientras que el Río Grande (o de El Mallo) llegaba hasta San Antonio de los Portugueses, procedente del Estanque Grande, donde se celebraban naumaquias y representaciones teatrales. Este último es el único elemento hidráulico que se mantiene de aquella época, junto con el Estanque Ochavado (o de las Campanillas).

### SigloXVIII

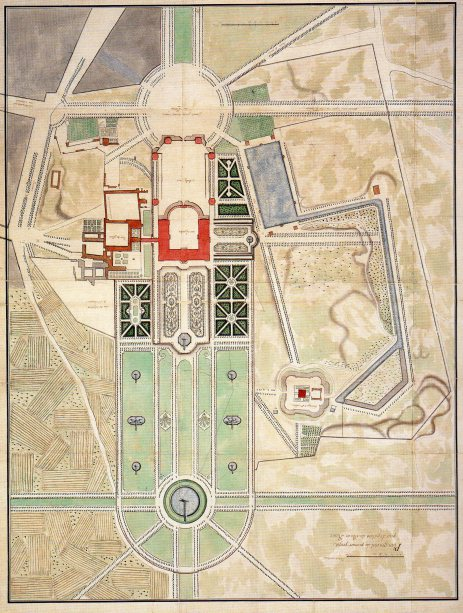
Proyecto para el Buen Retiro (1714-1715), de Robert de Cotte. Biblioteca Nacional de Francia de París. A la derecha del palacio se sitúa el Parterre, la única parte que se hizo, según diseño de René Carlier.

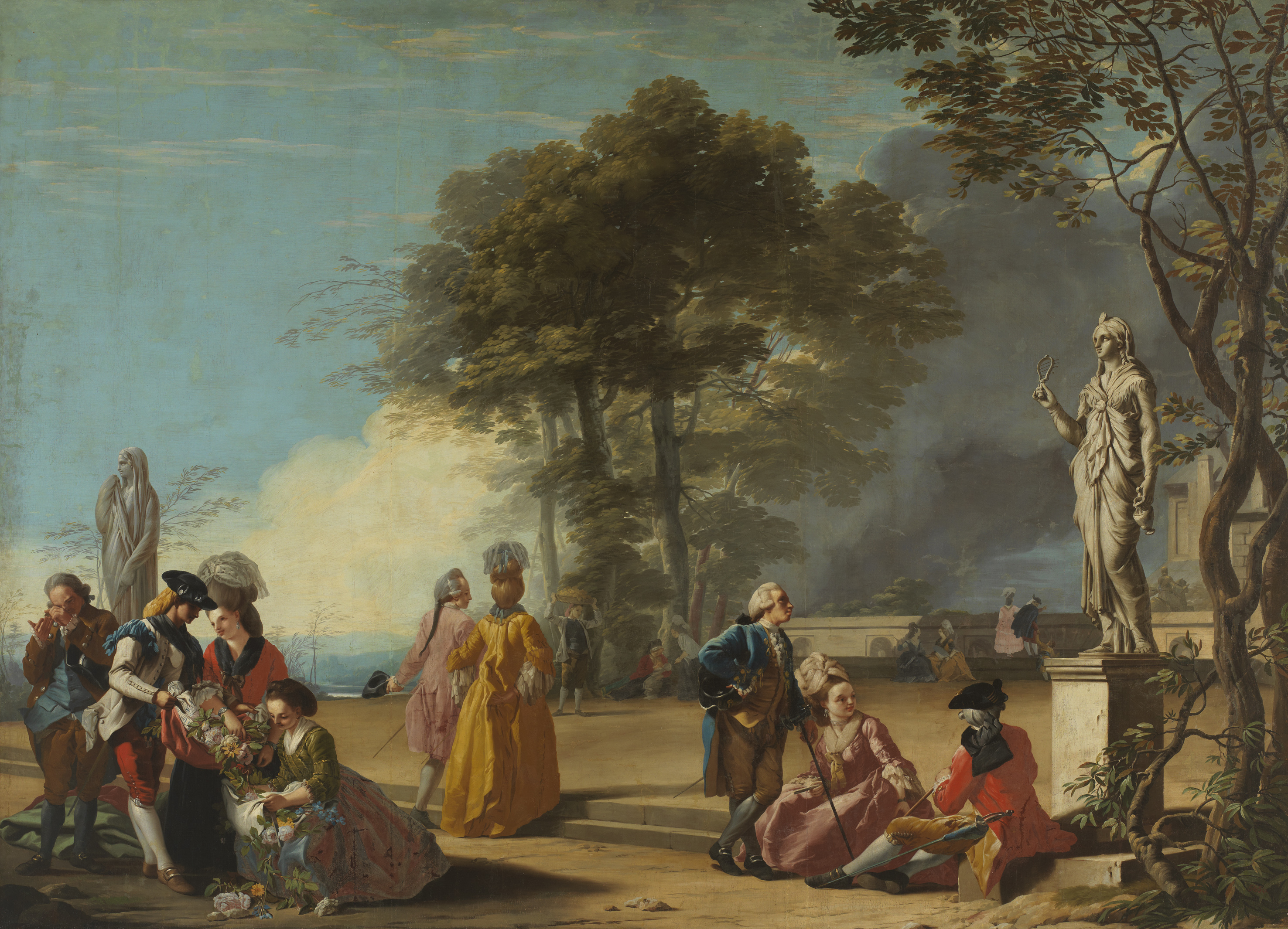
El Parque del Retiro con paseantes (1779), de José del Castillo. Museo de Historia de Madrid (depósito del Museo del Prado).

Tras el incendio del Real Alcázar en 1734 y mientras duraron las obras del nuevo Palacio Real, el Buen Retiro se convirtió en la sede de los órganos de gobierno y residencia oficial de los reyes. Felipe V (1683-1743), el primer Borbón que reinó en España, quiso adaptarlo al gusto de la nueva dinastía y encomendó su remodelación a los arquitectos Robert de Cotte (1656-1735) y René Carlier (?-1722), a partir de modelos franceses. De su propuesta solo pudo llevarse a cabo el jardín del Parterre, que Carlier levantó a partir de 1716, al desplazarse el interés constructivo del soberano al Palacio de La Granja (Segovia).
Con la llegada al trono de Carlos III (1716-1788), el Real Sitio cobró un nuevo impulso. A diferencia de las actuaciones anteriores, dirigidas a reforzar el carácter residencial del lugar, sus intervenciones tuvieron un sentido ilustrado y buscaban bien una finalidad mercantilista, caso de la desaparecida Real Fábrica de Porcelana, realizada sobre la ermita de San Antonio de los Portugueses; bien un objetivo científico, como el Real Observatorio Astronómico, que, aunque fue terminado en tiempos de Carlos IV (1748-1808), se debió a una iniciativa suya.
De hecho, el Real Observatorio formaba parte de un ambicioso plan que pretendía dotar a Madrid de una zona consagrada al estudio de las Ciencias Naturales. Fue erigido sobre el cerro de San Blas, presidiendo el tramo meridional del Salón del Prado, donde ya se habían construido el Real Jardín Botánico, el Gabinete de Historia Natural (hoy Museo del Prado) y un zoológico. Este último fue creado en 1774 en la Cuesta de Moyano, en terrenos que entonces pertenecían al Retiro.
Llevado por ese mismo espíritu ilustrado, en 1767 Carlos III autorizó el acceso público al Buen Retiro, siempre que se acataran ciertas normas en el vestir y se respetaran unos límites territoriales. Este uso como parque no solo se mantuvo en los siguientes reinados, sino que se intensificó con Isabel II (1830-1904), al permitirse en 1867 la navegación pública dentro del Estanque Grande.

### Fuentes

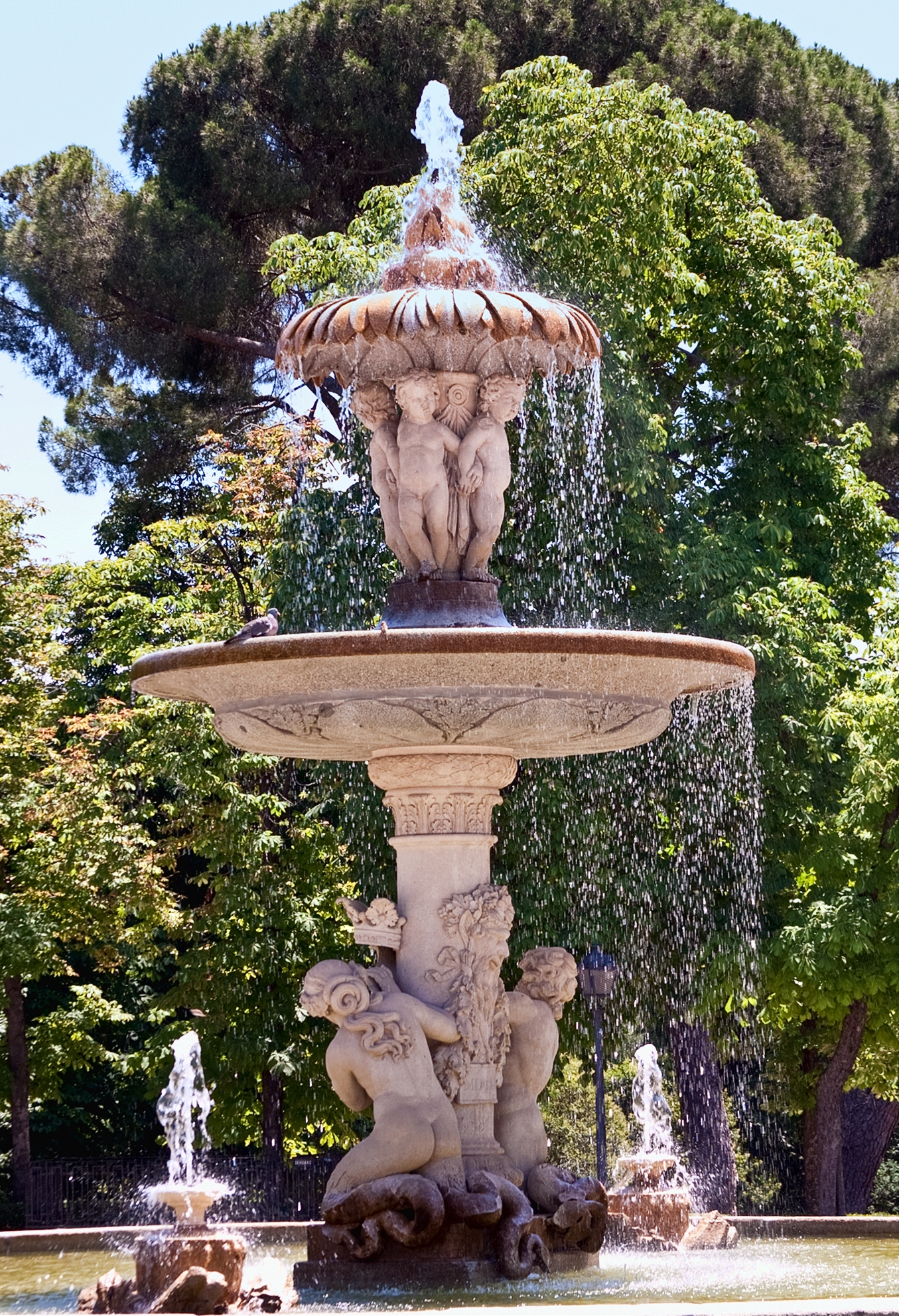
Fuente de la Alcachofa.

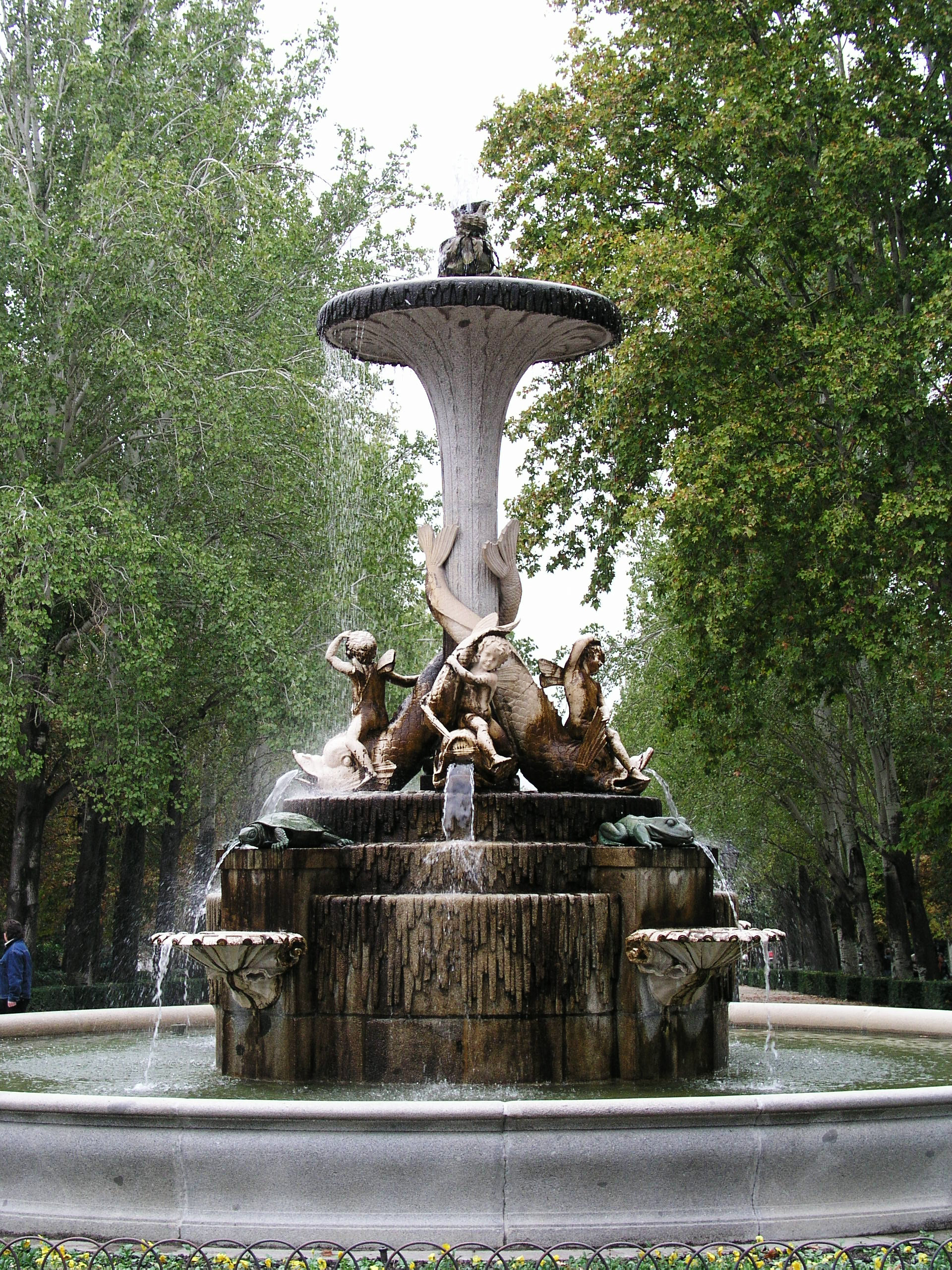
Fuente de los Galápagos.

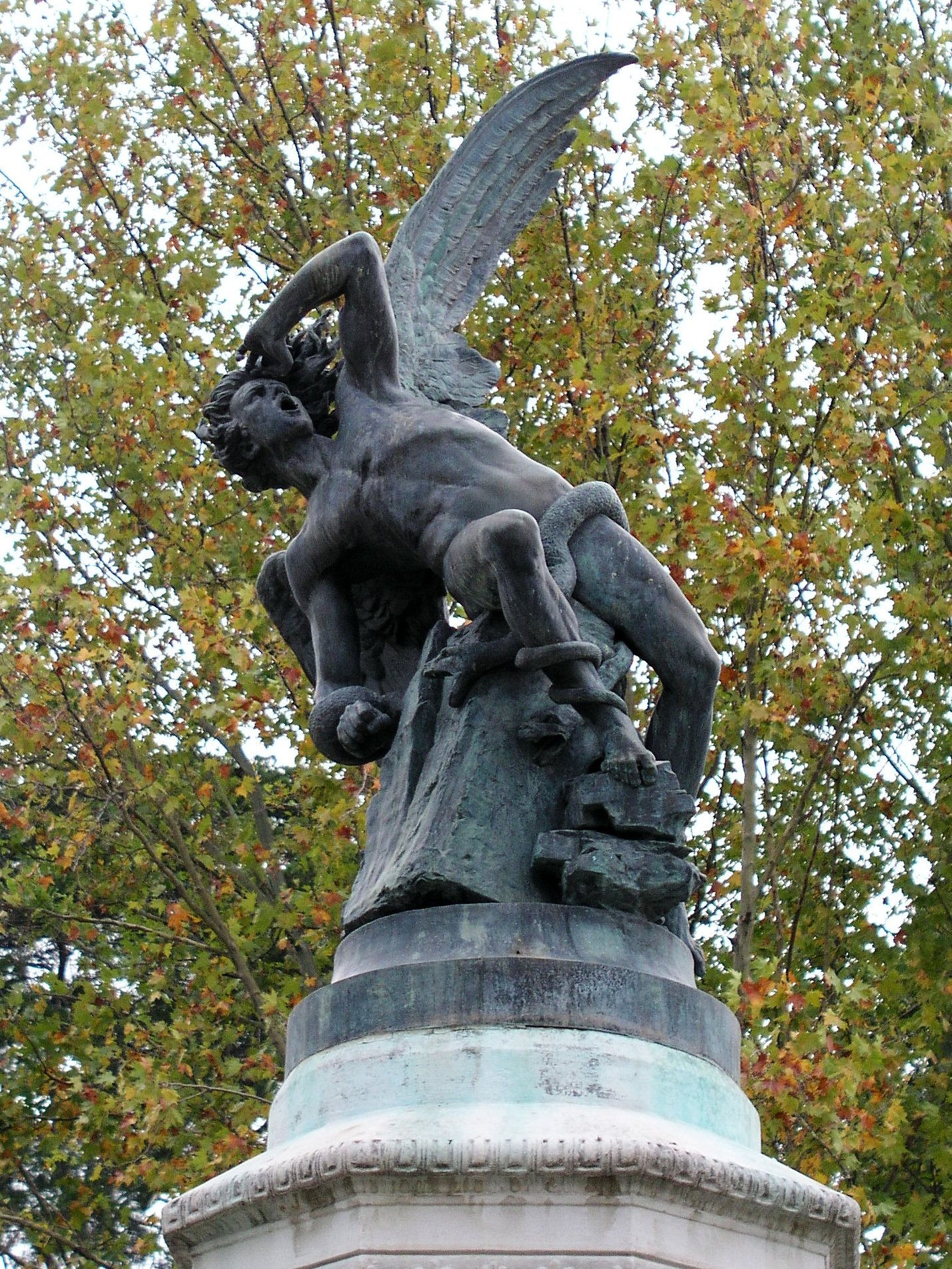
Detalle de la Fuente del Ángel Caído.

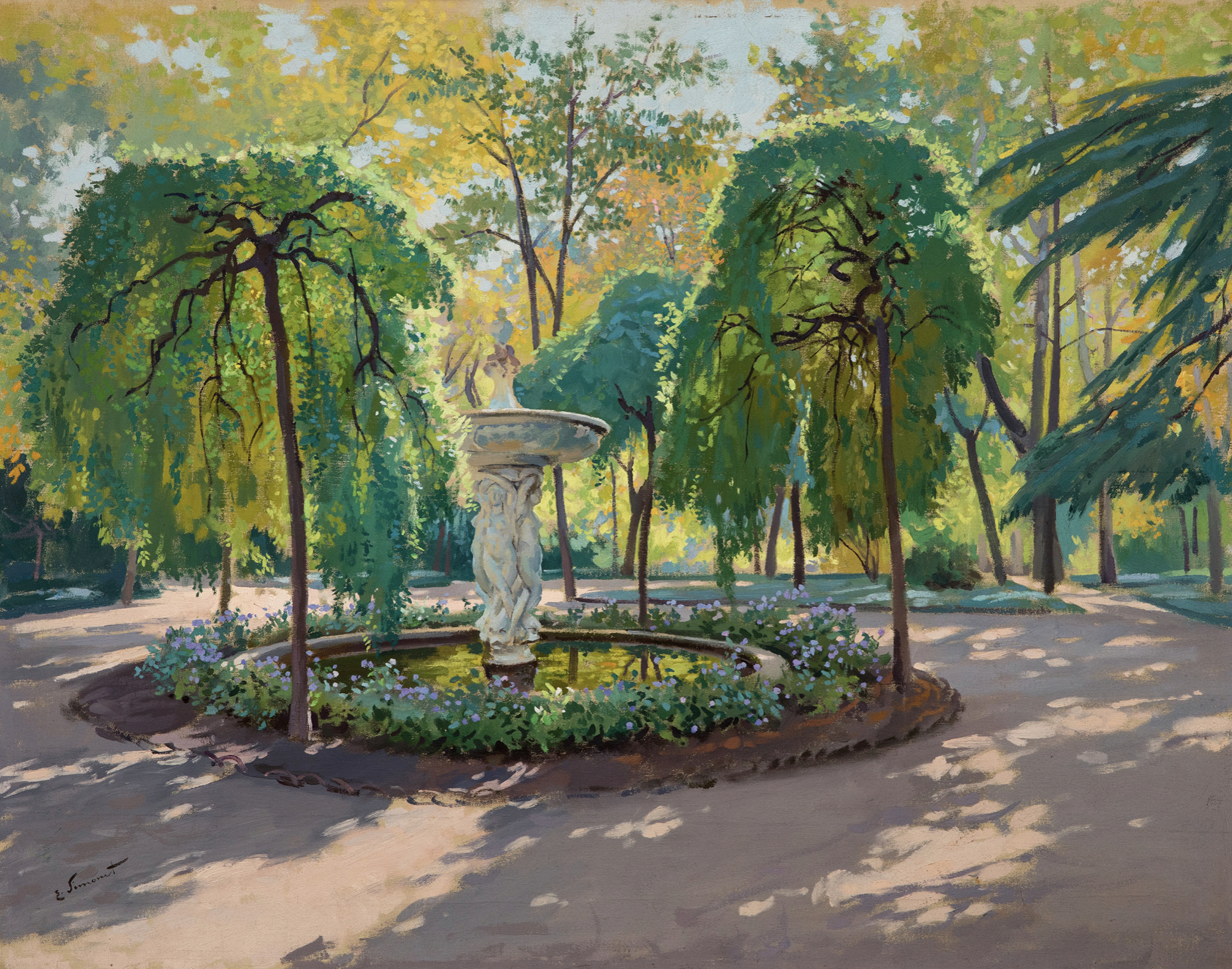
Fuente de las Cuatro Gracias por Enrique Simonet.

### SigloXIX

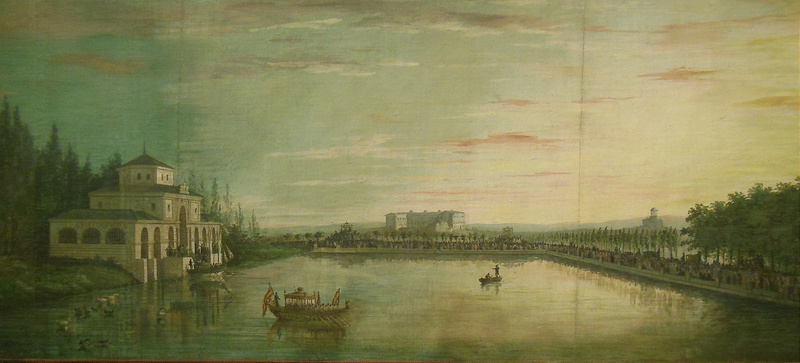
El Estanque Grande del Retiro (h. 1816), anónimo. Museo de Historia de Madrid. A la izquierda aparece el Embarcadero Real y al fondo la Real Fábrica de Porcelana, ambas construcciones desaparecidas.

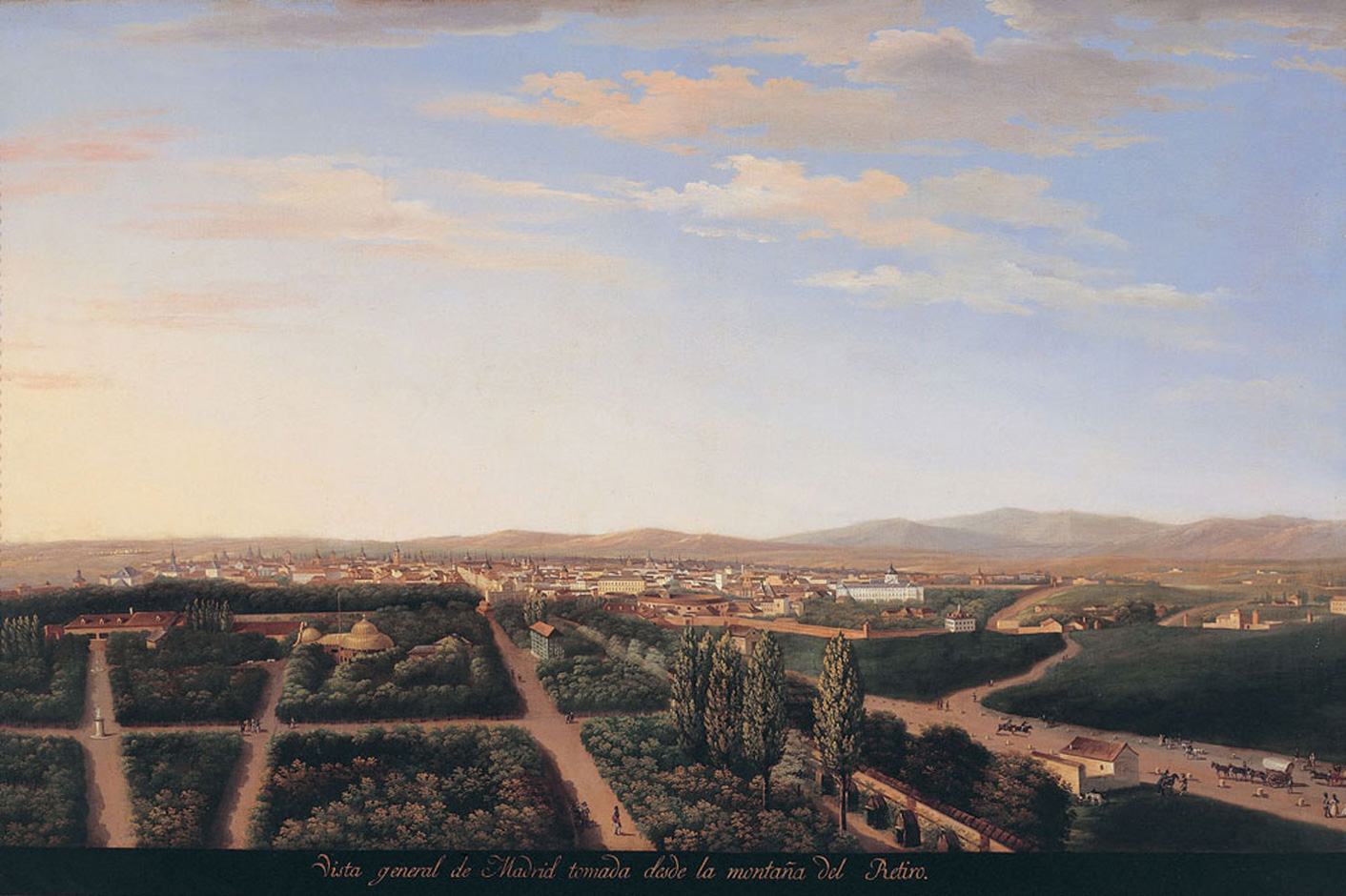
Vista general de Madrid desde la montaña del Retiro (h. 1830), Fernando Brambila. Museo de Historia de Madrid. Puede verse la parte nororiental del Real Sitio, con la Casa del Contrabandista en el tercio izquierdo.

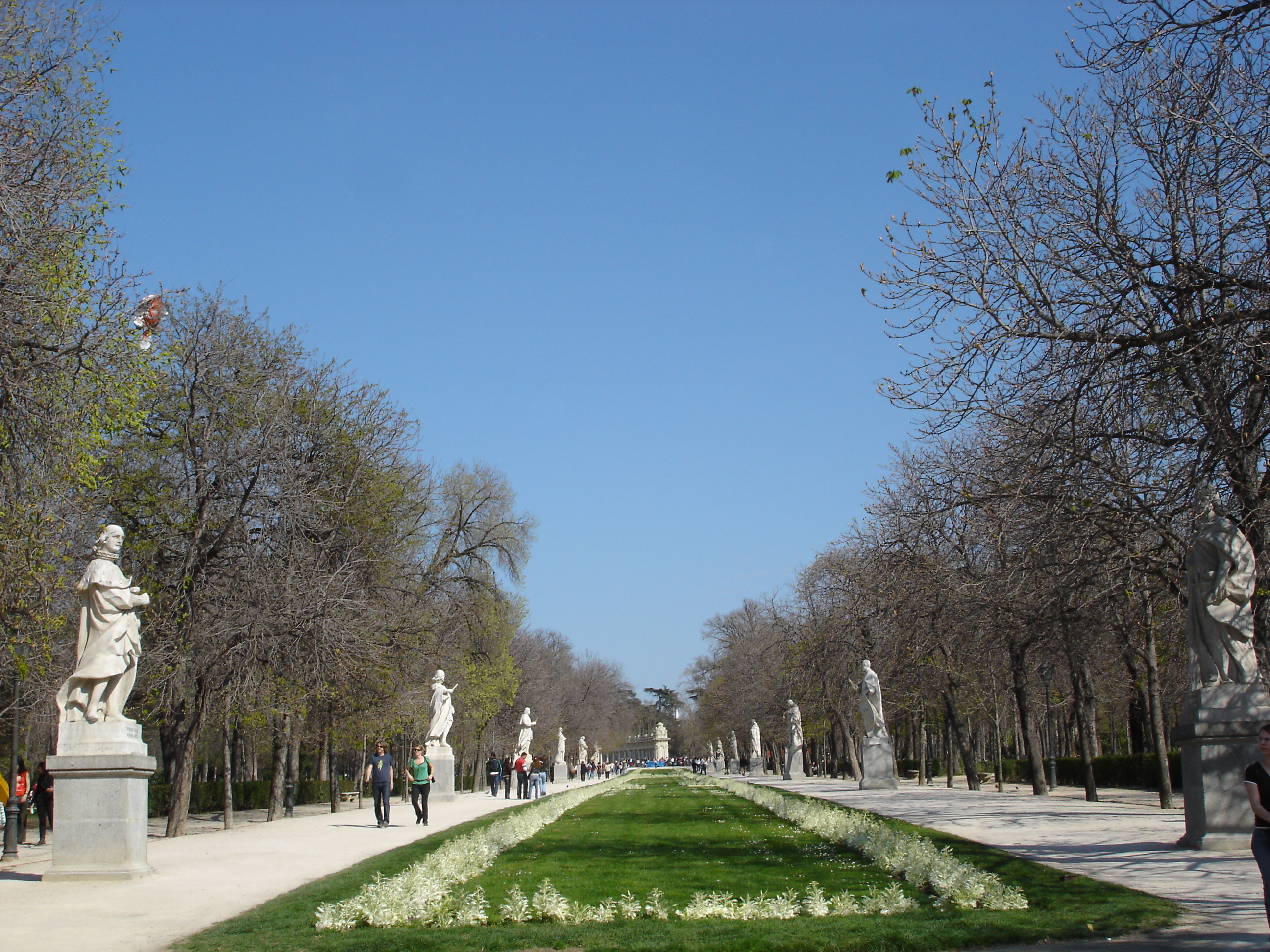
Vista del paseo de la Argentina, abierto en la primera mitad del con el nombre de paseo de las Estatuas.

Durante la guerra de la Independencia (1808-1814) el Buen Retiro fue utilizado como cuartel general de las tropas napoleónicas, lo que provocó daños de consideración tanto en el palacio como en los jardines, además de su expolio. Tras el regreso a España de Fernando VII (1784-1833) en 1814, se procedió a la recuperación de la zona ajardinada, con la incorporación de nuevos elementos arquitectónicos, mientras que apenas se intervino sobre la residencia y las ermitas. El proyecto fue redactado por Isidro González Velázquez (1765-1840) y significó la transformación romántica del lugar.
El monarca acotó una parte, entre la calle de O'Donnell y la avenida de Menéndez Pelayo, denominada El Reservado, para uso y disfrute de la familia real. En esta zona fueron trazados nuevos jardines, que, siguiendo las corrientes de la época, fueron adornados con diferentes caprichos paisajísticos. Entre los conservados cabe destacar la Casita del Pescador, la Casa del Contrabandista, la Montaña Artificial y la Fuente Egipcia, además de la Casa de Fieras, donde fue trasladado el zoológico fundado por Carlos III. También fue levantado un Embarcadero Real en el Estanque Grande, donde hoy se alza el Monumento a Alfonso XII.
A partir de 1841 la reina Isabel II (1830-1904) impulsó nuevas plantaciones de árboles de sombra y frutales. Fruto de este esfuerzo fue el acondicionamiento como bosque del Campo Grande, un espacio silvestre utilizado en tiempos de los Austrias para la caza menor, y la apertura del paseo de las Estatuas (actualmente de la Argentina) y del Jardín madrileño, entre otros recintos.
En 1865, prácticamente al final de su reinado, Isabel II vendió al Estado una parte de la propiedad, para su urbanización. Se trataba de la franja occidental, la más cercana al paseo del Prado, donde estaba enclavado el palacio, que, debido a su mal estado, tuvo que ser demolido en 1869, excepción hecha del Salón de Reinos y del Salón de Baile. En la zona segregada se abrió la calle de Granada, en la actualidad de Alfonso XII, alrededor de la cual fue creado el barrio de Los Jerónimos. Esta operación supuso la tala de unos 2000 árboles.
Tras la Revolución de 1868, conocida como la Gloriosa, y el destronamiento de Isabel II, el Real Sitio del Buen Retiro pasó a ser propiedad municipal y fue declarado parque público, con el nombre de Parque de Madrid, según Decreto firmado el 6 de noviembre del citado año por el ministro Laureano Figuerola (1816-1903), del Gobierno Provisional. Se cedía el lugar "en toda su extensión", incluyendo El Reservado, que hasta entonces había estado restringido a los reyes, "con la obligación expresa de reservar sus límites y dedicarle, exclusivamente a recreo del vecindario".
También había quedado en manos del ayuntamiento una parcela próxima a la plaza de Cibeles, surgida de la segregación de 1865, pero, a diferencia del resto de la posesión, ésta fue arrendada para su explotación como jardín recreativo (véase Jardines del Buen Retiro). En este lugar, sobre el que hoy se levanta el Palacio de Cibeles, transcurre la novela Las noches del Buen Retiro, de Pío Baroja (1872-1956).
Con la municipalización dio comienzo una fase constructiva muy intensa, que se prolongó hasta el segundo tercio del siglo XX. El arquitecto José Urioste y Velada (1850-1909) hizo un nuevo cerramiento, en el que dispuso una serie de puertas monumentales, e instaló las fuentes de los Galápagos y de la Alcachofa, que fueron traídas desde otros puntos de la ciudad.
En 1874 fue creado el paseo de Fernán Núñez (o de Coches) sobre el primitivo cauce del río Grande y en 1878 se volvió a intervenir en el Campo Grande, a partir de modelos paisajísticos de inspiración inglesa. En 1885 fue inaugurada la fuente del Ángel Caído, erigida en el lugar donde antes estuvieron la Real Fábrica de Porcelana y la ermita de San Antonio de los Portugueses. En esta época también se excavaron diferentes estanques y rías artificiales.
En las últimas décadas del siglo XIX el parque fue escenario de diversos certámenes y exposiciones internacionales, para los cuales se proyectaron edificios como el desaparecido Pabellón Árabe, el Palacio de Velázquez y el Palacio de Cristal, todos ellos realizados por Ricardo Velázquez Bosco (1843-1923).

### SiglosXXyXXI

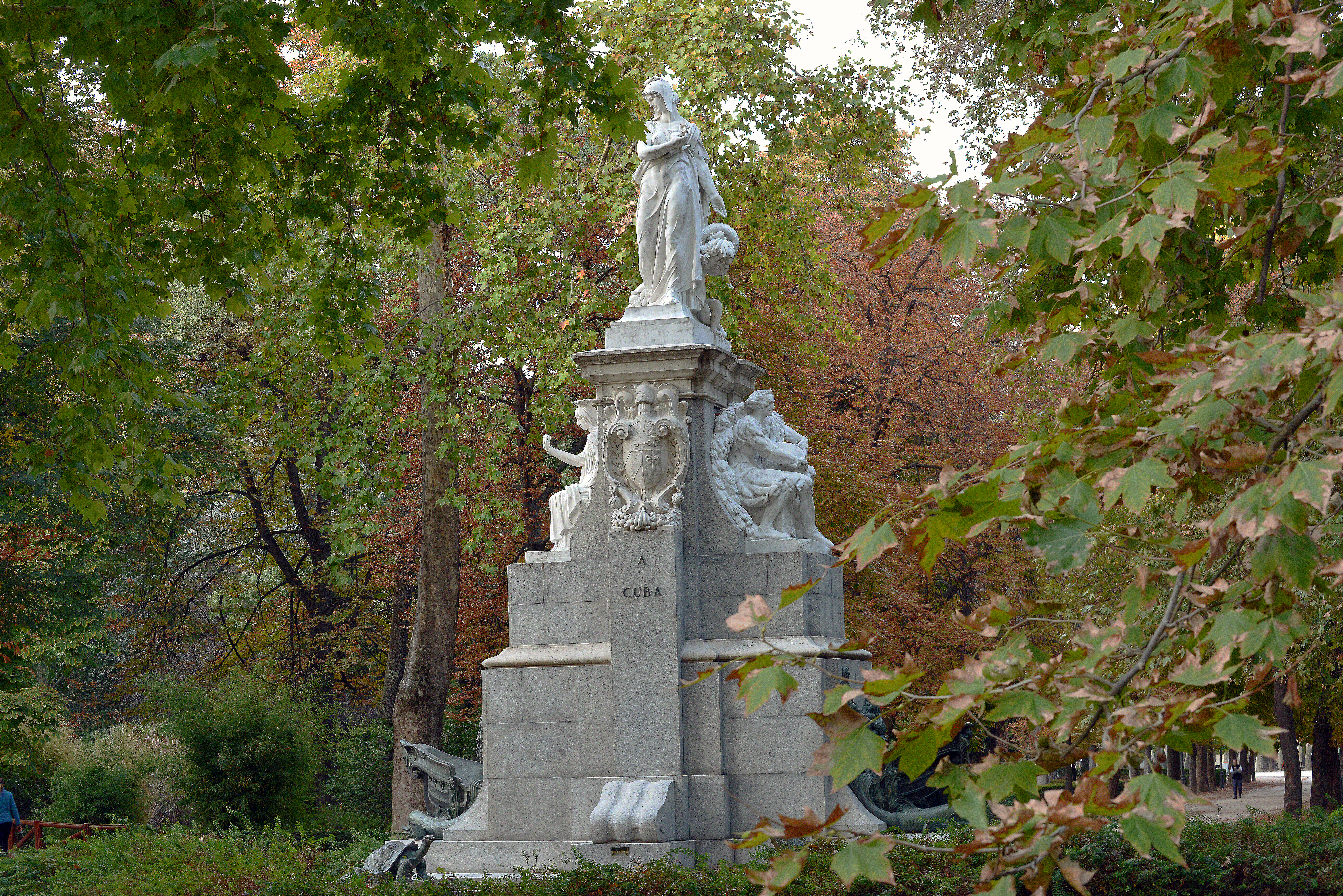
La fuente de Cuba fue construida en el primer tercio del como un monumento conmemorativo de la nación cubana.

Llegado el siglo XX continuaron las labores de acondicionamiento empezadas en la centuria anterior. Se siguió trabajando en el cerramiento, con el traslado de la Puerta de Felipe IV al Parterre, y se edificó un embarcadero nuevo en el Estanque Grande, que reemplazaba a otro anterior que se había incendiado (construido, a su vez, para sustituir al primitivo Embarcadero Real). Ambas actuaciones fueron llevadas a cabo por el arquitecto municipal Luis Bellido (1869-1955), entre 1922 y 1926.
A lo largo del citado siglo, preferentemente en los dos primeros tercios, el Retiro fue adornado con numerosos monumentos conmemorativos, entre los que cabe destacar, por su relevancia artística y simbólica, el dedicado a Alfonso XII, obra maestra de José Grases Riera (1850-1919), que preside la ribera oriental del Estanque Grande desde 1922.

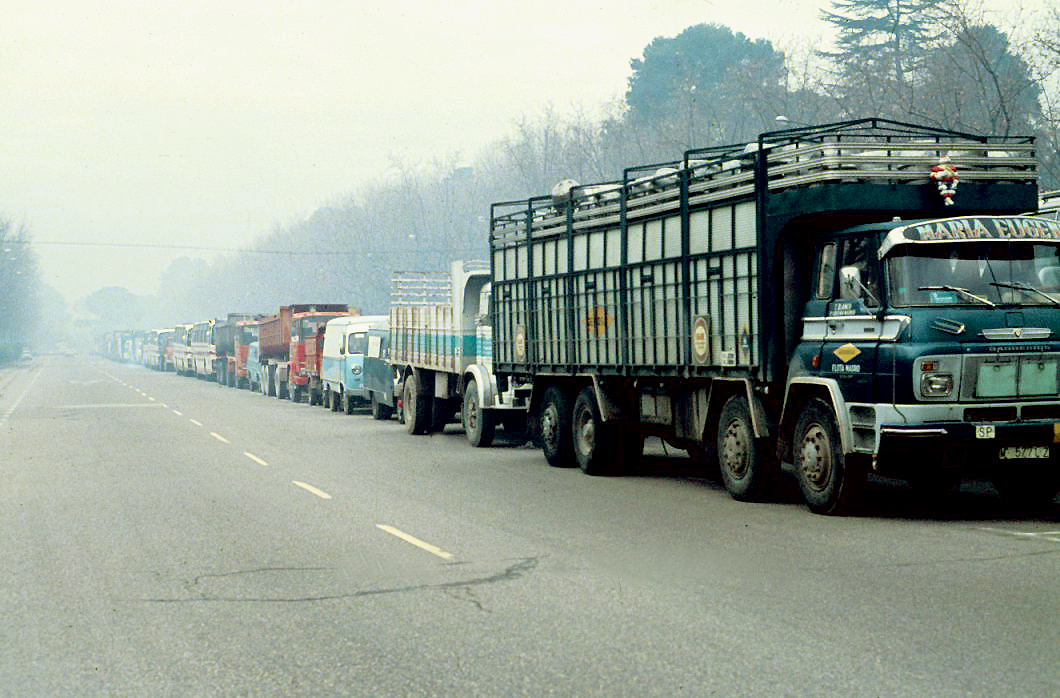
Camiones esperando cola para la inspección técnica en el paseo de Coches (1976).

En el terreno paisajístico, el jardinero Cecilio Rodríguez (1865-1953) desarrolló distintas iniciativas, como la Rosaleda y los jardines que llevan su nombre, concebidos como una extensión de la Casa de Fieras, en la que también intervino. Rodríguez asumió estos proyectos a partir de 1915 y 1918, respectivamente, y se da la circunstancia de que él mismo procedió a su restauración, tras los destrozos de la Guerra Civil (1936-1939).
A estos recintos se añadieron, en la segunda mitad del siglo XX, el Jardín de plantas vivaces y alpinas y el Huerto del francés. El último de los jardines realizados en el Retiro es el Bosque del Recuerdo, levantado en 2005 en homenaje a las 192 víctimas mortales de los atentados del 11 de marzo de 2004. Se encuentra en la parte sudoeste del parque, en las inmediaciones de la estación de Atocha.

### Evolución histórica en la pintura

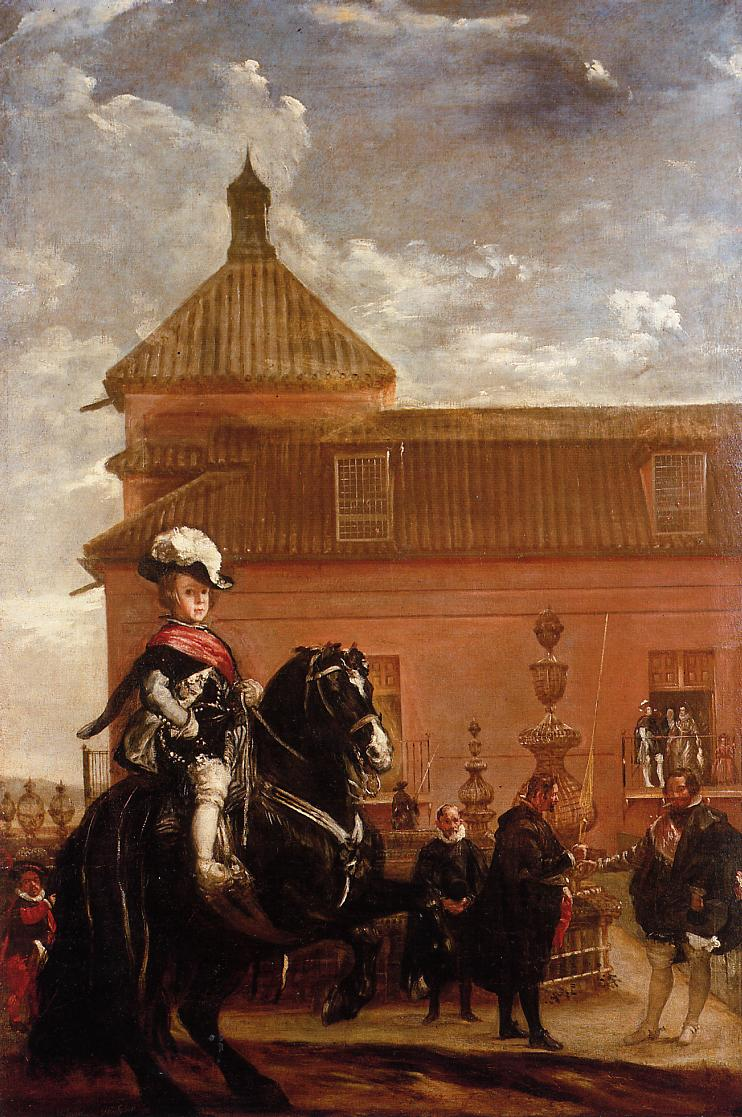
El príncipe Baltasar Carlos en el picadero (1636-1637), de Diego Velázquez. Colección particular del Duque de Westminster, Londres.

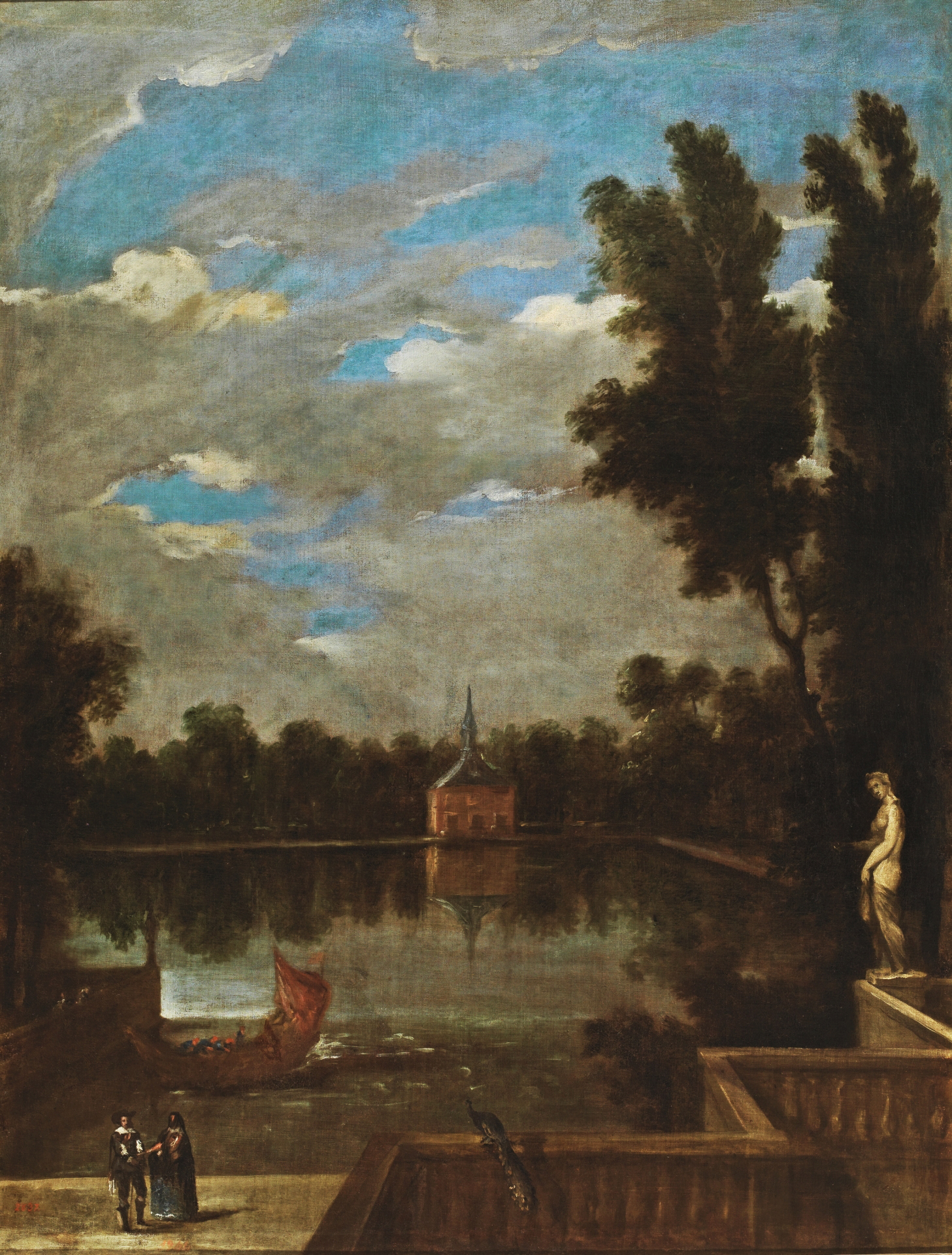
El Estanque Grande del Buen Retiro (h. 1657), de Juan Bautista Martínez del Mazo. Museo de Historia de Madrid (depósito del Museo del Prado).

El Retiro ha sido reflejado por múltiples pintores, que, a lo largo de la historia, han dejado constancia de su evolución. Sus primeras representaciones, realizadas al poco tiempo de su constitución como Real Sitio, tuvieron un sentido preferentemente propagandístico. Es el caso del cuadro que Jusepe Leonardo (1601-1653) hizo en 1637, donde puede verse la posesión a vista de pájaro, en toda su extensión, perdiéndose en el horizonte, como símbolo de los dominios de la monarquía. Similar planteamiento se observa en la pintura anónima que se guarda en la Colección Abelló, perteneciente a la Escuela madrileña.
A lo largo del siglo XVII se hicieron numerosos grabados de la propiedad, cuya difusión por toda Europa no solo contribuyó al conocimiento del complejo, sino también a reforzar la imagen de poder de la Corona española. La serie más conocida es la de Louis Meunier, que centró su atención en la ermita de San Pablo, el Jardín de la Reina, el Estanque Ochavado, San Antonio de los Portugueses y el Estanque Grande.
Esta última construcción también sirvió de inspiración a Juan Bautista Martínez del Mazo (1611-1667), mientras que su suegro, Diego Velázquez (1599-1660), utilizó uno de los ángulos del palacio como escenario del retrato El príncipe Baltasar Carlos en el picadero.
En el siglo XVIII se impuso una visión costumbrista en las representaciones del Real Sitio, coincidiendo con su apertura al público a partir de 1769 y su uso como parque. José del Castillo (1737-1793) recurrió a dicho género en los lienzos titulados El Parque del Retiro con paseantes y Un paseo a la orilla del Estanque del Retiro, que se exhiben en el Museo de Historia de Madrid, como depósito del Museo del Prado.
Después de la Guerra de la Independencia (1808-1814), las pinturas sobre el Retiro volvieron a tener un valor propagandístico, como vehículo difusor de las obras de reconstrucción llevadas a cabo por Fernando VII (1784-1833). El pintor Fernando Brambila (1737-1893) lo incluyó dentro de la serie Vistas de los Sitios Reales y Madrid, encargada por el propio monarca a modo de inventario pictórico de las posesiones de la Corona; y José Ribelles (1778-1835) fue un paso más allá al reflejar, en el óleo Embarque real en el Estanque Grande del Retiro, un paseo en falúa de los reyes.
En el último tercio del siglo XIX, tras su municipalización y conversión en parque urbano, el Retiro atrajo la atención de diferentes paisajistas, caso de José Franco Cordero (1851-1892), a quien se debe el cuadro sobre el Parterre que existe en el citado Museo de Historia. También se mostraron interesados por el lugar Joaquín Sorolla (1863-1923), con un paisaje postimpresionista del Estanque Grande, y Pablo Ruiz Picasso (1881-1973), con una pequeña obra de influencia modernista, que el artista hizo en 1897, cuando viajó a Madrid.
Del siglo XX cabe destacar la particular visión del dibujante Antonio Mingote (1919-2012), quien ilustró varias de sus viñetas con escenas inspiradas en el Retiro. En 1982 Enrique Tierno Galván (1918-1986) le nombró alcalde honorario del parque, haciéndose eco de un deseo que él mismo expresó en el transcurso de una entrevista.

## Arquitectura

### Puertas monumentales

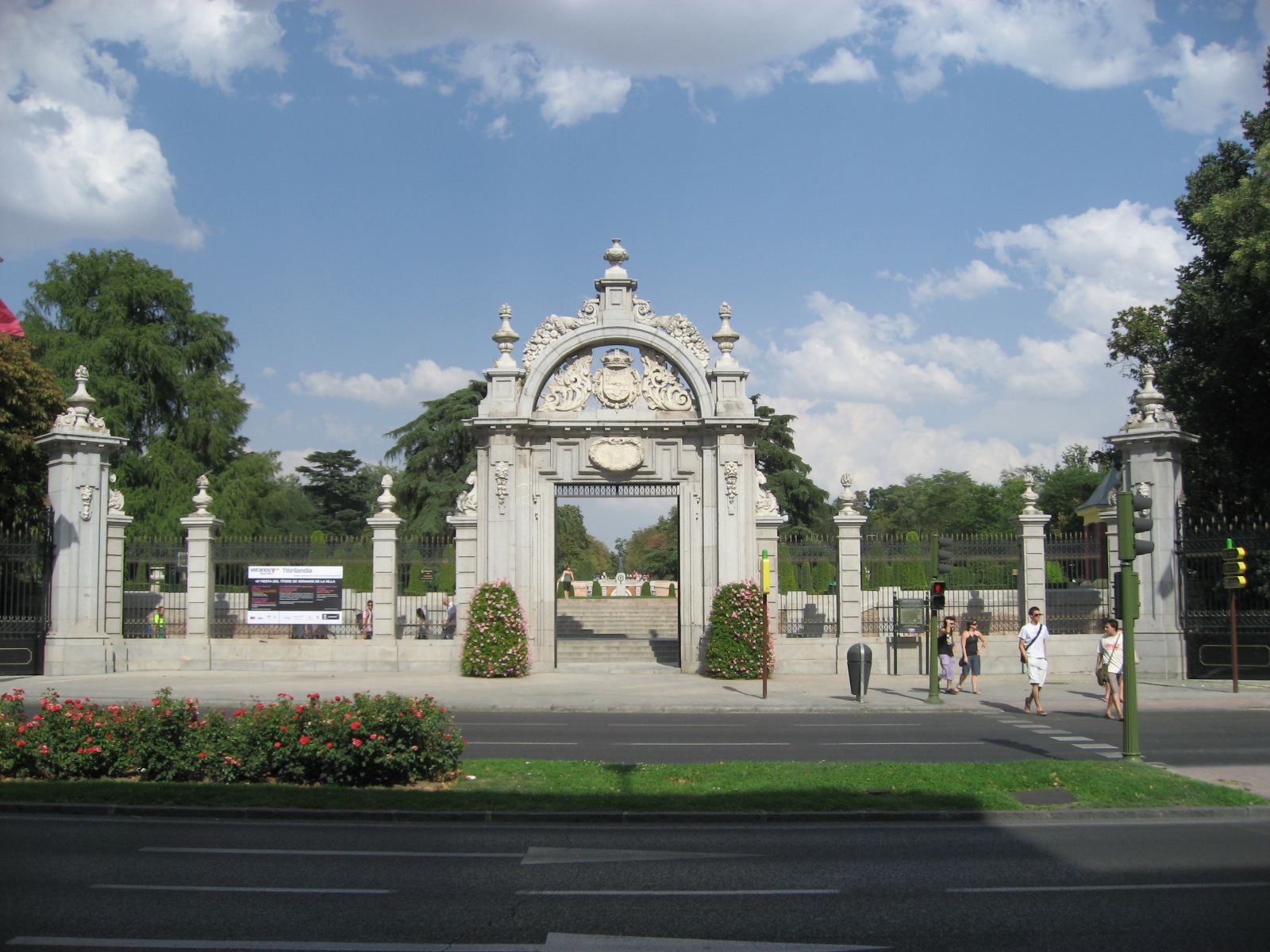
Puerta de Felipe IV.

El Parque del Retiro cuenta con diecisiete entradas, concebidas, en gran parte, como puertas monumentales. Las que reúnen los mayores valores históricos y artísticos son las siguientes:
- Puerta de Felipe IV. Obra del arquitecto Melchor de Bueras (?-1692) es la puerta monumental más antigua que se conserva en Madrid. Fue hecha en 1680 dentro del Buen Retiro, para conmemorar la llegada a la ciudad de la reina María Luisa de Orleans (1662-1689), primera esposa de Carlos II (1661-1700). Con la segregación sufrida por los jardines durante el reinado de Isabel II (1830-1904), de la que surgió el barrio de Los Jerónimos, fue objeto de un primer traslado. En 1922 fue llevada a su emplazamiento actual, como entrada del Parterre, y ampliada con dos vanos laterales, según proyecto de Luis Bellido (1869-1955). Se encuentra en la calle de Alfonso XII, formando eje con el Casón del Buen Retiro.
- Puerta de la Independencia. Se edificó en 1817 como el ingreso principal del Casino de la Reina, una antigua posesión real ubicada en la Ronda de Toledo. En 1885 fue trasladada al Retiro bajo la dirección de José Urioste y Velada (1850-1909), arquitecto y urbanista que acometió profundas reformas en Madrid, como el ensanche de la Gran Vía. Es de orden dórico y está adornada en su remate con dos grupos escultóricos de Valeriano Salvatierra (1788-1836). Situada junto a la Puerta de Alcalá, pone en contacto la plaza de la Independencia, de la que toma su nombre, con el paseo de México.[36]
- Puerta de España. Fue construida en 1893 por el citado Urioste, quien utilizó un esquema muy parecido al de la Puerta de la Independencia.[37] Consta de tres vanos, delimitados por cuatro grandes pedestales de orden jónico y cerrados por medio de una verja artística, realizada por Agustín Felipe Peró.[38] Se halla en la calle de Alfonso XII y comunica la calle de Antonio Maura con el Estanque Grande, a través del paseo de la Argentina (anteriormente llamado de las Estatuas).
- Puerta de Madrid. Enclavada en la confluencia de las calles de Alcalá y O'Donnell, cerca de las Escuelas Aguirre, se abre al paseo de Fernán Núñez (o paseo de Coches), el de mayor longitud del Retiro. Fue diseñada con una gran amplitud, con objeto de facilitar el tránsito de vehículos. Se debe también a Urioste, quien concibió dos grandes pilares de planta cuadrangular, decorados con guirnaldas y medallones con cabezas de león, además de una columna exenta de orden compuesto, situada entre ambos.[36] Se inauguró en 1900.
- Puerta de Hernani. En 1888 Urioste realizó una primera puerta, completamente metálica, que fue sustituida en 1943 por otra más monumental, a partir de una iniciativa del jardinero Cecilio Rodríguez (1865-1953), que en ese mismo año construyó los jardines ahí existentes.[39] Se encuentra en la calle de Alcalá y tiene enfrentada la iglesia de San Manuel y San Benito.

### Edificios

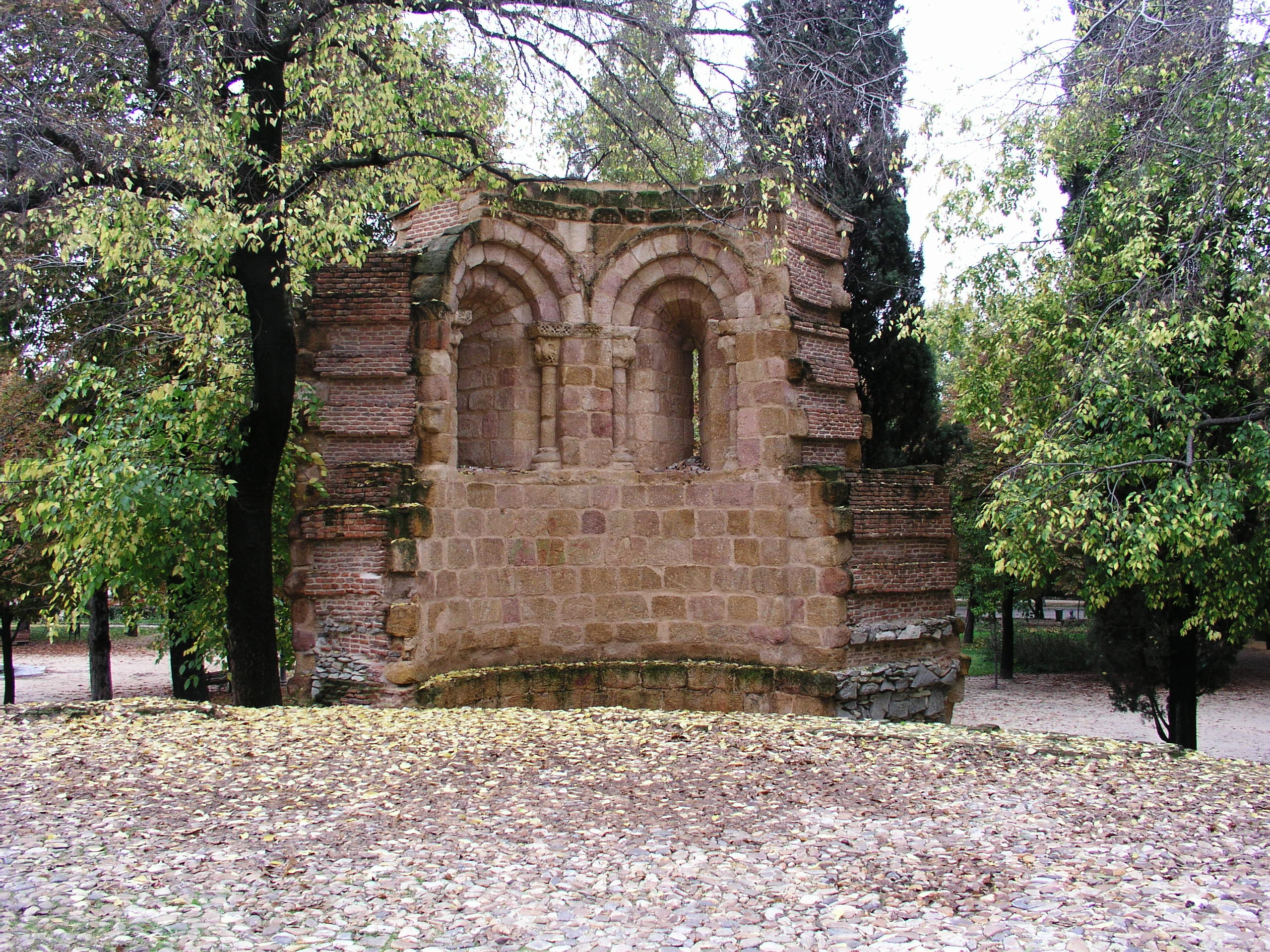
Restos de la ermita de San Pelayo y San Isidoro

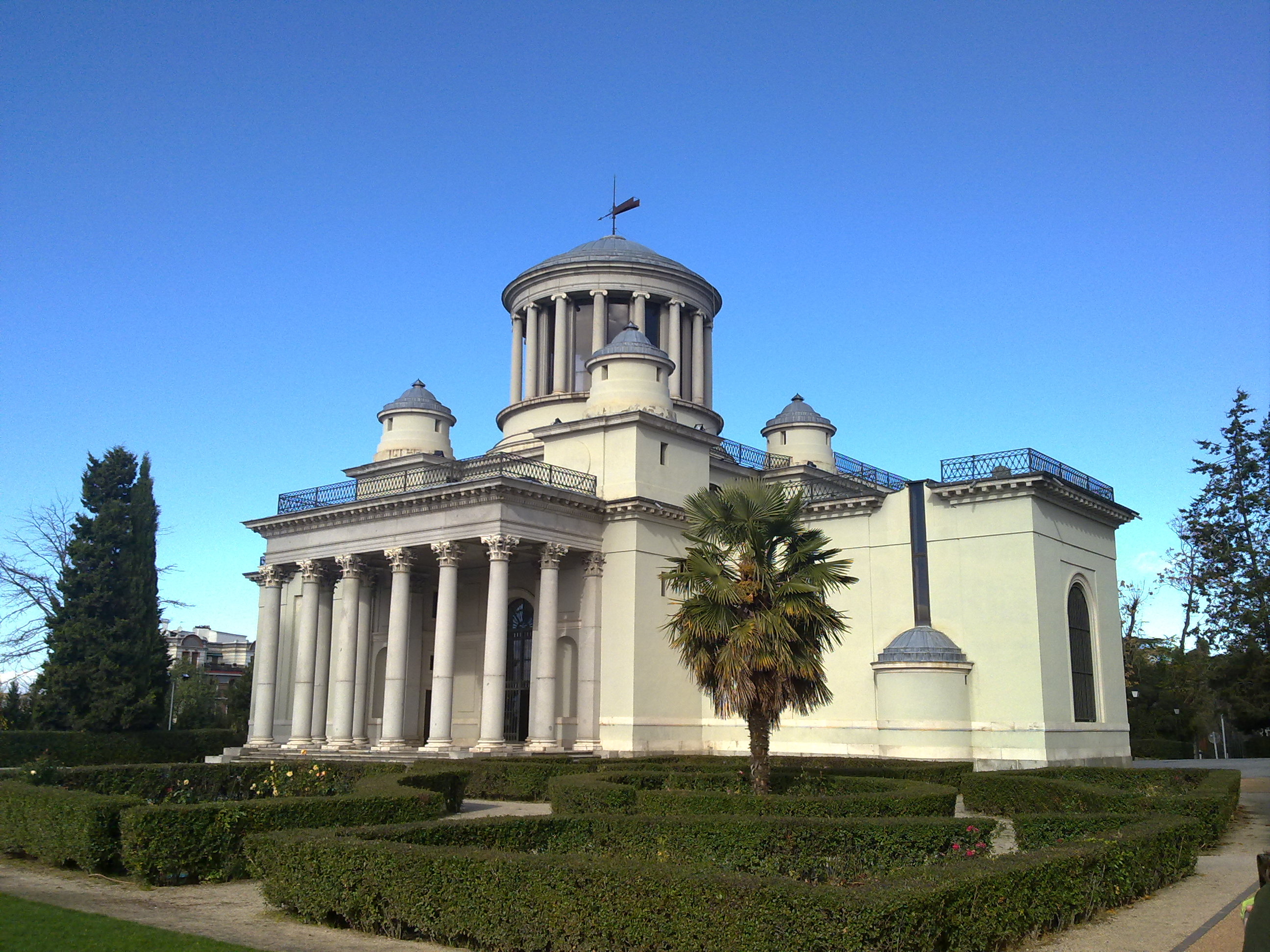
Real Observatorio Astronómico

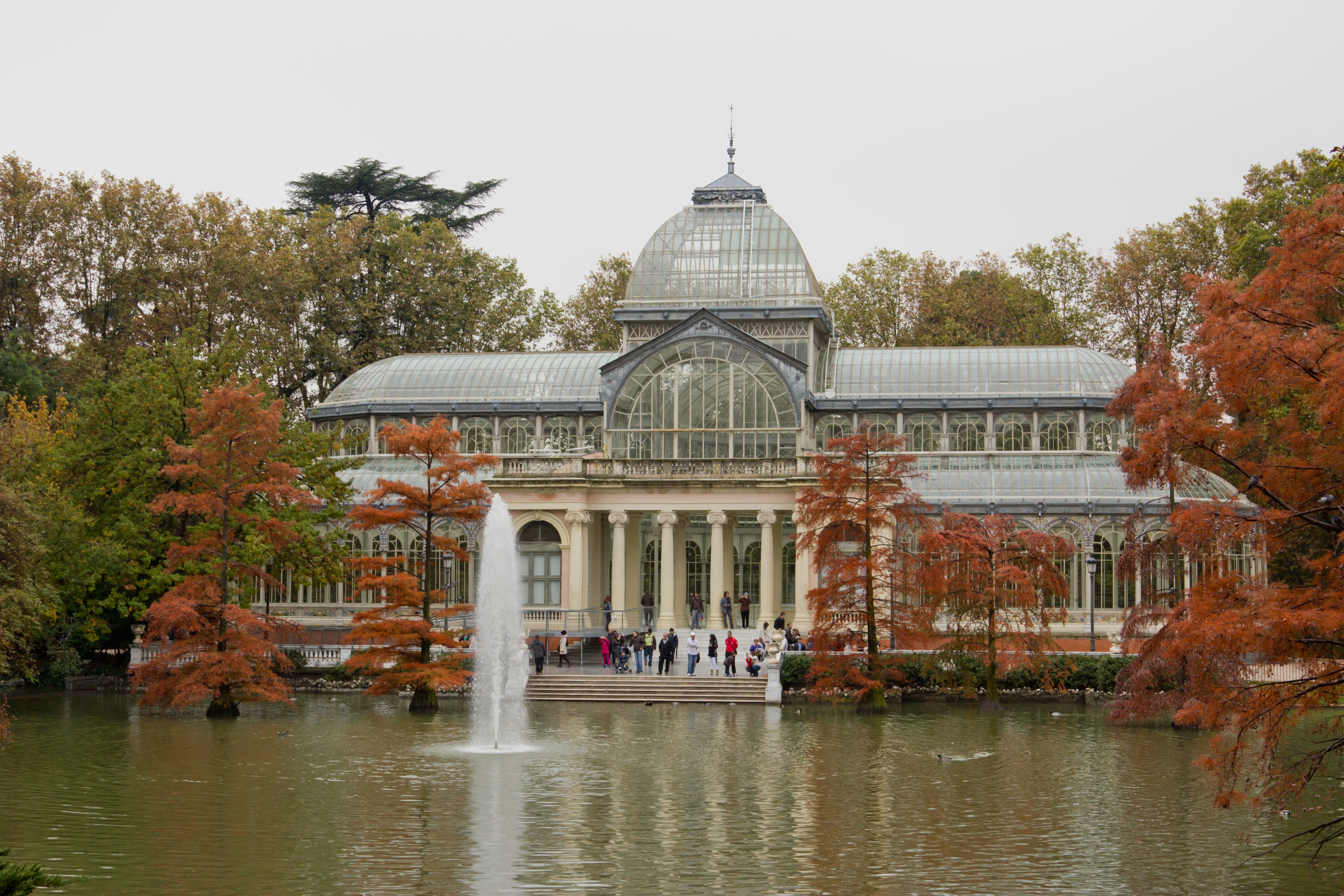
Palacio de Cristal.

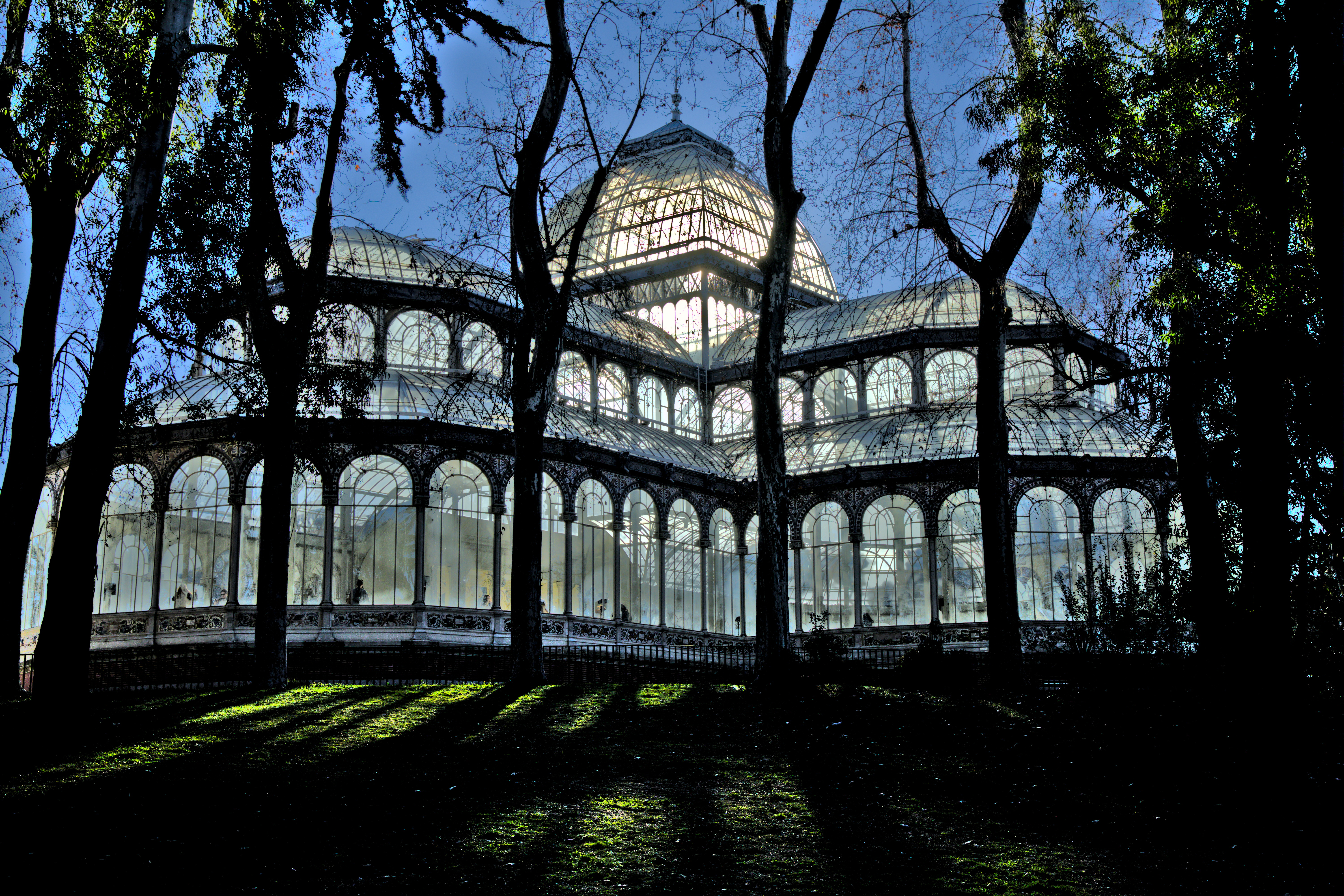
Vista posterior del Palacio de Cristal.

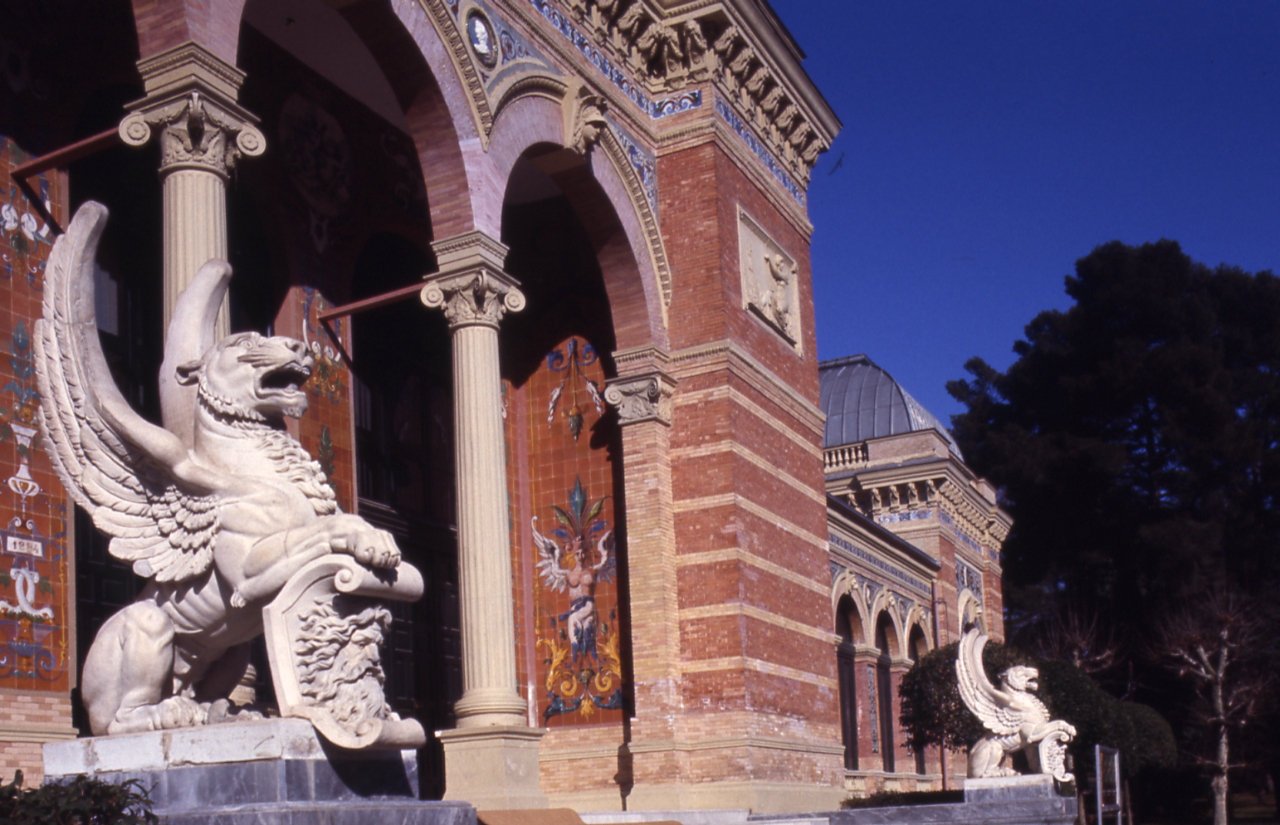
Entrada principal del Palacio de Velázquez. Foto por Paolo Monti.

El Buen Retiro se constituyó en el siglo XVII alrededor de un palacio real, cuyos dos únicos restos conservados, el Salón de Reinos y el llamado Casón, están enclavados fuera de los límites del parque, como consecuencia de la segregación de terrenos que tuvo lugar en 1865. Dentro del perímetro actual, se encuentran destacadas obras de la arquitectura española de los siglos XVIII y XIX, además de las ruinas de una ermita románica.
- Ermita de San Pelayo y San Isidoro. Fue levantada en el siglo XI a extramuros de la ciudad de Ávila, en estilo románico. Tras la desamortización de Mendizábal (1836-1837) fue vendida y llevada a Madrid, donde estuvo inicialmente en los jardines del Museo Arqueológico Nacional. En 1896 fue instalada en el Retiro, en las inmediaciones de la Montaña Artificial, bajo la supervisión de Ricardo Velázquez Bosco (1843-1923). Solamente se conservan el ábside y una portada lateral.
- Real Observatorio Astronómico. Fue construido en 1790 por Juan de Villanueva (1739-1811) en lo alto del cerro de San Blas, en terrenos del Buen Retiro que hoy día se encuentran vallados. Junto con el Museo del Prado (proyectado en sus orígenes como Gabinete de Historia Natural) y el Real Jardín Botánico, ambos también de Villanueva, formaba parte del plan ilustrado que pretendía dotar a Madrid de una zona dedicada al estudio de las Ciencias Naturales.

El edificio es de estilo neoclásico. De planta cruciforme, se articula alrededor de una rotonda central, que, pese a inspirarse en las villas palladianas del Renacimiento italiano, aporta soluciones de gran originalidad, como el templete jónico que se eleva sobre la misma y la cúpula rebajada que le sirve de cubierta. En la fachada principal se abre un pórtico hexástilo, que, siguiendo las corrientes neoclásicas de la época, queda rematado con un entablamento con terraza, en lugar del característico frontón de los templos grecorromanos.
- Palacio de Velázquez. A lo largo del último tercio del siglo XIX el Parque del Retiro acogió una serie de certámenes, para los cuales fueron levantados distintos pabellones expositivos. Uno de ellos fue el Palacio de Velázquez, construido entre los años 1881 y 1883 para la Exposición Nacional de Minería, Artes Metalúrgicas, Cerámica, Cristalería y Aguas Minerales que tuvo lugar el último año citado. Toma su nombre del ya citado Ricardo Velázquez Bosco (1843-1923), quien combinó técnicas de la arquitectura del hierro, como la estructura metálica de las bóvedas, con elementos tradicionales hispanos, como la fábrica de ladrillo y la decoración de azulejos, realizada por Daniel Zuloaga (1852-1921).[41]
- Palacio de Cristal. Obra cumbre de la arquitectura de cristal y hierro española,[41][42] se debe igualmente a Ricardo Velázquez Bosco (1843-1923). Fue concebido para albergar diferentes especies vegetales procedentes de Filipinas, con motivo de la exposición celebrada en 1887 sobre dicho país. De ahí su configuración a modo de gran estufa, en línea con el Crystal Palace, un edificio londinense realizado en 1851 por Joseph Paxton y destruido en 1936. Velázquez también intervino sobre el entorno, con la creación de un estanque de planta irregular y una gruta de rocalla, que formaba eje con el desaparecido Pabellón Árabe. Su actuación paisajística está considerada como una de las más notables de la segunda mitad del siglo XIX.[43] Al igual que el Palacio de Velázquez, el Palacio de Cristal se utiliza actualmente como centro de exposiciones del Museo Reina Sofía.
- Castillete del Retiro. Apodado "castillete" por su aspecto de fortificación de la Edad Media, flanqueado con cuatro torres angulares, es en realidad un edificio del siglo XIX. Se construyó para albergar un telégrafo óptico, uso que pronto abandonó al aparecer la telegrafía eléctrica. A finales del siglo XIX se convirtió en la sede del Servicio Meteorológico Nacional, que construyó también varios edificios anexos. Actualmente en proceso de restauración.[44]

## Paisajismo

### Jardines y paseos
El Buen Retiro posee numerosos jardines de carácter diferenciado, además de paseos y plazas, pertenecientes a distintas épocas y estilos. Aunque el más antiguo que se conserva es el Parterre, levantado en las primeras décadas del siglo XVIII, existen vestigios de trazados anteriores en algunos recintos, como el paseo de Fernán Núñez (o de Coches) y la Glorieta del Ángel Caído.

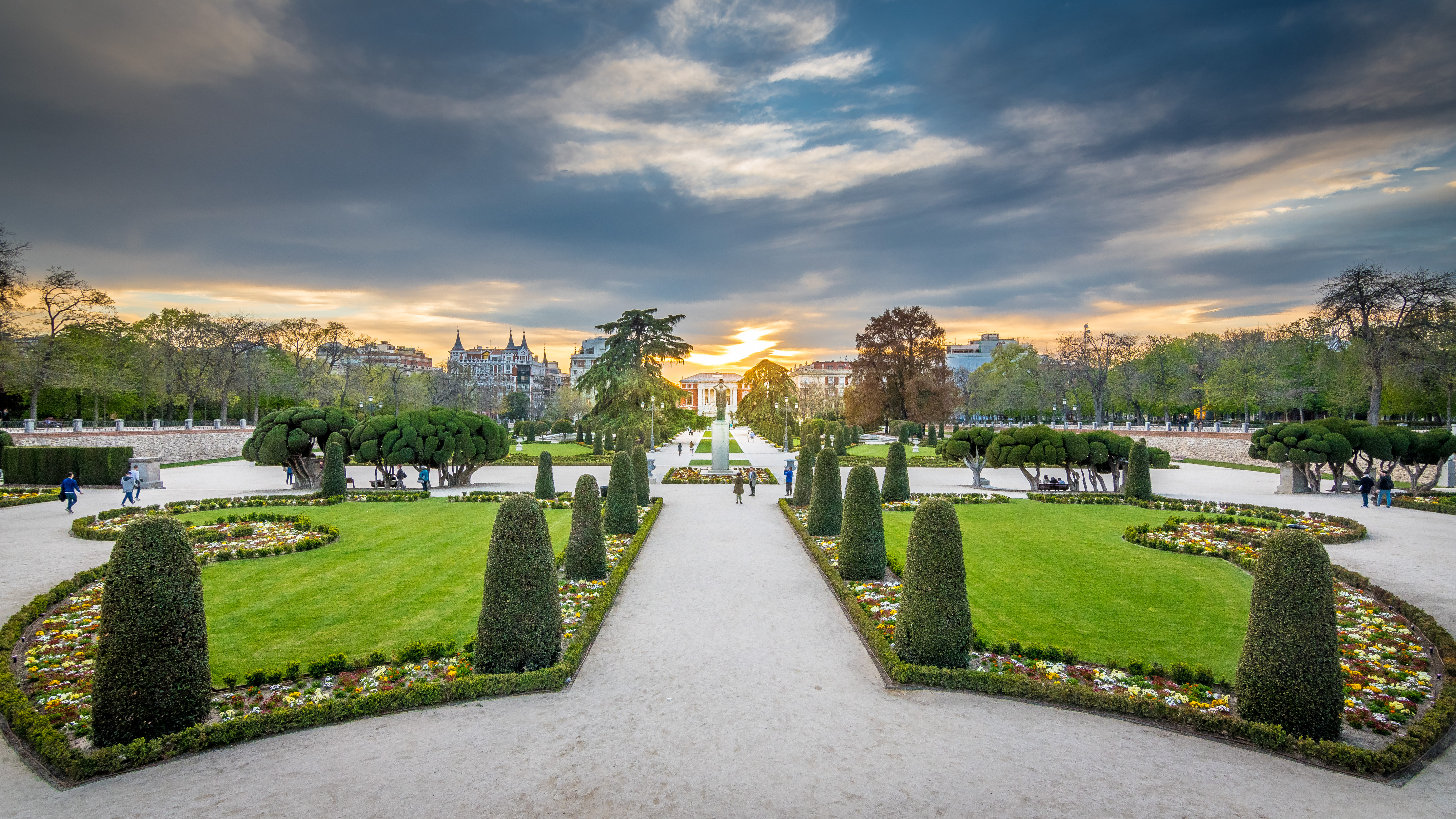
Parterre

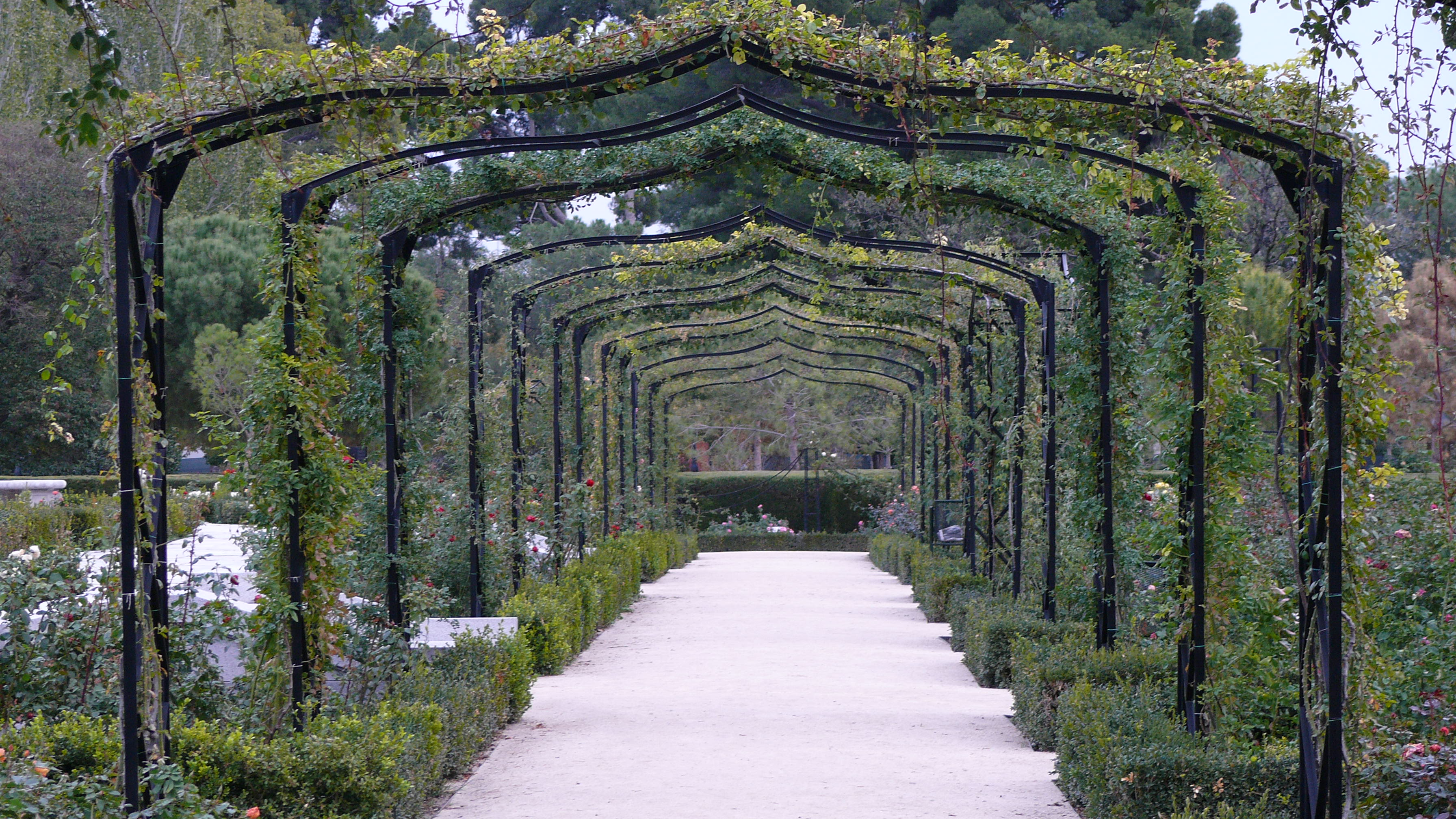
Vista parcial de la Rosaleda.

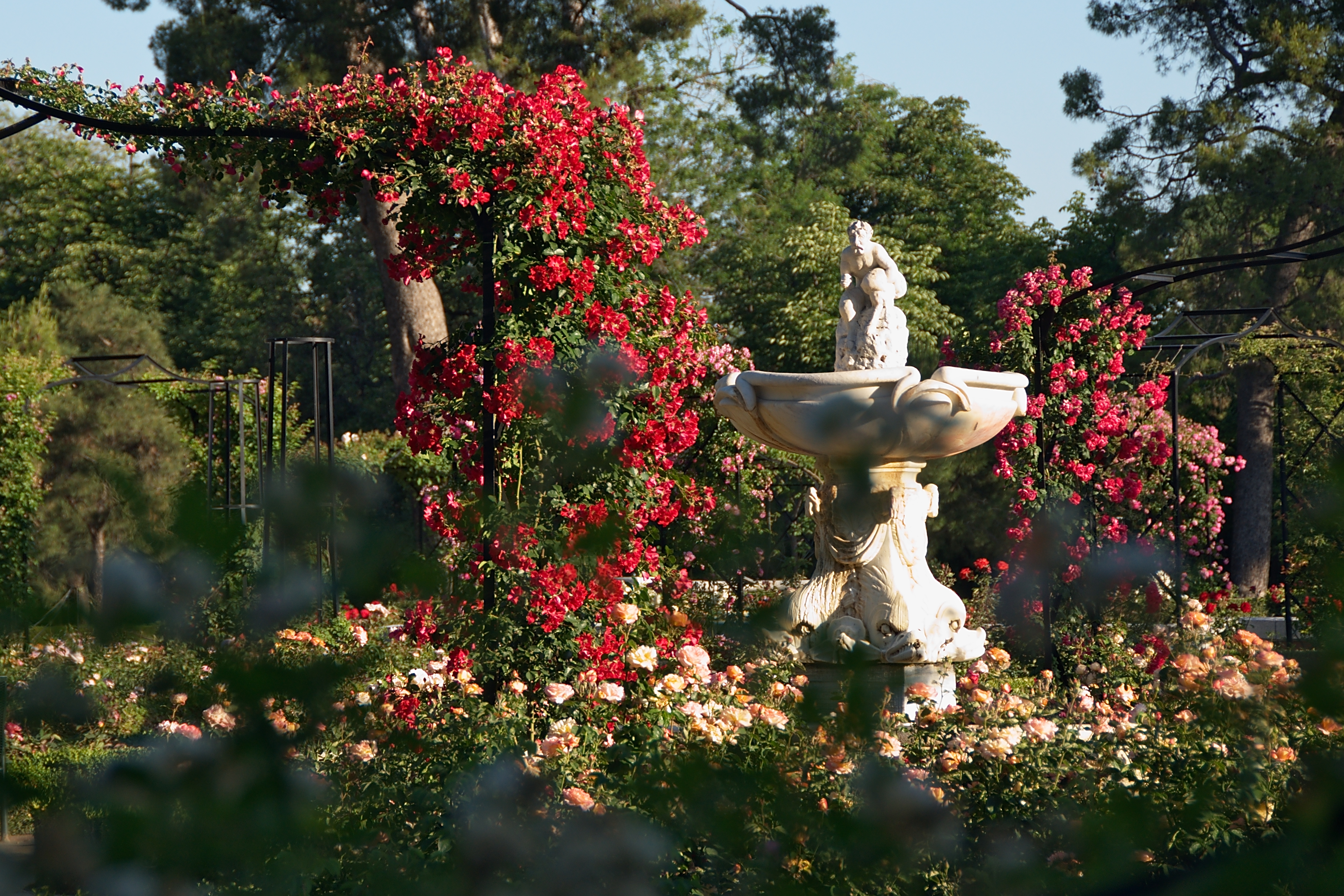
La Rosaleda, con la Fuente del Fauno.

Jardines del Arquitecto Herrero Palacios (Casa de Fieras).

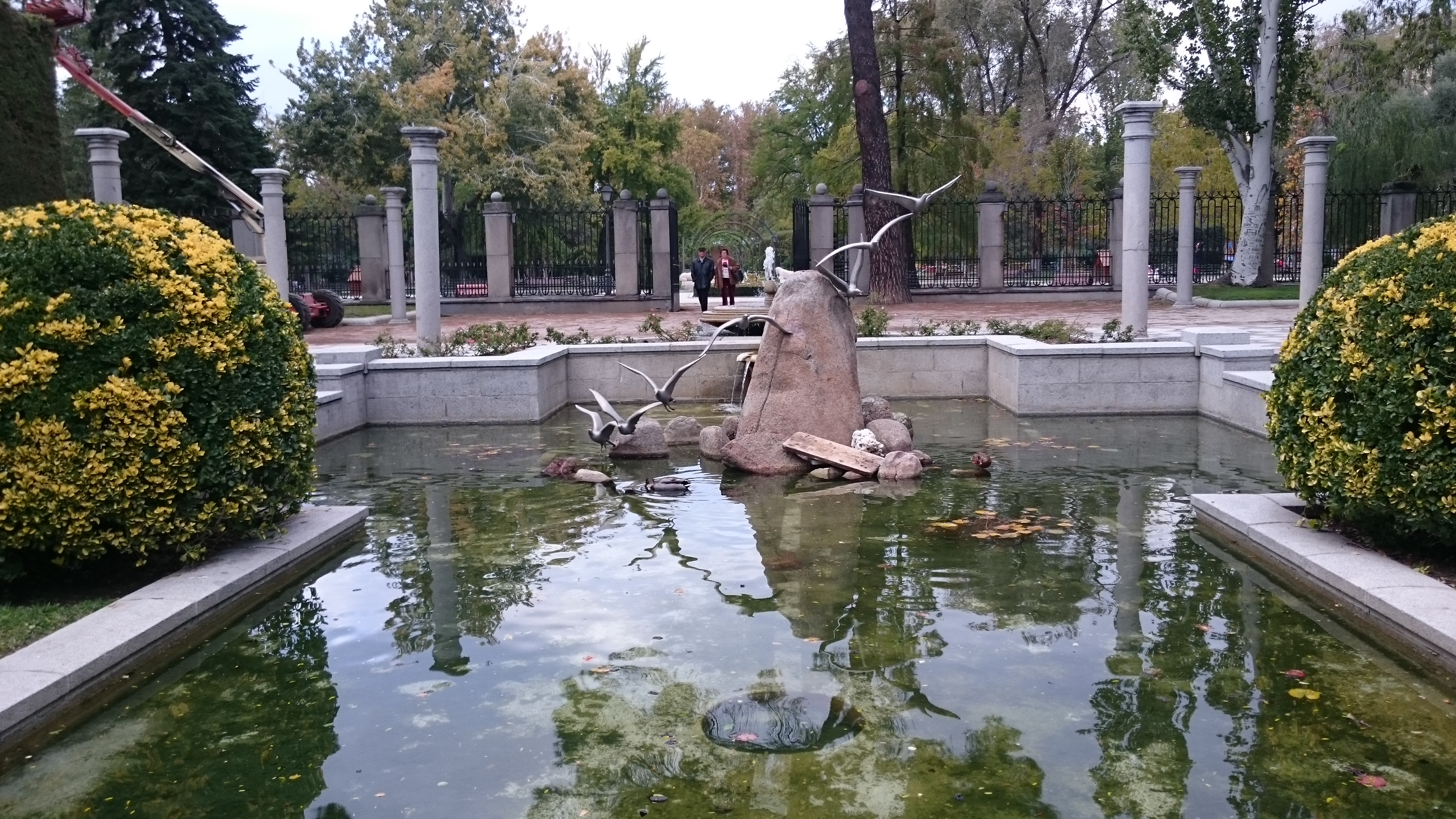
Jardines de Cecilio Rodríguez

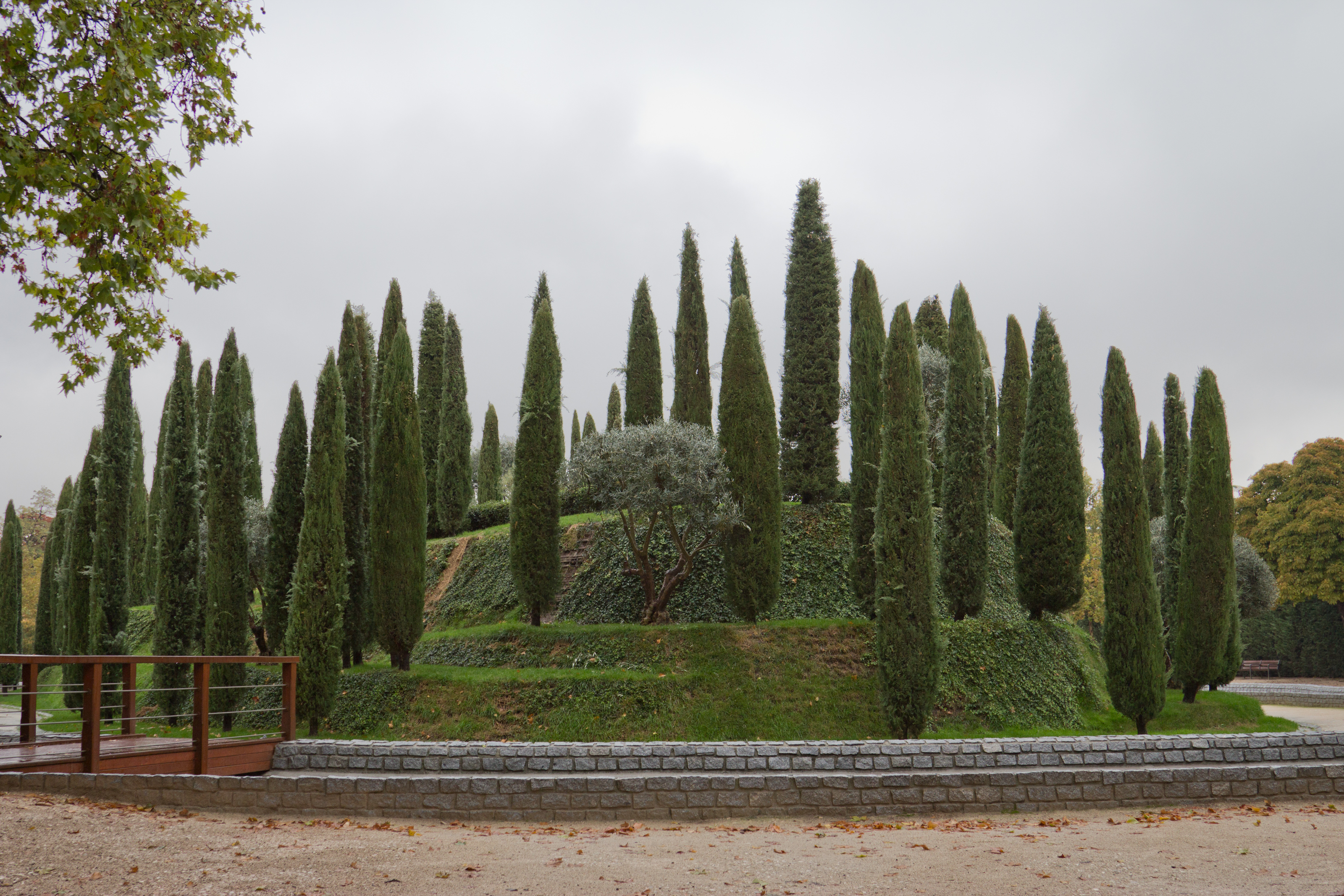
Bosque del Recuerdo

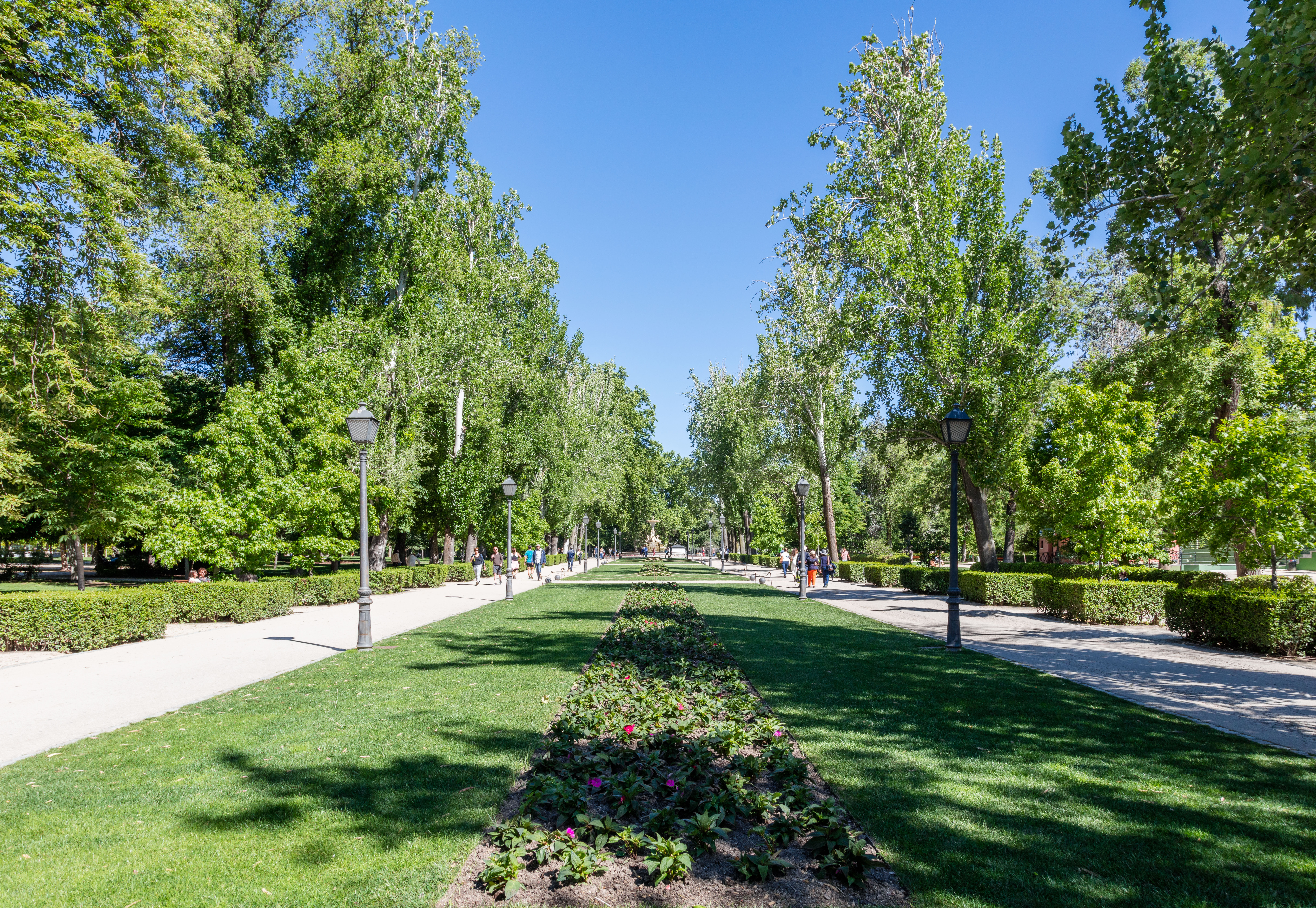
Avenida de México

- El Parterre. Se trata de uno de los primeros jardines de gusto francés que se hicieron en España[47] y el único proyecto que pudo terminarse, dentro del plan de transformación del Real Sitio que Felipe V (1683-1743) encomendó a Robert de Cotte (1656-1735) y René Carlier (?-1722). Sustituyó al Jardín Ochavado, un espacio surgido en el siglo XVII a partir de la confluencia de varias calles en una plaza central. Su diseño recayó sobre el segundo de los arquitectos citados, quien concibió una explanada abierta, ordenada de manera formalista y dispuesta axialmente en relación con el Casón del Buen Retiro, con dos rampas laterales como límites. Las obras comenzaron en 1716 y se estima que pudieron estar finalizadas en 1722.[47]
- Paseo de la Argentina (o de las Estatuas). Durante el reinado de Isabel II (1830-1904) se acometieron varias reformas en el Retiro, como la apertura del paseo de las Estatuas, posteriormente bautizado como paseo de la Argentina, que discurre en paralelo al Parterre. Su nombre inicial procede de las esculturas de sus flancos, perteneciente a la serie de reyes españoles creada en la primera mitad del siglo XVIII, para decorar las cornisas del Palacio Real de Madrid.

Las figuras fueron realizadas por varios autores, bajo la dirección de los escultores Juan Domingo Olivieri (1706-1762) y Felipe de Castro (1711-1775). Después de ser instaladas en el palacio, Carlos III (1716-1788) ordenó retirarlas, según decreto de 8 de febrero de 1760, al considerar que adornaban en exceso. Tras permanecer varias décadas en depósito, en 1843 fueron recuperadas y ubicadas en diferentes puntos de Madrid, además de en otras ciudades españolas. En la capital pueden verse también en la plaza de Oriente y en los Jardines de Sabatini.
- Jardín madrileño. Al igual que el paseo de la Argentina, es resultado de las reformas impulsadas por la reina Isabel II (1830-1904) a partir de 1841. Se sitúa al sur del Parterre y presenta un trazado geométrico, con cuadros regulares rodeados de setos, en los que se levantan grandes árboles de sombra. Está adornado con diferentes fontines de piedra de granito.
- Paseo de Fernán Núñez (o de Coches). Fue realizado en 1874 a iniciativa del Carlos Gutiérrez de los Ríos (1779-1822), duque de Fernán Núñez, quien pretendía crear una vía habilitada al tráfico, similar a las existentes en otros parques europeos (la circulación de vehículos estuvo permitida hasta el año 1981). Para su construcción se aprovechó parte del primitivo Río Grande (o de El Mallo), un canal navegable excavado entre 1638 y 1639,[24] del que hereda su trazado en forma de escuadra. Este finalizaba en la desaparecida ermita de San Antonio de los Portugueses, enclavada en una isla polibulada, sobre la que hoy se asienta la Glorieta del Ángel Caído.
- La Rosaleda. Fue realizada en 1915 por el jardinero Cecilio Rodríguez, a partir de una idea del alcalde Carlos Prast y Rodríguez de Llano inspirada en las rosaledas existentes en otros parques europeos. Se tomó como modelo la Rosaleda de Bagatelle, en el Bois de Boulogne de París, que había diseñado diez años antes el arquitecto Jean-Claude Nicolas Forestier (1861-1930). Rodríguez viajó hasta la capital francesa, de donde se trajo 12 000 rosales de más de 350 especies diferentes.

La Rosaleda es de planta elíptica y está delimitada por un seto de arizónicas recortadas. Fue levantada alrededor de la estufa fría del Palacio del Marqués de Salamanca, un invernadero de hierro y cristal que el consistorio adquirió en 1876 e instaló en el Retiro, en el lugar que antes ocupaba la primera Ría de Patinar, junto al tramo meridional del paseo de Fernán Núñez (o de Coches).
Con la Guerra Civil (1936-1939), el recinto sufrió daños de consideración, que motivaron su total reconstrucción en 1941. Durante estos trabajos se procedió a la desmantelación de la estufa, que había quedado muy deteriorada, y a su sustitución por un estanque.
- Jardines del Arquitecto Herrero Palacios (Casa de Fieras). El antiguo zoológico de la Casa de Fieras fue fundado en 1774 por Carlos III (1716-1788), en la Cuesta de Moyano. En 1830 fue llevado al sector oriental del Retiro, siguiendo indicaciones de Fernando VII (1784-1833). Con su traslado a la Casa de Campo en 1972, el lugar fue bautizado con el nombre de Herrero Palacios, arquitecto que desempeñaba el puesto de jardinero mayor en aquel momento.

El recinto conserva gran parte de los elementos del primitivo zoo, tales como pabellones, jaulas y grupos escultóricos, correspondientes tanto al proyecto original de Isidro González Velázquez (1765-1840) como a la intervención que hizo Cecilio Rodríguez a partir de 1918. Han sido convertidos en motivos decorativos y, en el caso concreto del pabellón denominado La Leonera, del primer tercio del siglo XIX, en una biblioteca.
- Jardines de Cecilio Rodríguez. Cecilio Rodríguez construyó unos primeros jardines, a modo de ampliación de la vecina Casa de Fieras, a partir de una propuesta municipal aprobada en 1918. También dirigió la restauración y remodelación del jardín tras la guerra civil española, a partir de 1941, cambiando sustancialmente su aspecto original. Son de planta rectangular y se encuentran flanqueados, en tres de sus lados, por pabellones que se utilizan ocasionalmente para actos oficiales. Albergan numerosos elementos paisajísticos, como pérgolas, fuentes, estanques, columnas ornamentales, suelos ajedrezados y grupos escultóricos, que se distribuyen de manera formalista, con reminiscencias hispanomusulmanas.
- Bosque del Recuerdo. Fue levantado en mayo de 2004 en la plaza del Emperador Carlos V, como homenaje a las víctimas del atentado ocurrido dos meses atrás, el 11 de marzo. En 2005 fue instalado en el ángulo suroeste del Retiro, no muy lejos de la Estación de Atocha, donde explotaron tres de las bombas.[55] Se concibe como una montaña artificial, rodeada por un estanque, sobre la que hay plantados 170 cipreses y 22 olivos, en honor de los 192 fallecidos.

### Caprichos

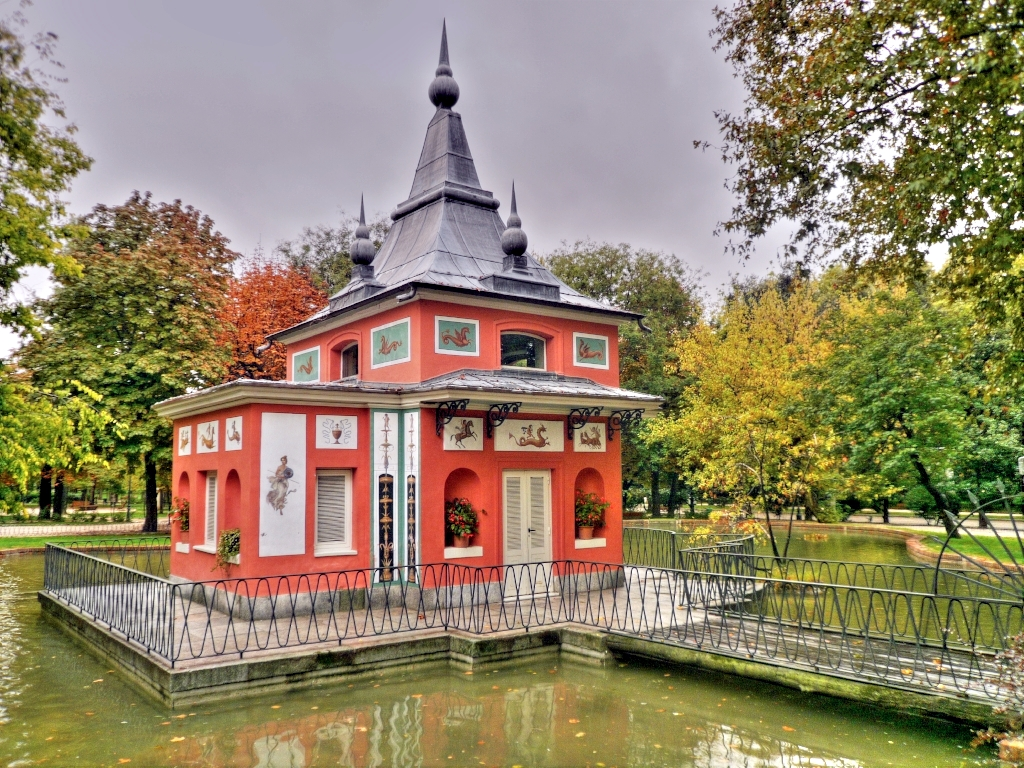
Casita del Pescador.

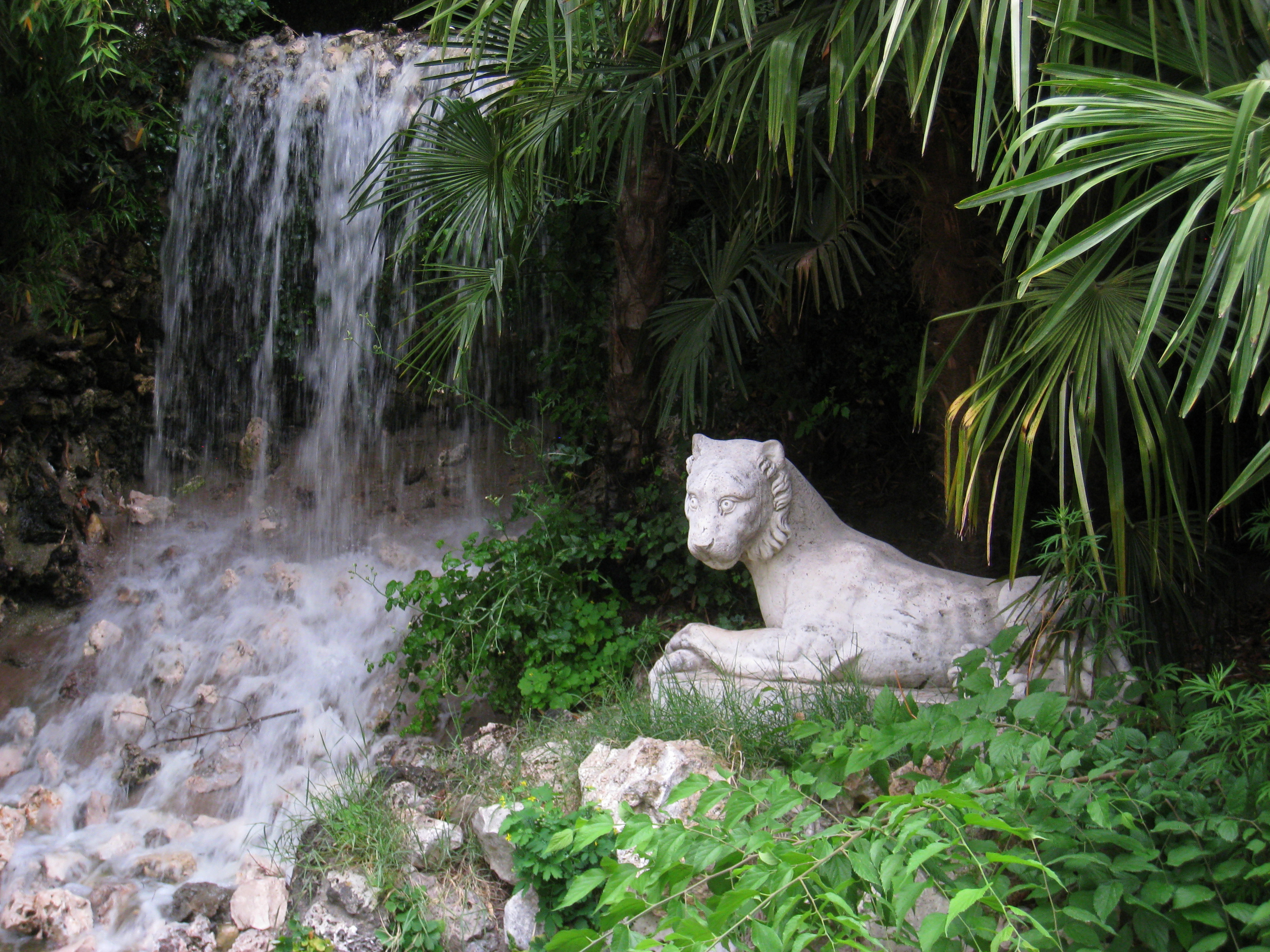
Montaña artificial.

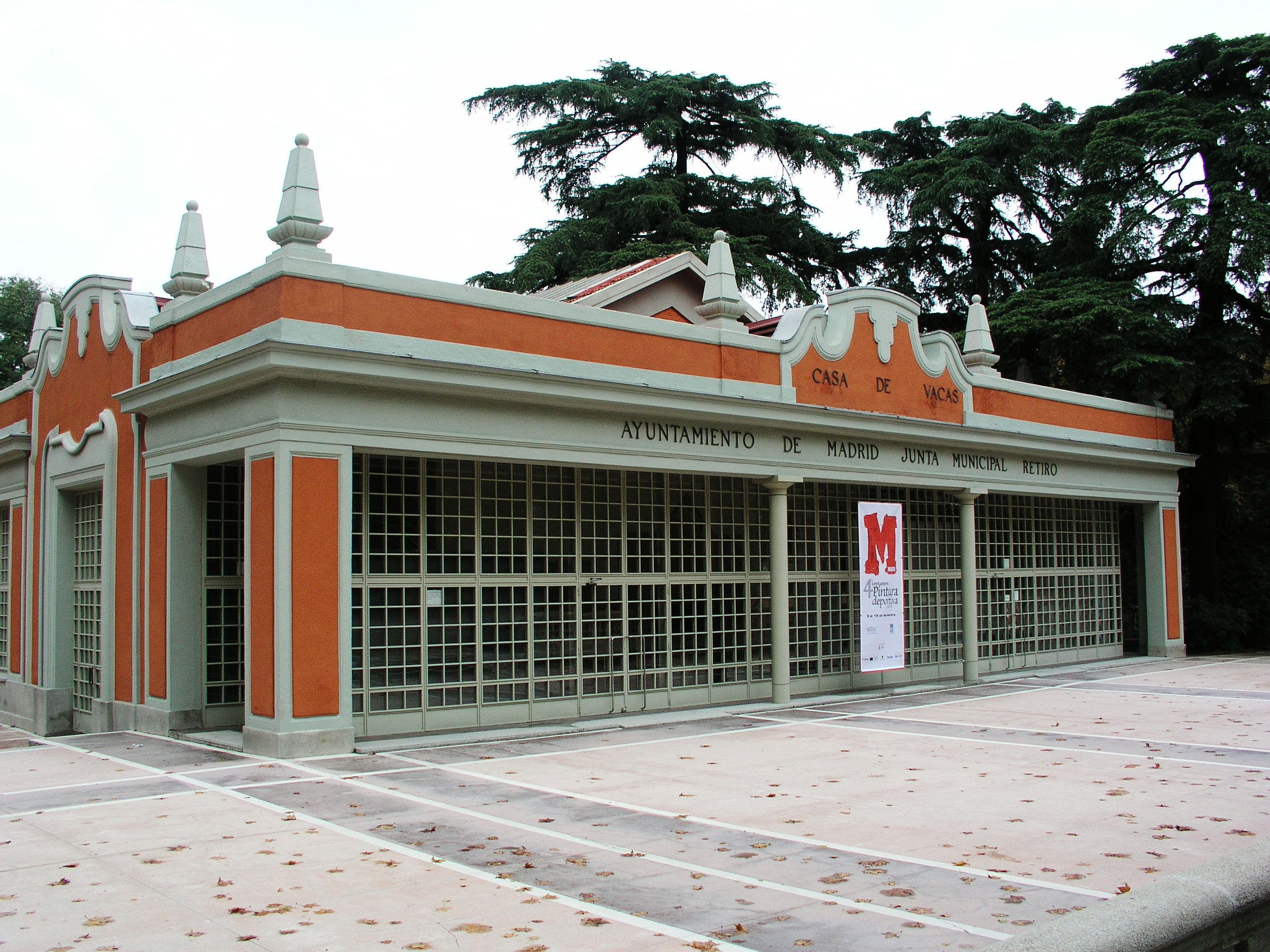
Casa de Vacas.

Un capricho es un elemento paisajístico y recreativo, por lo general tematizado, en el que se recrea, mediante modelos arquitectónicos singulares e ingenios mecánicos, un asunto fantasioso, histórico, exótico o rústico.
El Buen Retiro contó con este tipo de edificaciones desde el momento de su fundación en el siglo XVII. Uno de ellos fue el templete del Estanque Ochavado, que aparece representado en el plano de Madrid que Pedro Teixeira (1595-1662) hizo en 1656. Con todo, su máximo desarrollo tuvo lugar a principios del siglo XIX, cuando el rey Fernando VII (1784-1833) ordenó a Isidro González Velázquez (1765-1840) que rehabilitara los jardines, tras los destrozos provocados por la Guerra de la Independencia (1808-1814).
El citado arquitecto diseñó numerosos caprichos, como la Fuente Egipcia, la Casa de Fieras, la Casita del Pescador, la Montaña Artificial, la Casa de Vacas, la Casa del Contrabandista, la Casa Persa (o Rústica) y la Casa del Pobre, estos dos últimos perdidos. En su inmensa mayoría fueron levantados en el Reservado, una zona del Retiro que el rey acotó para uso y disfrute de la familia real. A continuación se describen los conjuntos conservados, con excepción de la Fuente Egipcia y de la Casa de Fieras, analizados anteriormente:
- Casita del Pescador. Se trata de una pequeña estructura de planta cuadrangular y dos pisos, con cubiertas de zinc, resueltas a cuatro aguas y con chapitel en punta. Está decorada al exterior con pinturas pompeyanas y con hornacinas, que, si bien fueron concebidas para alojar esculturas, se adornan en la actualidad con plantaciones. El pabellón se encuentra dentro de un estanque y está rodeado por un corredor, del que parte una pasarela, que le pone en contacto con suelo firme.
- Montaña Artificial. También es conocida como Montaña Rusa de los Gatos, por las esculturas de felinos ahí existentes. Consiste en una colina escalonada, ornamentada con una abundante vegetación y formaciones de rocalla, a través de las cuales se precipitan pequeñas cascadas, que vierten en una serie de estanques ubicados en la base. Por las laderas se abre un camino que, rodeando toda la estructura y atravesando varios puentes, conduce hasta la cima, donde había una construcción con torres, a modo de fortaleza en miniatura. Su interior se encuentra horadado con una bóveda, a la que se accede por medio de tres puertas decoradas, que hoy día permanecen cerradas, debido al deterioro de las instalaciones.
- Casa de Vacas. Se diseñó como una alquería, donde se dispensaba leche recién ordeñada, actividad que explica su topónimo. Su fisonomía actual es resultado de dos reconstrucciones, la primera como consecuencia del paso de un ciclón en 1886 y la segunda tras sufrir un incendio en 1982, que han alterado sustancialmente el proyecto original. Hoy día es un centro cultural gestionado por el Ayuntamiento de Madrid.
- Casa del Contrabandista. Al igual que el anterior, este capricho se encuentra muy transformado, debido a su uso como establecimiento de hostelería a lo largo de los siglos XX y XXI. Fue concebido para albergar una noria, lo que explica su estructura circular y su cubierta en forma de cúpula. Consta también de un tramo recto, que se adosa al cuerpo principal. En sus orígenes contó con una colección de autómatas, inspirados en tópicos andaluces, entre los que figuraban un cura y un contrabandista, del que toma su nombre.[59]

### Estanques y rías

#### SigloXVII

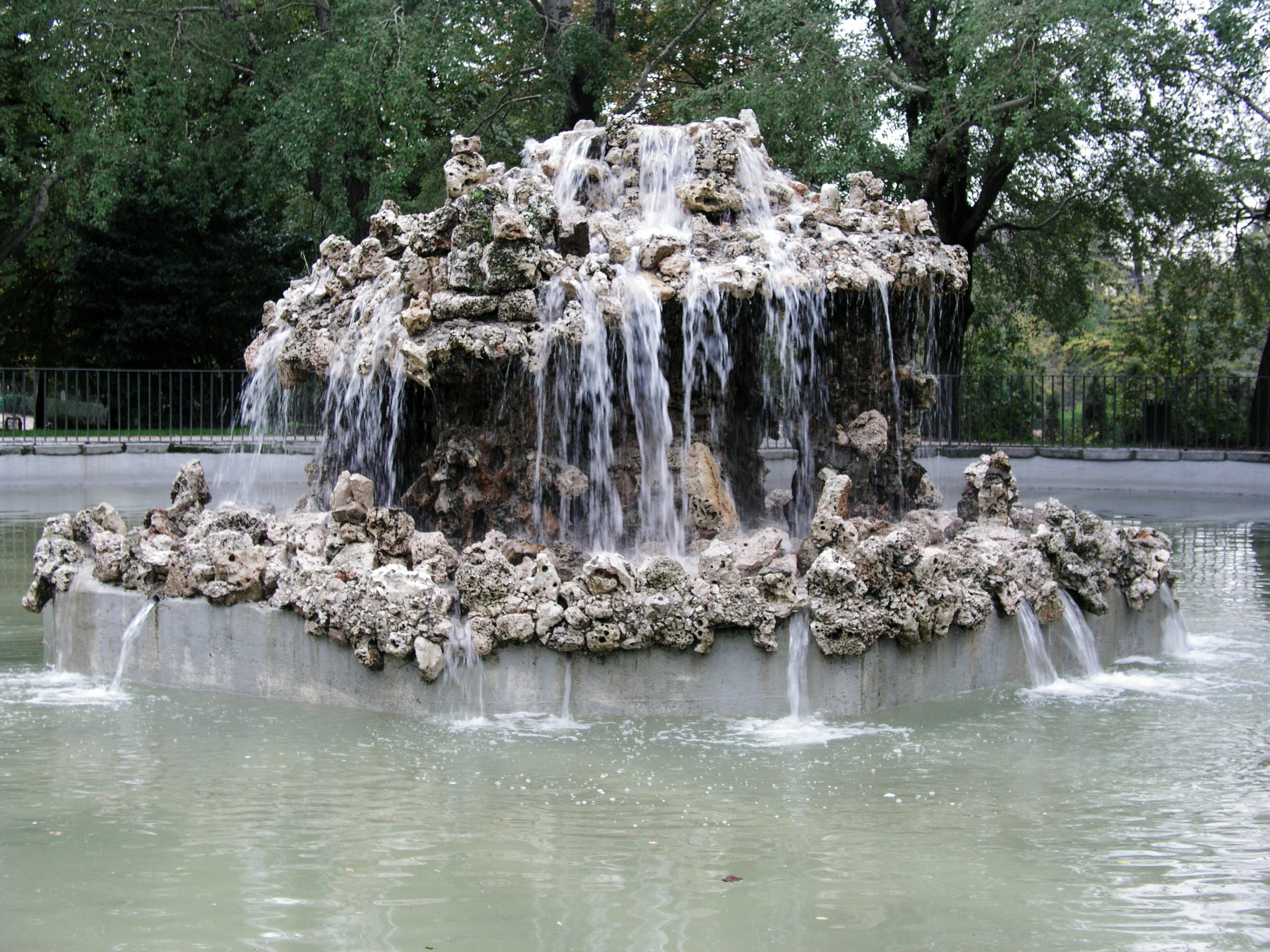
Isleta del Estanque Ochavado (o de las Campanillas).

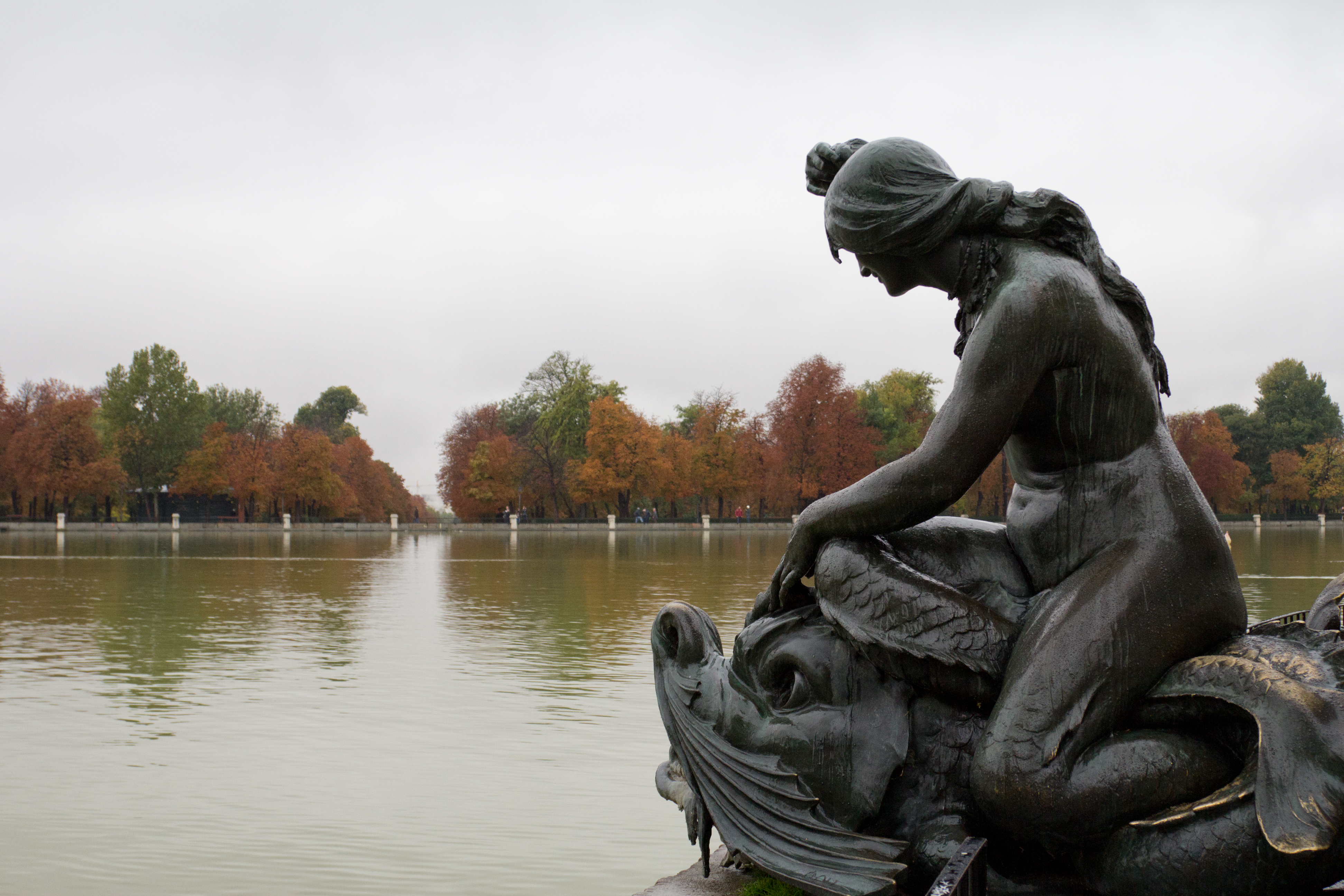
El Estanque Grande desde el Monumento a Alfonso XII.

Durante la constitución del Real Sitio en la primera mitad del siglo XVII, una de las prioridades fue la creación de una red de infraestructuras hidráulicas, que no solo garantizase el suministro de agua a las plantaciones y al propio palacio, sino que también permitiera desarrollar elementos ornamentales y recreativos. De las actuaciones llevadas a cabo entonces, consideradas como las más vanguardistas entre las realizadas hasta ese momento en las Cortes europeas, solamente se conservan dos estanques:
- Estanque Ochavado (o de las Campanillas). Aunque se desconoce la fecha exacta en que fue hecho, se sabe que es anterior al Estanque Grande.[24] Su planta está configurada por ocho lados polibulados y tiene en el centro una isleta, adornada en la actualidad con una formación de rocalla, aunque en sus orígenes albergó un templete, reemplazado en el siglo XIX por un motivo chinesco, del que colgaban campanillas, que sonaban con el viento.[56] Presidía uno de los ángulos del Jardín Ochavado, un espacio que, al levantarse el Parterre a principios del siglo XVIII, fue eliminado. Con esta intervención el estanque quedó aislado, fuera de cualquier relación compositiva.
- Estanque Grande. Fue proyectado en 1634 por Cristóbal de Aguilera, que, en su calidad de maestro mayor y veedor de las fuentes de Madrid, fue también el máximo responsable del sistema hidráulico del Buen Retiro. Aunque técnicamente fue concebido como un gran depósito, del que se extraía agua para abastecer al Real Sitio, desarrolló una función lúdica de primer orden, no solo porque en él se practicaba la navegación recreativa y la pesca,[60] sino también como escenario de naumaquias y representaciones teatrales.[1]

El estanque tenía una isla ovalada en su punto central y varios pabellones en sus orillas, obra de Alonso Carbonel (1583-1660), que se utilizaban como pescaderos y como elementos escenográficos. Además contaba con un canal navegable, denominado Río Grande o de El Mallo (1638-1639), que partía de su extremo suroriental y finalizaba en la ría polilobulada de San Antonio de los Portugueses.
En 1817 el arquitecto Isidro González Velázquez (1765-1840) edificó en la ribera este el Embarcadero Real, un pabellón de tres cuerpos, decorado con motivos chinescos, que fue demolido a principios del siglo XX, al construirse en su lugar el Monumento a Alfonso XII. En 1917 se hizo otro nuevo, situado esta vez en el lado norte, que, tras incendiarse, fue reemplazado en 1926 por el embarcadero que ha llegado a nuestros días, obra de Luis Bellido y González (1869-1955). Dicha instalación sigue funcionando en la actualidad y a través de ella se canalizan los usos recreativos y deportivos que tiene ahora mismo el estanque.

#### SiglosXVIIIaXX

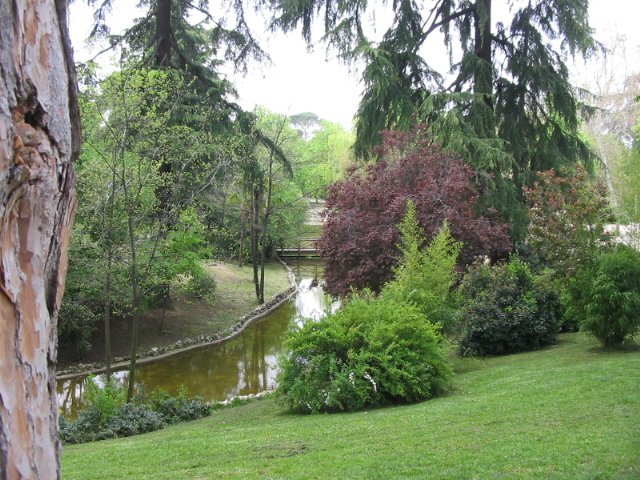
Una de las rías construidas en el.

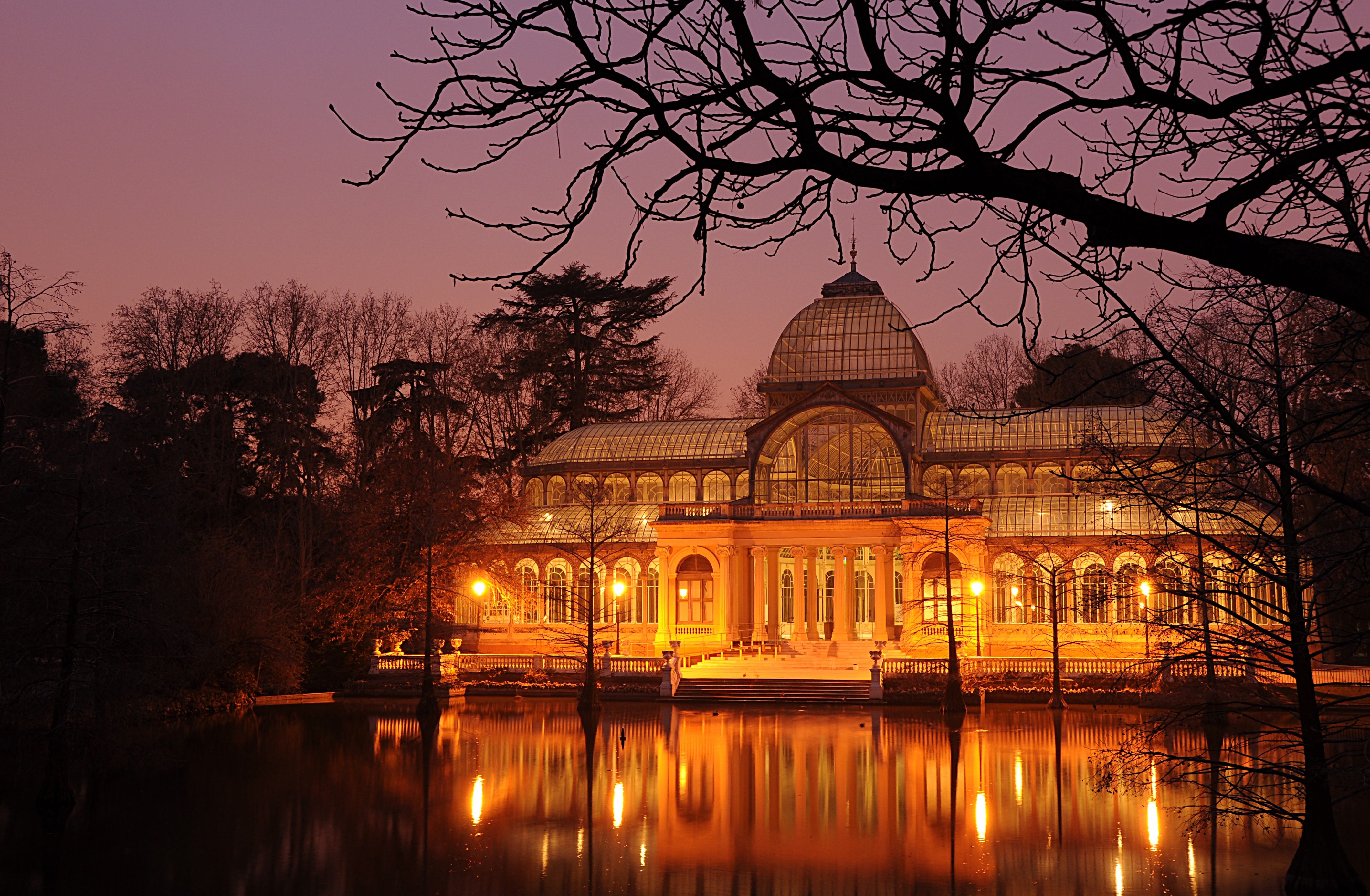
Atardecer en el estanque del Palacio de Cristal.

La construcción de elementos hidráulicos se aminoró durante el siglo XVIII y volvió a intensificarse en las primeras décadas del siglo XIX, con obras que, como el estanque de la Montaña Artificial (1817), estaban asociadas a los caprichos paisajísticos que Isidro González Velázquez (1765-1740) hizo para el rey Fernando VII (1784-1833). En cualquier caso, la mayor parte de estanques y rías que existen actualmente en el Retiro se realizaron a partir de 1868, una vez que los jardines fueron municipalizados:
- Ría de Patinar. Se levantó en 1876 para sustituir otra anterior, que se encontraba en la actual Rosaleda. Para su emplazamiento se eligió una zona umbría, con objeto de que el agua permaneciese más tiempo congelada y prolongar así la práctica del patinaje sobre hielo. Presenta un recorrido ovalado y discurre alrededor de una isla ajardinada.
- Estanque del  Palacio de Cristal. Fue construido en 1887 por el arquitecto Ricardo Velázquez Bosco (1843-1923), junto al palacio por él mismo diseñado. En una de sus riberas instaló una gruta de rocalla, que concibió como un elemento de transición entre la lámina de agua y el desaparecido Pabellón Árabe, un templete de estilo neonazarí que había realizado cuatro años antes y que estaba enclavado en lo alto de un promontorio.
- Rías del Estanque Grande y Ría de La Chopera. En la ribera oriental del Estanque Grande, a ambos lados del Monumento a Alfonso XII, confluyen dos pequeñas rías, de 160 y 200 metros de largo. No se conoce cuándo fueron creadas, aunque cabe entender que fue a finales del siglo XIX, ya que no aparecen representadas en la planimetría madrileña hasta 1900. De la misma época es la Ría de La Chopera, que se encuentra en la parte meridional del parque y tiene un recorrido de unos 200 metros.
- Estanque Rústico. Capricho de Cecilio Rodríguez para los jardines que llevan su nombre. Es posible que lo levantase a partir de 1918, cuando recibió el encargo de ajardinar esta zona del Retiro, y que después decidiera mantenerlo, cuando asumió la reconstrucción del lugar, tras la guerra civil española. El estanque está adornado con un puente oblicuo de dos ojos, con fábrica de mampostería e hileras de ladrillo.

## Escultura

### Monumentos conmemorativos
A lo largo del siglo XVII el Buen Retiro fue adornado con numerosos conjuntos escultóricos, que no solo desarrollaban una función artística y ornamental, sino que, en algunos casos, también tenían un marcado carácter conmemorativo, como símbolo de poder de la monarquía española.
Entre estos últimos hay que destacar la colección de esculturas renacentistas del desaparecido jardín de la ermita de San Pablo, que estaba situado cerca del tramo meridional del Jardín Ochavado, donde hoy día se encuentra el Parterre. Aquí estaban los grupos El emperador Carlos V y el Furor, Felipe II y María de Hungría, todos ellos realizados por Leone Leoni (1509-1590) y Pompeo Leoni (1533-1609), que desde el siglo XIX se exponen en el Museo del Prado.
Otra de las esculturas conmemorativas del Real Sitio fue la erigida en honor de Felipe IV, conocida en su momento como El caballo de bronce, que en la actualidad preside la plaza de Oriente de la capital española. Fue empezada por Juan de Bolonia (1529-1608) y terminada por Pietro Tacca (1577-1640) en el año 1640. Considerada como una creación cumbre de la estatuaria ecuestre, permaneció en el Retiro desde 1642 hasta 1843, aunque también estuvo temporalmente en el Real Alcázar de Madrid.
Del siglo XVIII se conserva la serie de reyes españoles del paseo de la Argentina (o de las Estatuas), proyectada inicialmente para el Palacio Real, que, al igual que los anteriores conjuntos, responde al mismo propósito de exaltación monárquica. Hay un total de trece figuras, así como un pedestal vacío, al perderse el grupo escultórico al que iba servir de base. A continuación aparecen representadas, ordenadas según su colocación en el paseo (de oeste a este):

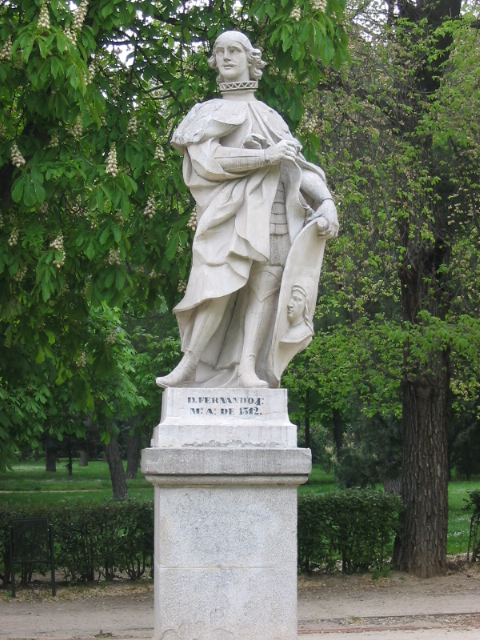
Fernando IV de León y Castilla.
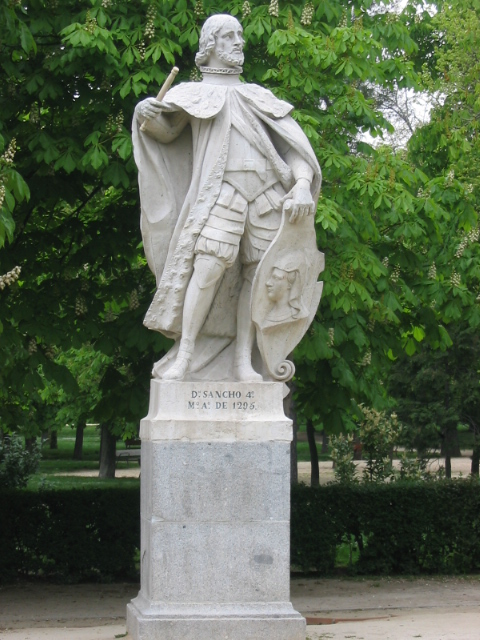
Sancho IV de León y Castilla.
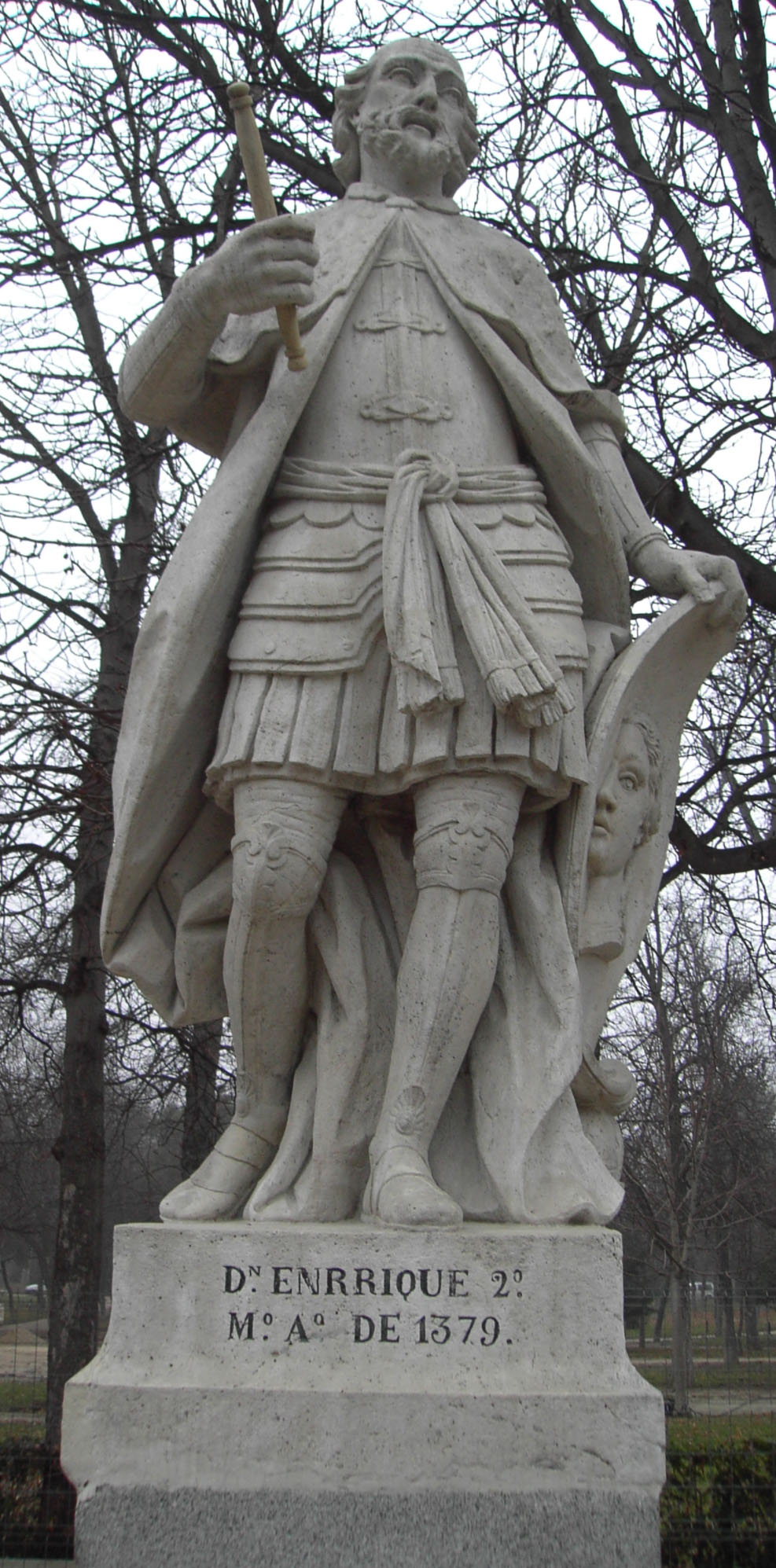
Enrique II de Castilla.
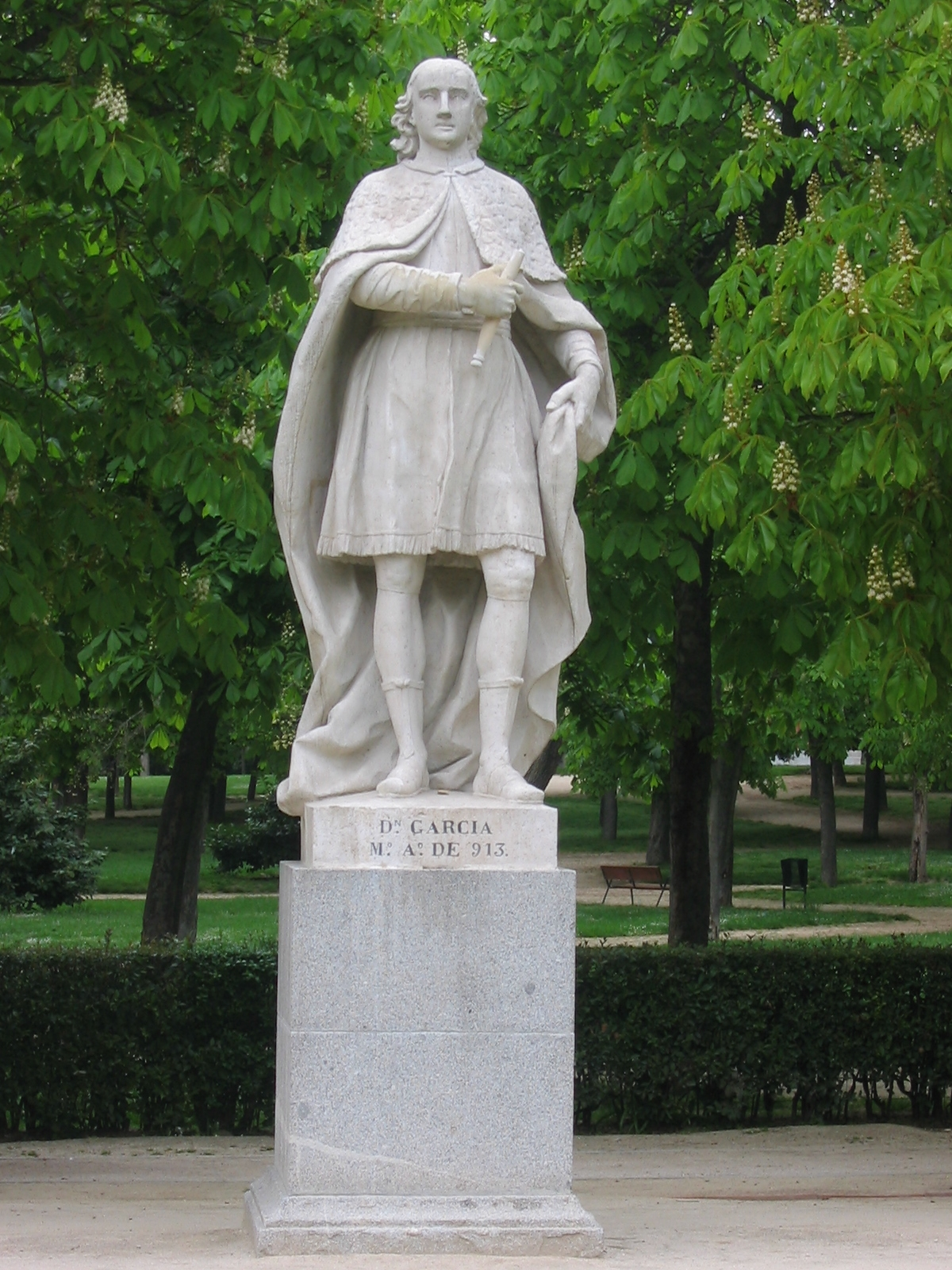
García I de León.
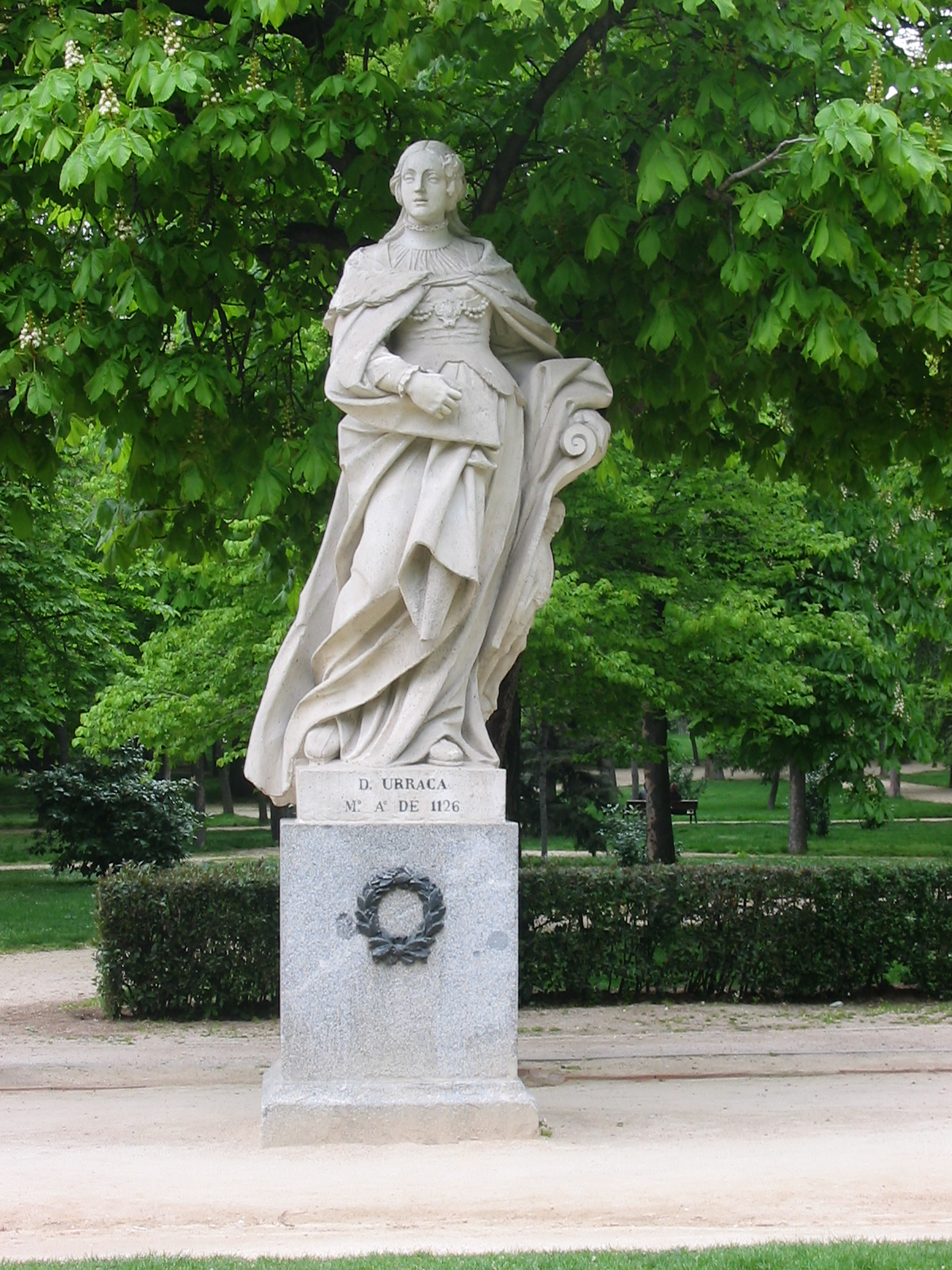
Urraca de León y Castilla.
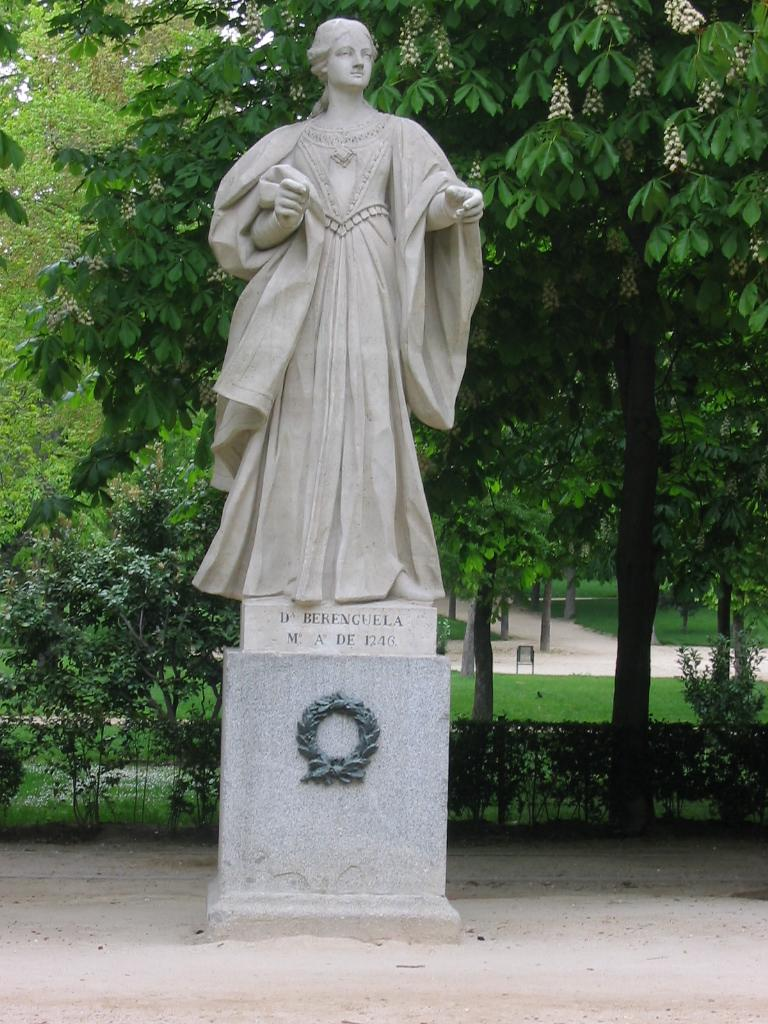
Berenguela de Castilla.
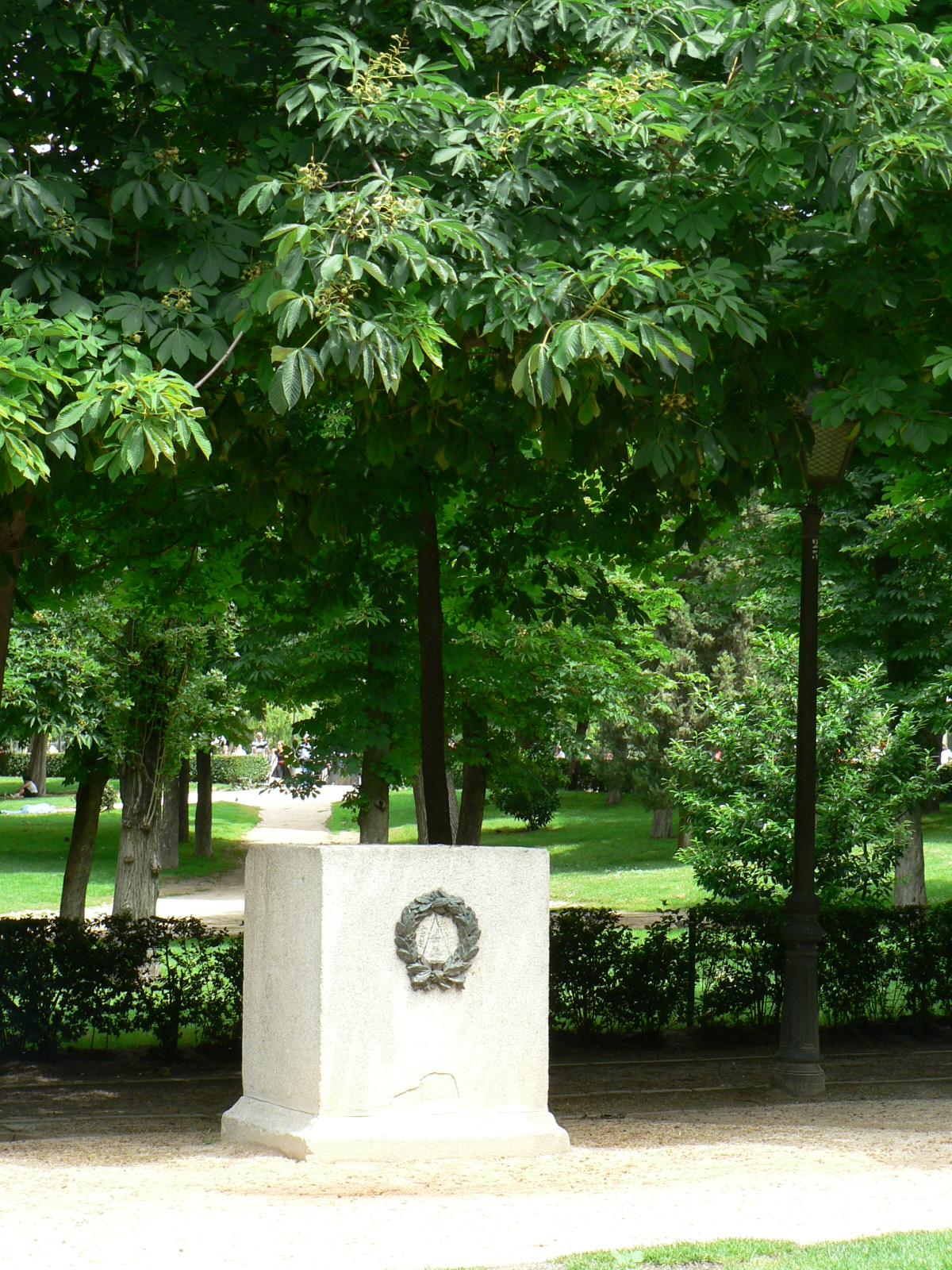
Pedestal vacío.

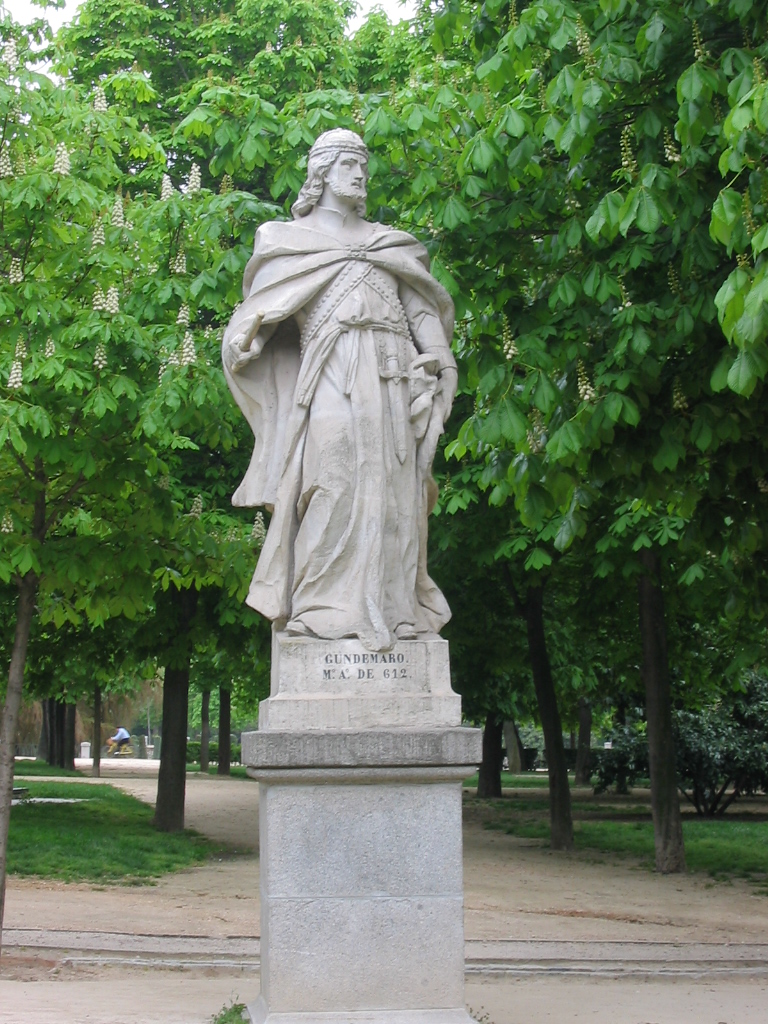
Gundemaro.
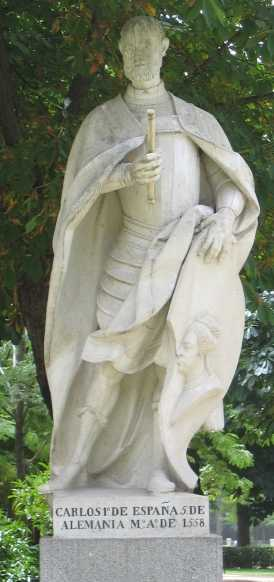
Carlos I de España.
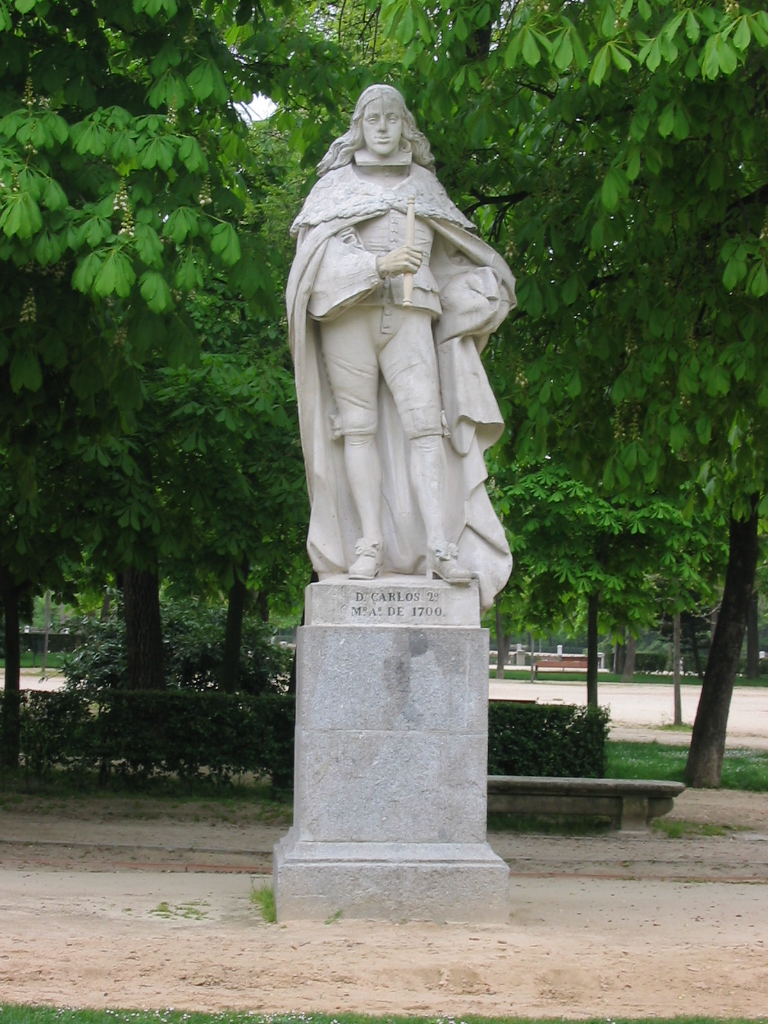
Carlos II de España.
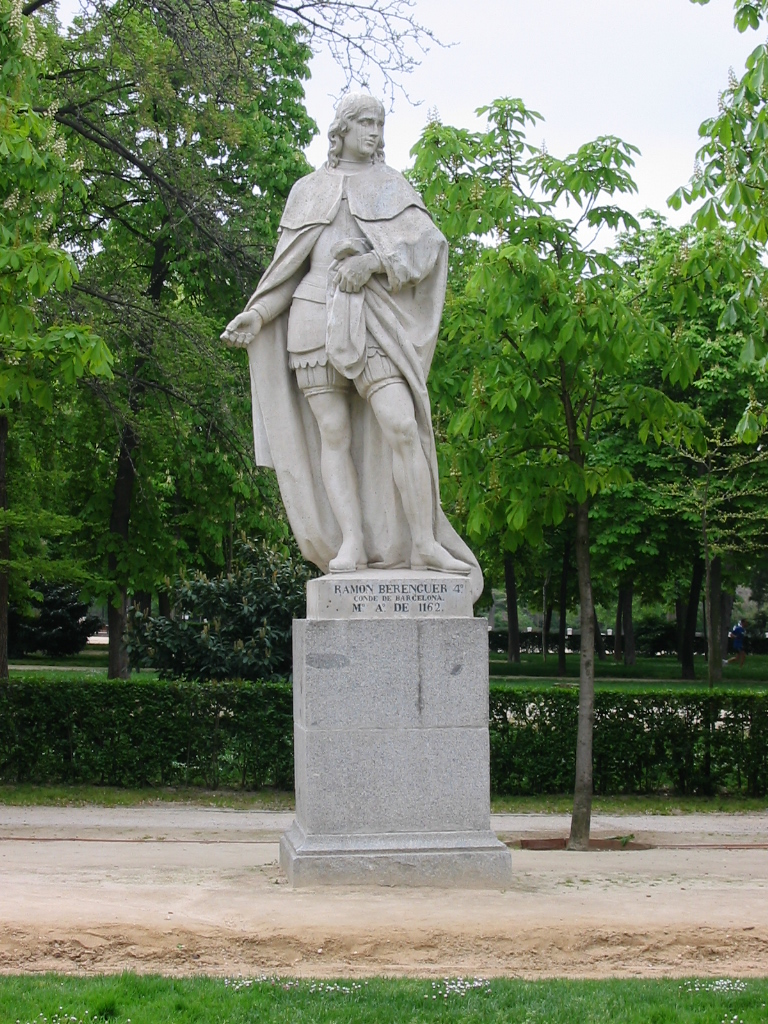
Ramón Berenguer IV.
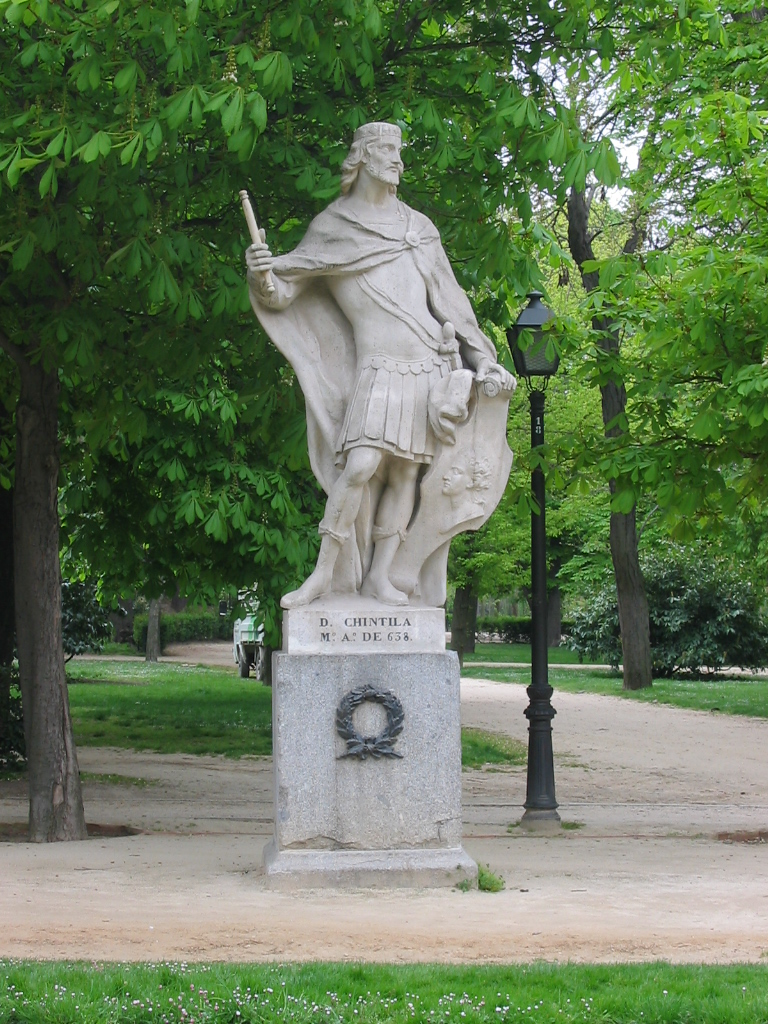
Chintila.
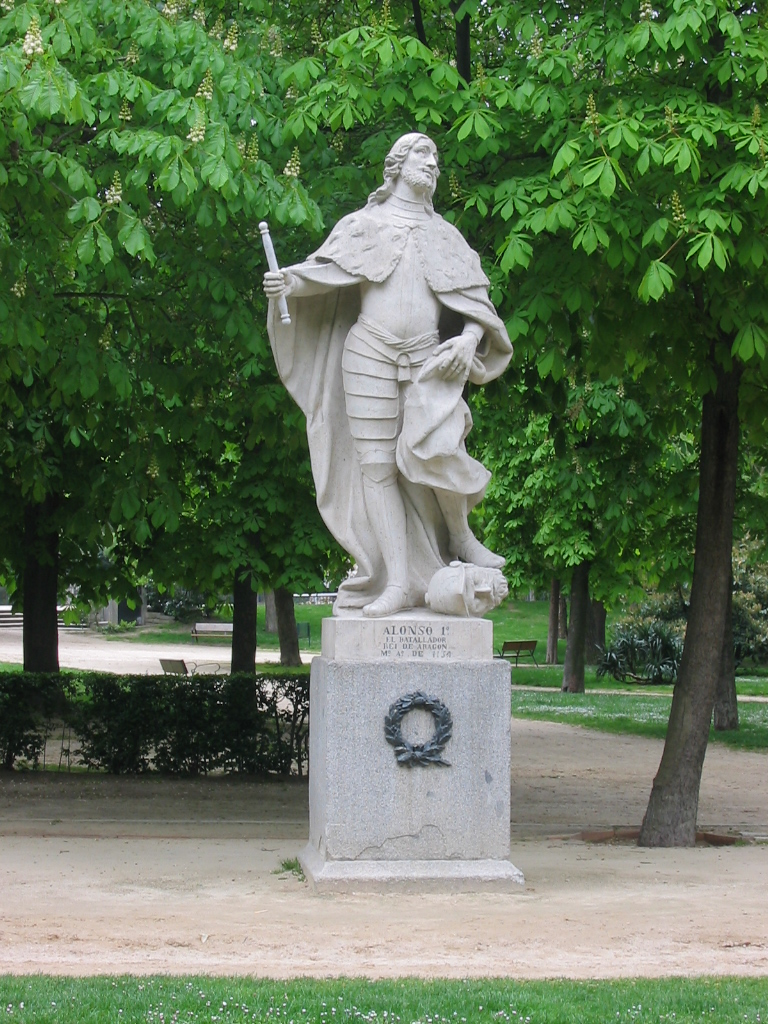
Alfonso I de Aragón.
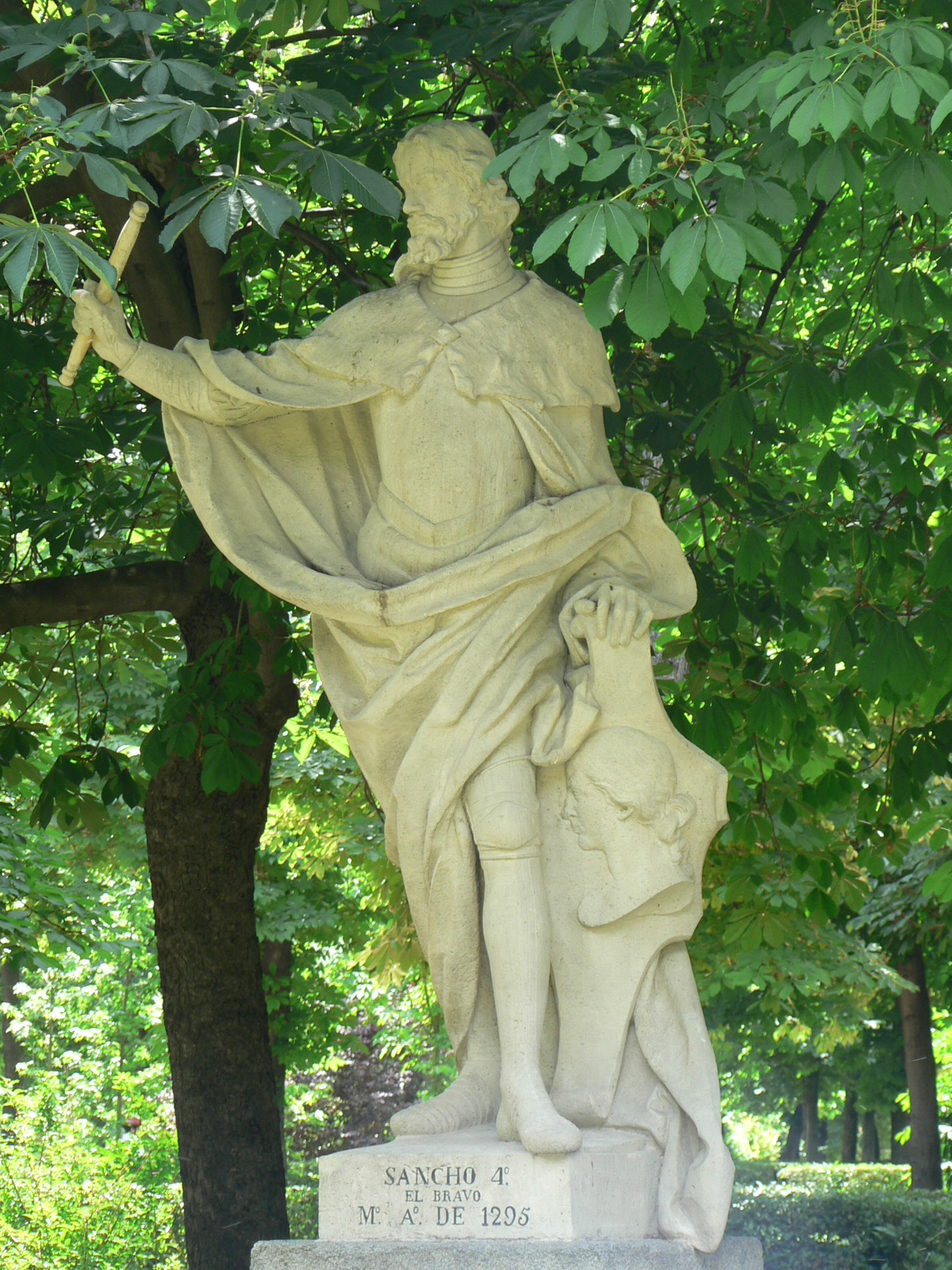
Sancho IV el Bravo.

En el siglo XIX la escultura conmemorativa alcanzó un gran desarrollo, que supuso su apertura a otro tipo de personalidades, más allá de los círculos de poder, así como su integración dentro del paisaje urbano. Pese a ello, el parque apenas alberga memoriales de esta época, excepción hecha del Monumento al Ángel Caído, si bien este está concebido como una fuente, en la que prevalece el sentido artístico sobre el meramente conmemorativo, según se ha señalado anteriormente.
En los dos primeros tercios del siglo XX se pretendió convertir el Retiro en un lugar de homenaje de figuras ilustres, mediante la creación de una suerte de conjuntos monumentales que les rindiesen tributo. De ahí que la mayor parte de monumentos conmemorativos existentes en el parque se correspondan con este periodo. A continuación se describen los más relevantes artísticamente, ordenados cronológicamente según su fecha de construcción:

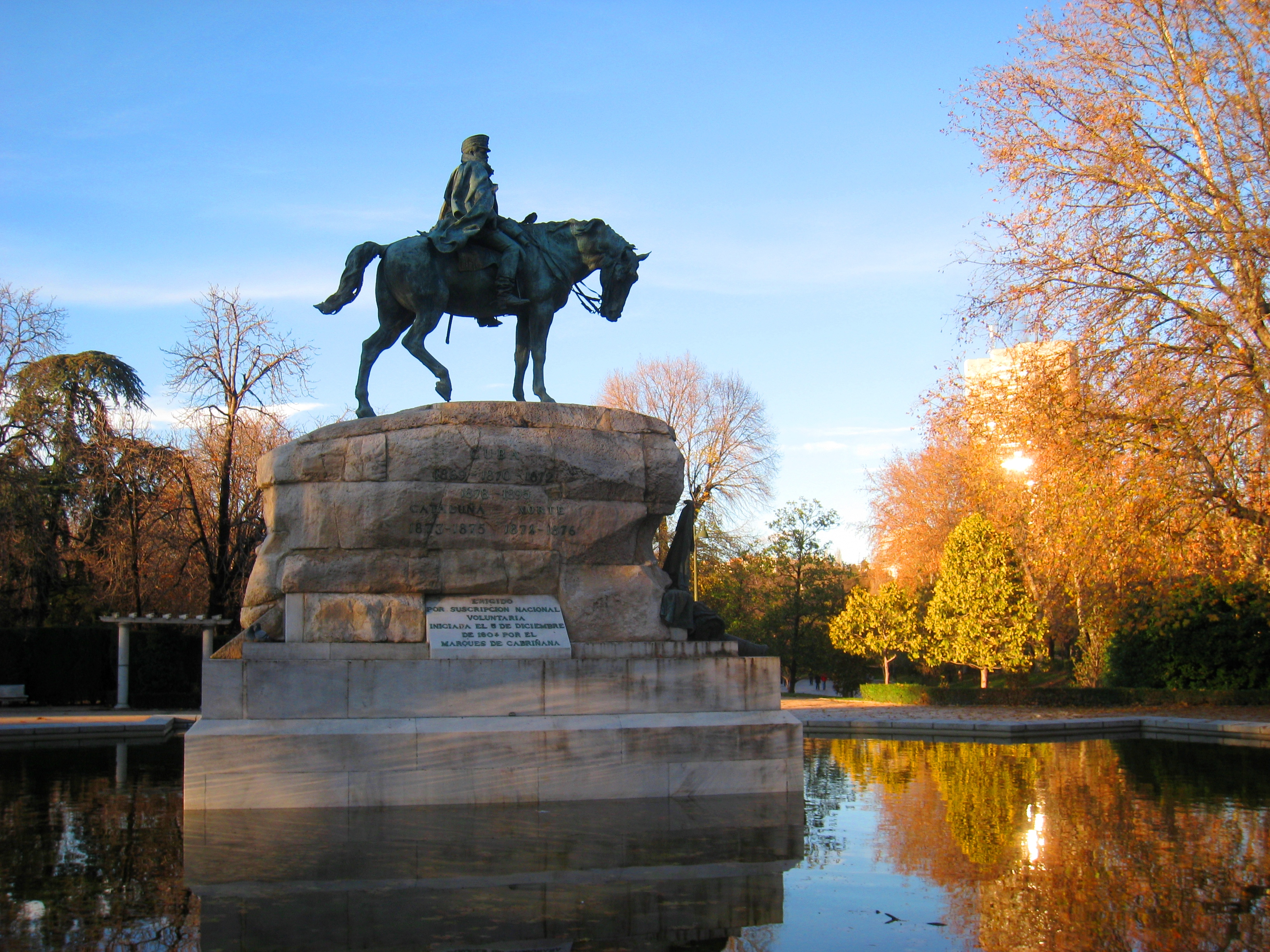
Monumento al General Martínez Campos.

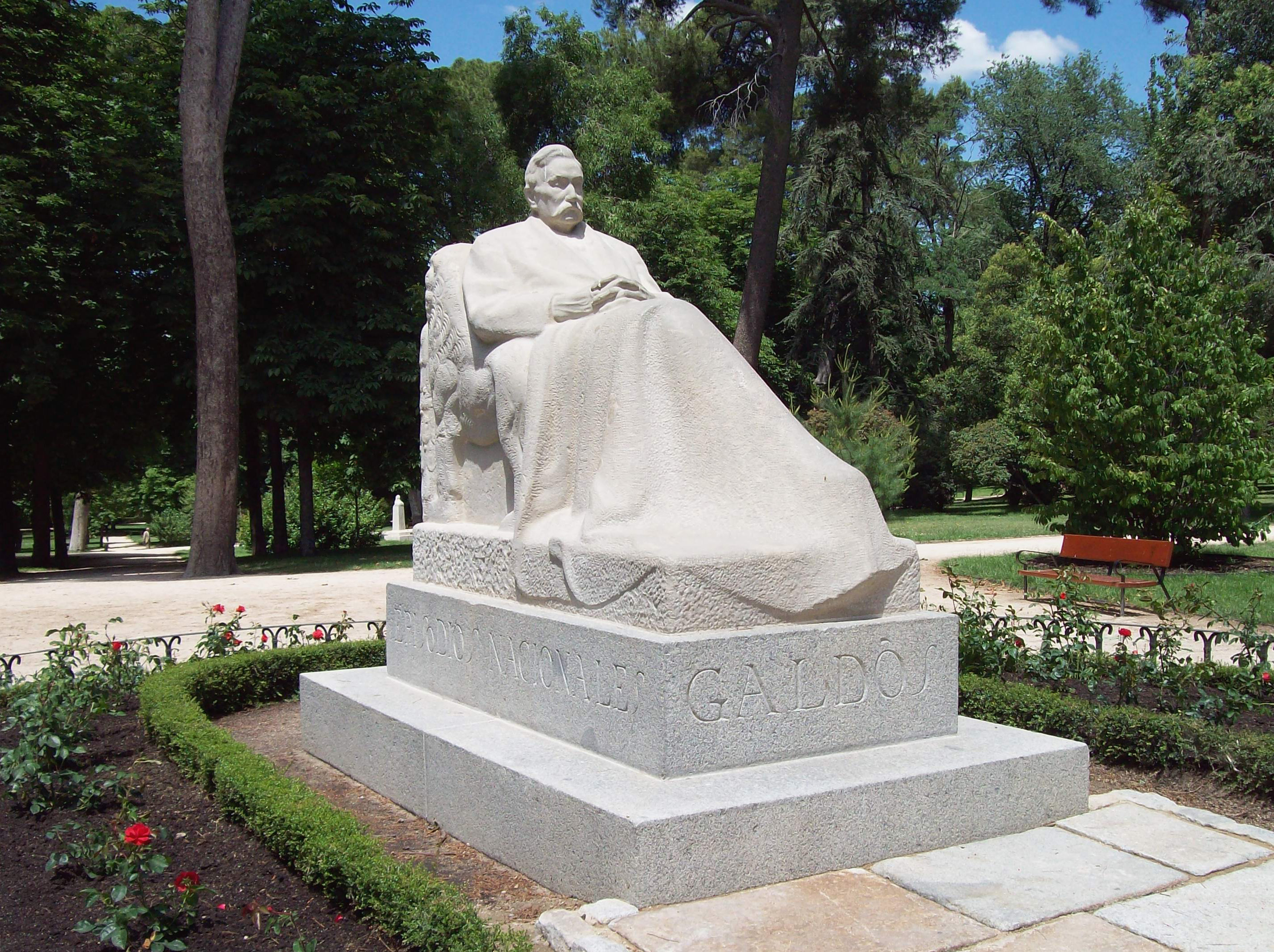
Monumento a Benito Pérez Galdós.

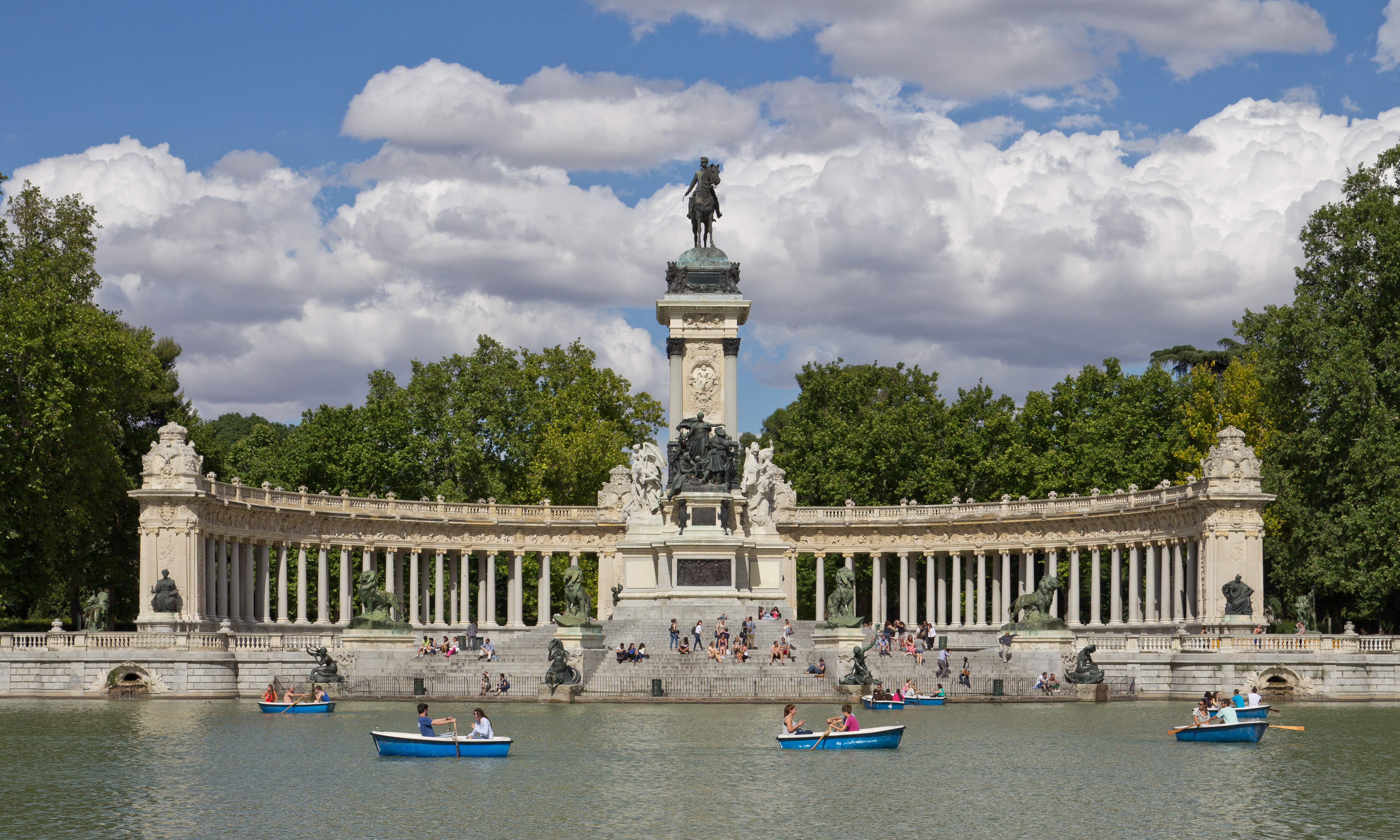
Monumento a Alfonso XII con el Estanque Grande a sus pies.

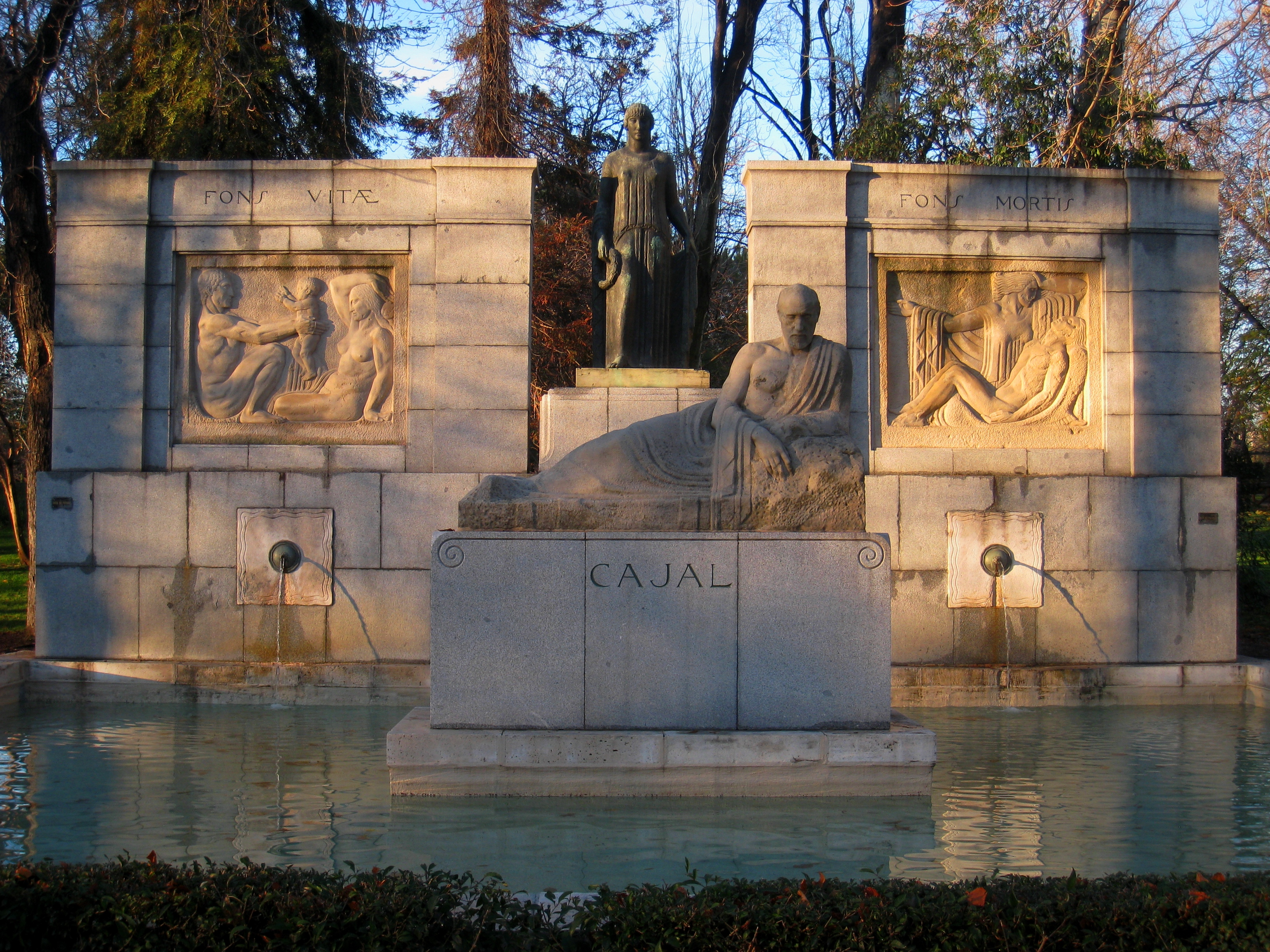
Monumento a Santiago Ramón y Cajal.

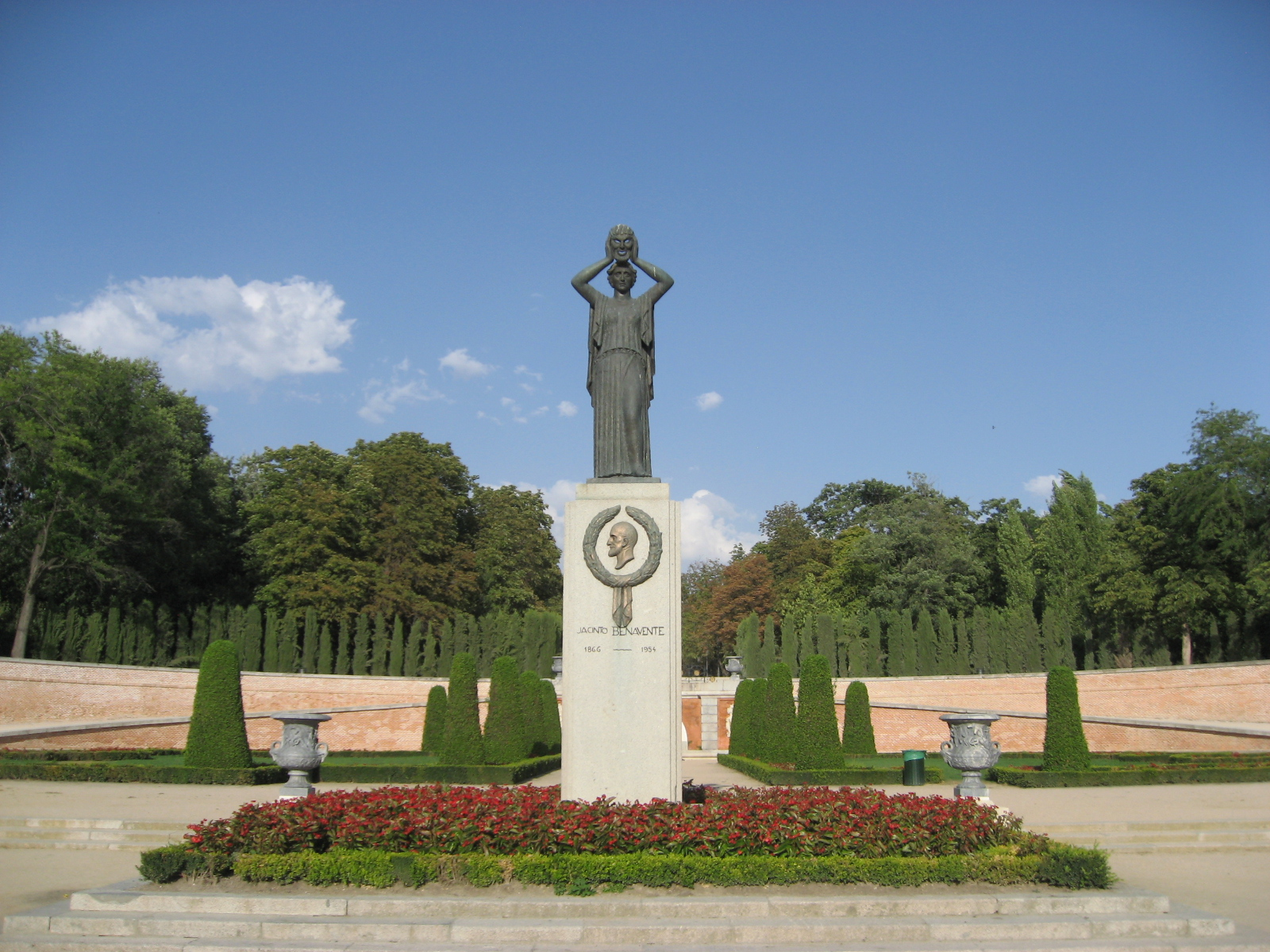
Monumento a Jacinto Benavente.

- Monumento al General Martínez Campos. Fue inaugurado el 28 de enero de 1907 en la plaza de Guatemala, a espaldas del Monumento a Alfonso XII, con el que comparte eje. Está formado por una estatua ecuestre de bronce, obra de Mariano Benlliure (1862-1947), en la que el militar aparece en posición de observación. El realismo de la escena queda reforzado en el pedestal, labrado de manera rústica, como si fuera una roca natural.
- Monumento a Benito Pérez Galdós. Realizado por Victorio Macho (1887-1966),[66] está situado en la pequeña glorieta que lleva el nombre del homenajeado, junto al paseo de Fernán Núñez (o de Coches). Está hecho en piedra blanca de Lérida y mide 2,10 metros de alto, 1,13 de ancho y 2,20 de fondo.[67] Sufragado por suscripción pública, la inauguración tuvo lugar el 20 de enero de 1919, con la asistencia del propio autor, ya inválido y ciego, en compañía del escultor, algunos escritores y amigos, además del alcalde de Madrid, Luis Garrido Juaristi (1875-1940), quien pronunció las siguientes palabras:[68]

Como alcalde de Madrid recibo en nombre del pueblo, la reliquia sagrada de esta obra de arte, que habrá de ser admirada por las generaciones presentes y venideras. (...) No he de hablar del nuestro Galdós como patriarca de las letras, sino como madrileño y madrileñista. Nadie como él describió esa calle de Toledo y nadie como él ha amado tanto al pueblo de Madrid. (...) En nombre de éste, beso la mano al maestro insigne y repito con Serafín Álvarez Quintero: ¡Salud!

- Monumento a Alfonso XII. En 1902 se convocó un concurso nacional para construir un monumento al rey Alfonso XII (1857-1885), a iniciativa de la reina regente María Cristina (1858-1929). El ganador fue el arquitecto José Grases Riera (1850-1919), quien presentó un diseño inspirado en el desaparecido Monumento a Guillermo I, de Berlín,[69] y consistente en un hemiciclo de columnas jónicas, rodeando la estatua ecuestre del soberano.[70] Fue concluido en 1922 por José López Sallaberry (1858-1927) y Teodoro de Anasagasti (1880-1938), tras el fallecimiento de aquel.

El monumento preside la orilla oriental del Estanque Grande y, considerando sus puntos más extremos, mide 30 metros de alto, 86 de largo y 58 de ancho. En su ejecución participaron más de cuarenta artistas, entre ellos los escultores Mariano Benlliure (1862-1947), Josep Clarà (1878-1958) y Mateo Inurria (1867-1924).
El primero fue el autor de la estatua del monarca, que fue fundida en bronce en 1904. El basamento sobre el que ésta se apoya se adorna con tres relieves de bronce y tres grupos escultóricos, concebidos, estos últimos, como alegorías. Se trata de La Paz, de Miguel Blay (1866-1936); La Libertad, de Aniceto Marinas (1866-1956); y El Progreso, de Miguel Ángel Trilles (1866-1936). Dicho basamento descansa sobre una plataforma, que, en su parte occidental, queda configurada por una gran escalinata semicircular, que se adentra en el estanque. Este elemento está decorado con cuatro leones de piedra, obra de Agapito Vallmitjana (1833-1905) y Pedro Estany (1865-1923), además de con cuatro sirenas, hechas por Antonio Parera (1868-1946), Rafael Atché (1854-1923) y Pedro Alsina.
Con respecto al hemiciclo, la columnata fue realizada por Pedro Estany, mientras que Josep Montserrat (1864-1923) y Mateo Inurria (1867-1924) se responsabilizaron, respectivamente, de las esculturas El Ejército y La Marina, que flanquean la entrada principal al recinto. En la cara interna, frente al estanque, se sitúan los grupos de Las Ciencias, de Manuel Fuxá (1850-1927); La Agricultura, de José Alcoverro (1835-1908); Las Artes, de Joaquín Bilbao (1864-1934)  y La Industria, de Josep Clarà (1878-1958). También hay dos leones con amorcillos en cada uno de los accesos laterales al hemiciclo, que fueron esculpidos por Emilio Arnau, Josep Campeny (1858-1922), Antonio Bofill  (1875-1925) y Francisco Javier Escudero Lozano.
- Monumento a Santiago Ramón y Cajal. Se encuentra en el paseo de Venezuela y está realizado en piedra granítica y bronce. Su autor, el escultor Victorio Macho (1887-1966), situó a Ramón y Cajal en el centro de un estanque, reclinado al modo de las figuras de los sarcófagos etruscos, con manto y torso desnudo, como un héroe clásico. Cerrando el estanque se dispone un edículo, con una estatua femenina de bronce en el centro (alegoría de la ciencia médica) y dos fuentes a los lados, decoradas con relieves cuadrangulares. Estos representan a la Fuente de la Vida y a la Fuente de la Muerte, según puede leerse en latín en sendas inscripciones (Fons Vitae y Fons Mortis, respectivamente). El conjunto fue terminado en el año 1926.
- Monumento a Jacinto Benavente. Creado también por Victorio Macho (1887-1966), se encuentra en el jardín del Parterre, formando eje con la Puerta de Felipe IV y el Casón del Buen Retiro. Consiste en una figura femenina de inspiración griega, que mantiene los brazos elevados mostrando una máscara, en clara referencia al teatro, uno de los géneros literarios cultivados por Jacinto Benavente (1866-1954). Fue costeado gracias a la recaudación de un millón de pesetas por suscripción popular. Se inauguró en 1962.[72]

### Otros conjuntos escultóricos
A pesar del expolio del que fue objeto durante la invasión napoleónica, el Retiro conserva algunas esculturas de los siglos XVII y XVIII, todas ellas de tema mitológico. Las más antiguas son las tituladas Hércules y el León de Nemea y Hércules y la Hidra de Lerna, situadas en el paseo de Fernán Núñez (o de Coches), que podrían datar del siglo XVII. De origen incierto son también las estatuas de Diana, Venus y Hera, que se encuentran diseminadas en diferentes puntos del parque y que probablemente fueron hechas en el siglo XVIII.
Del siglo XIX destacan los osos y leones que decoran la antigua Casa de Fieras y los Jardines de Cecilio Rodríguez, así como las estatuas de felinos instaladas en la Montaña Artificial, uno de los caprichos paisajísticos surgidos durante el reinado de Fernando VII (1784-1833).
Dejando a un lado los monumentos conmemorativos, apenas existen muestras de escultura contemporánea dentro del parque, más allá de la Mujer sedente, que Santiago Costa Vaqué (1895-1984) esculpió en 1943, y de los Cubos de la memoria, obra de Agustín Ibarrola (1930), enclavada en una de las orillas del estanque del Palacio de Cristal.

## Flora y fauna

### Flora

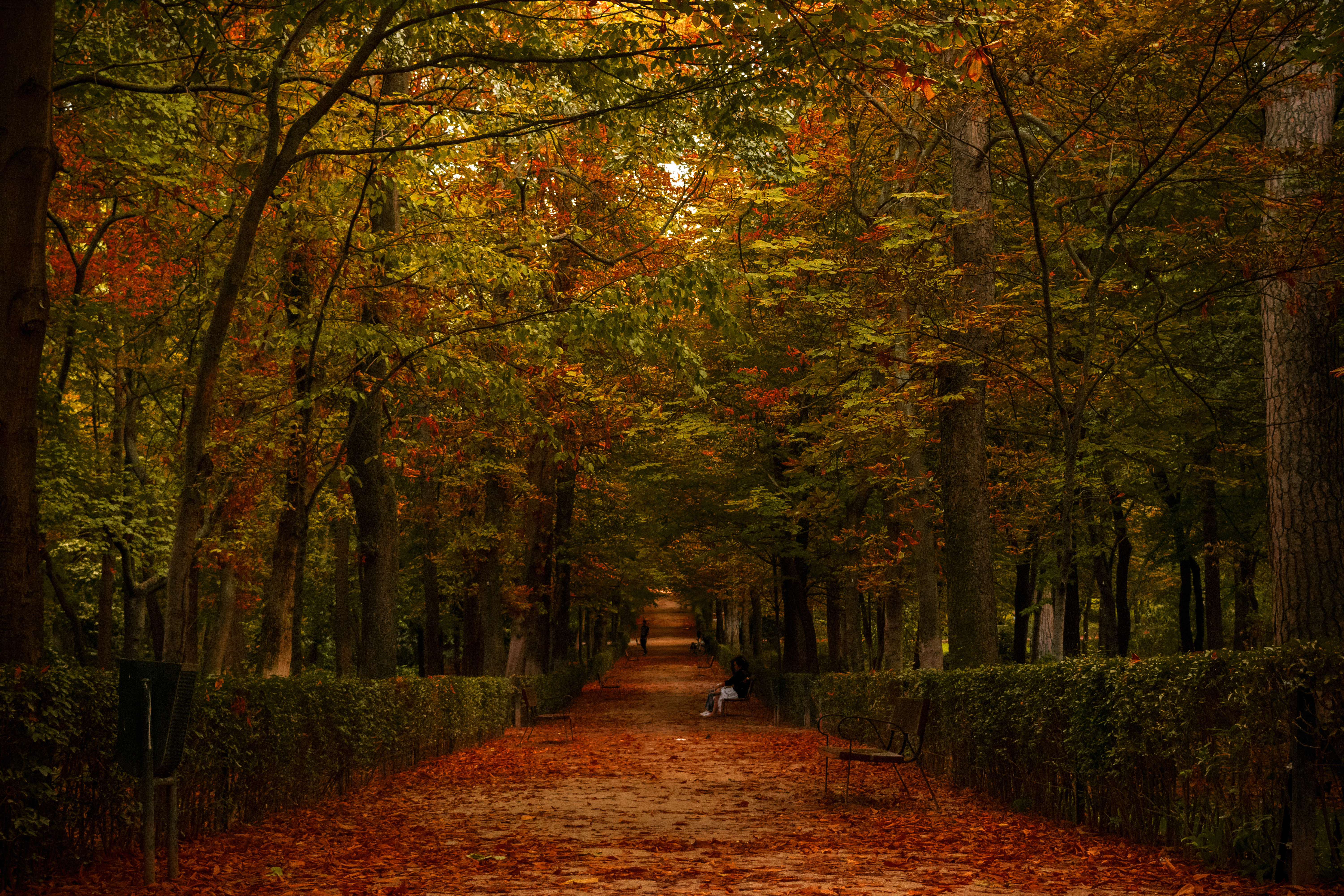
Árboles caducifolios del llamado Jardín madrileño, de inspiración romántica.

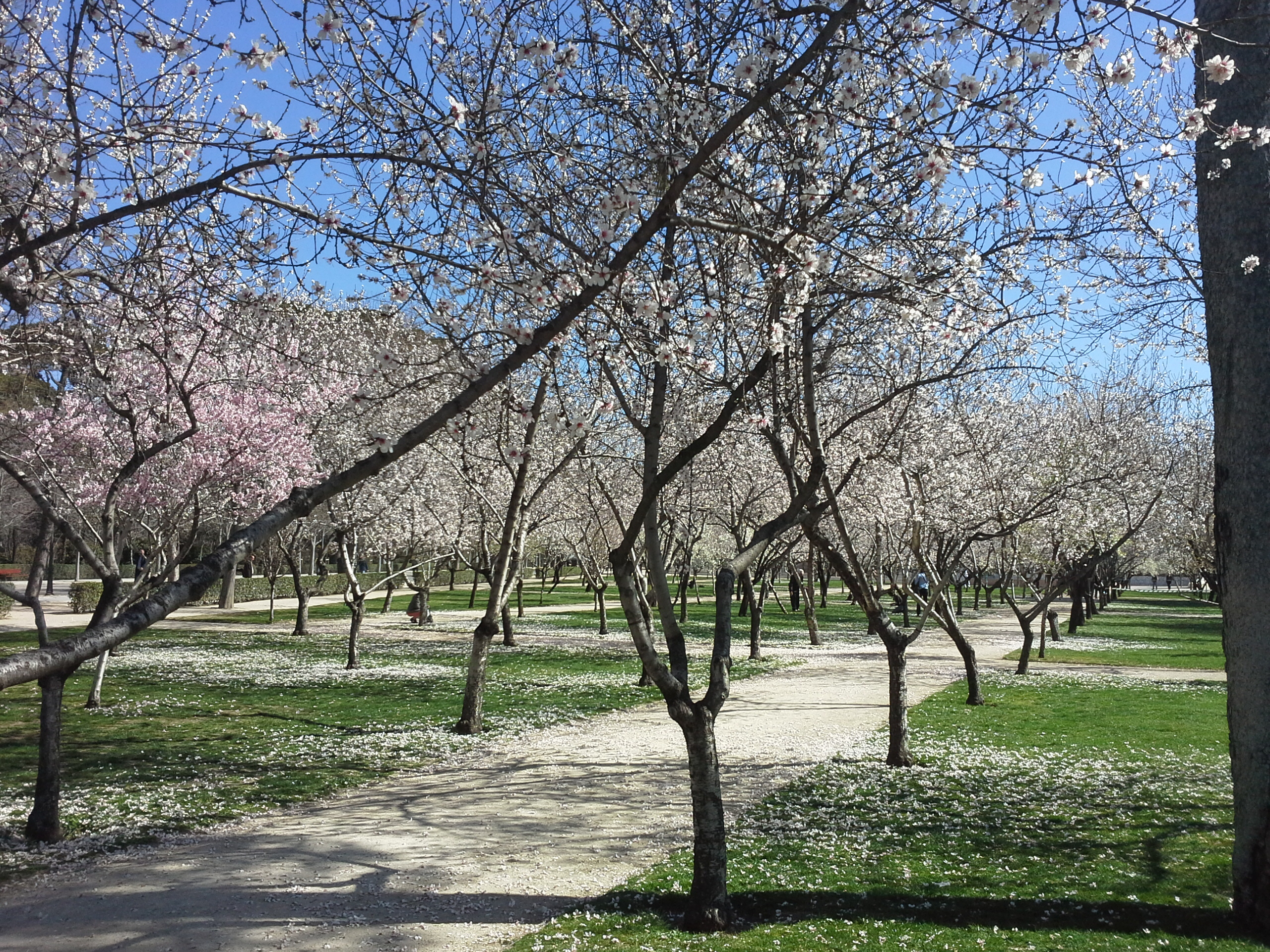
Almendros del Huerto del francés.

El Retiro tiene una variada vegetación, en la que confluyen los tres grandes niveles de estratificación vegetal (el herbáceo, el arbustivo y el arbóreo), tanto de forma separada como, principalmente, combinada. Especialmente numeroso es el último estrato citado, del que, según el inventario realizado en 2014, se contabilizan un total de 19 034 ejemplares. Se trata de una cifra muy similar a la registrada en 2012 (19 402) y claramente superior a la de 2004 (17 859), cuando se hizo el primer censo considerado plenamente fiable. Las especies arbóreas representadas se elevan a 167, una treintena más que en 2004.
La mayor parte de los árboles del parque son castaños de Indias, con más de 6500 individuos, que suponen el 34,5 % de la masa forestal. A gran distancia se sitúan los plátanos de sombra (956, el 5 %), los ciclamores (781, el 4,1 %) y las palmeras excelsas (651, el 3,4 %). También son abundantes los arces silvestres, los cedros atlánticos, los almeces, los cipreses mediterráneos, las acacias de tres espinas, los aligustres, los pinos piñoneros, los almendros, las encinas, las falsas acacias, las sóforas, los olmos comunes y los olmos de Siberia, especies que superan, cada una de ellas, las 300 unidades.
Las plantaciones con las que cuenta el Retiro son resultado de las intervenciones realizadas entre los siglos XVIII y XXI, cada una adscrita a un estilo paisajístico determinado, que condiciona la composición y distribución de las especies vegetales de cada sector. Así, los árboles caducifolios tienen una presencia muy relevante en ciertos jardines decimonónicos, al encajar con el ideal romántico de paisaje. En cambio, en el Parterre, de trazado barroco, prevalecen los arbustos y árboles recortados de hoja perenne, que permiten la creación de grandes áreas abiertas, sin apenas sombras, en línea con los gustos del siglo XVIII.
Algunos recintos del siglo XX fueron concebidos como pequeños jardines botánicos. Es el caso de la Rosaleda, con una colección de unos 4000 rosales, de diferentes especies; del Huerto del francés, formado por unos 300 almendros; y del Jardín de plantas vivaces y alpinas, con ejemplares de secuoya gigante, naranjo de los Osages y  araucaria.
A consecuencia de la Borrasca Filomena, la nevada caída sobre Madrid los días 8 y 9 de enero de 2021 causó el mayor destrozo a la flora arbórea del parque por un evento meteorológico de su historia reciente. En conjunto, un 70 % de los árboles del espacio público resultaron dañados por la rotura de ramas a consecuencia del peso de la nieve. Los operarios fijaron en 400 las toneladas de ramas caídas. El parque permaneció cerrado durante dos meses.

#### Senda botánica y árboles singulares

Plano de la Senda Botánica del Retiro.

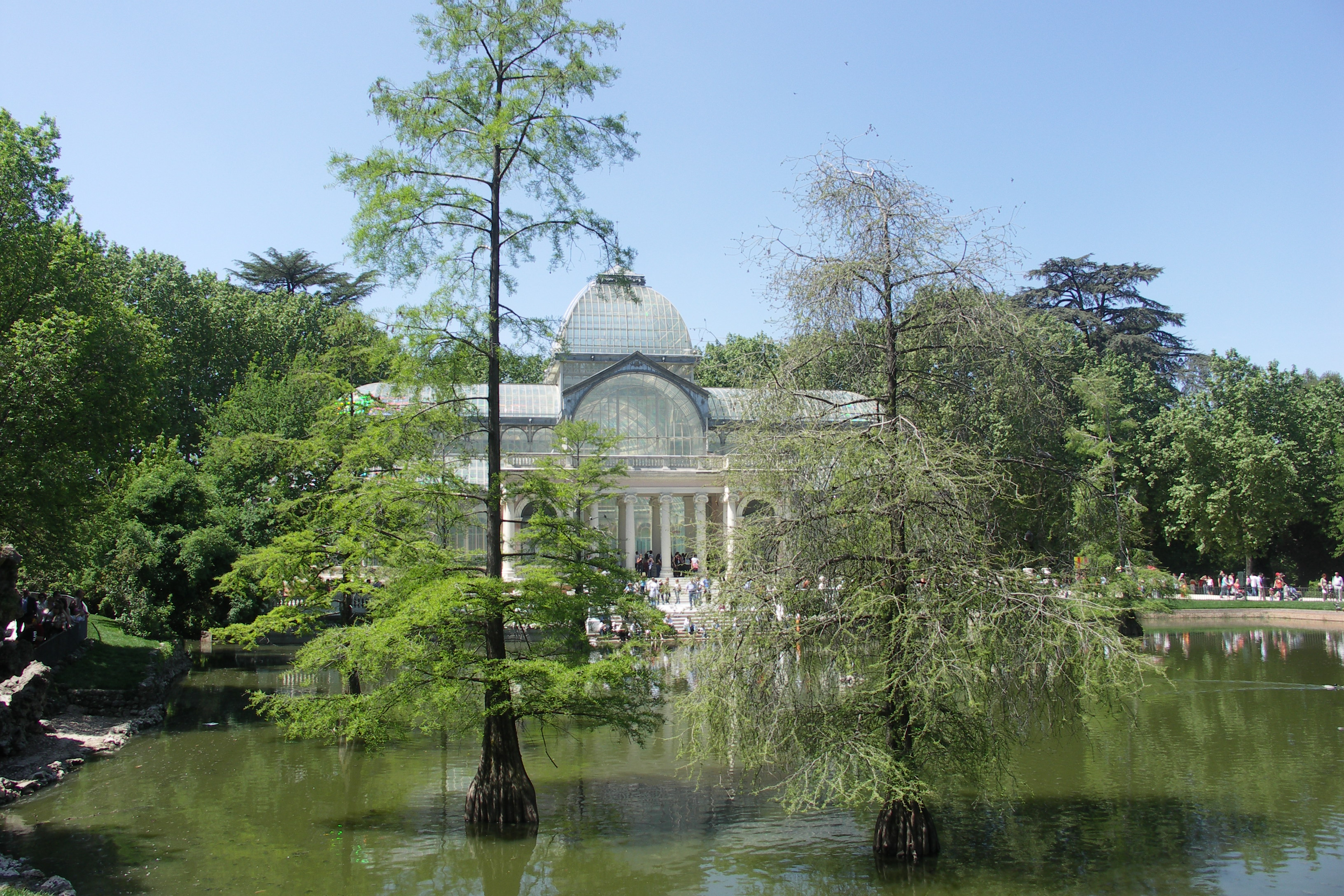
Cipreses de los pantanos en el estanque del Palacio de Cristal.

Con el nombre de Senda Botánica del Retiro se conoce a un conjunto de rutas, que, a iniciativa del Área de Gobierno de Medio Ambiente y Movilidad del Ayuntamiento de Madrid, pretende la divulgación de los valores botánicos del parque. Tiene un recorrido total de ocho kilómetros y se divide en siete tramos, llamados itinerarios botánicos, que permiten acercarse a ochenta especies arbóreas, el 48 % de todas con las que cuenta el Retiro.
Asimismo, la senda incluye la visita a seis árboles singulares, así catalogados por la Comunidad de Madrid, bien por su interés biológico, estético o histórico, bien por su porte o envergadura:
- Ahuehuete del Parterre, considerado el árbol más antiguo del Retiro y posiblemente también de Madrid.[74] Aunque la creencia generalizada es que fue plantado en el siglo XVII, durante la constitución del Real Sitio, estudios recientes sitúan su edad en los 200 años.[6]
- Pino carrasco de la Rosaleda, de 35 metros de altura y una edad aproximada de 200 años.
- Palmera de Fortune de la Ría de Patinar.
- Ciprés de los pantanos, plantado dentro del estanque del Palacio de Cristal.
- Arce plateado de los Jardines de Cecilio Rodríguez, con un tronco ramificado en cuatro grandes tramos.
- Cedro del Líbano del Monumento al General Martínez Campos, con un perímetro de casi 3,5 metros y unos 100 años de antigüedad.

### Fauna

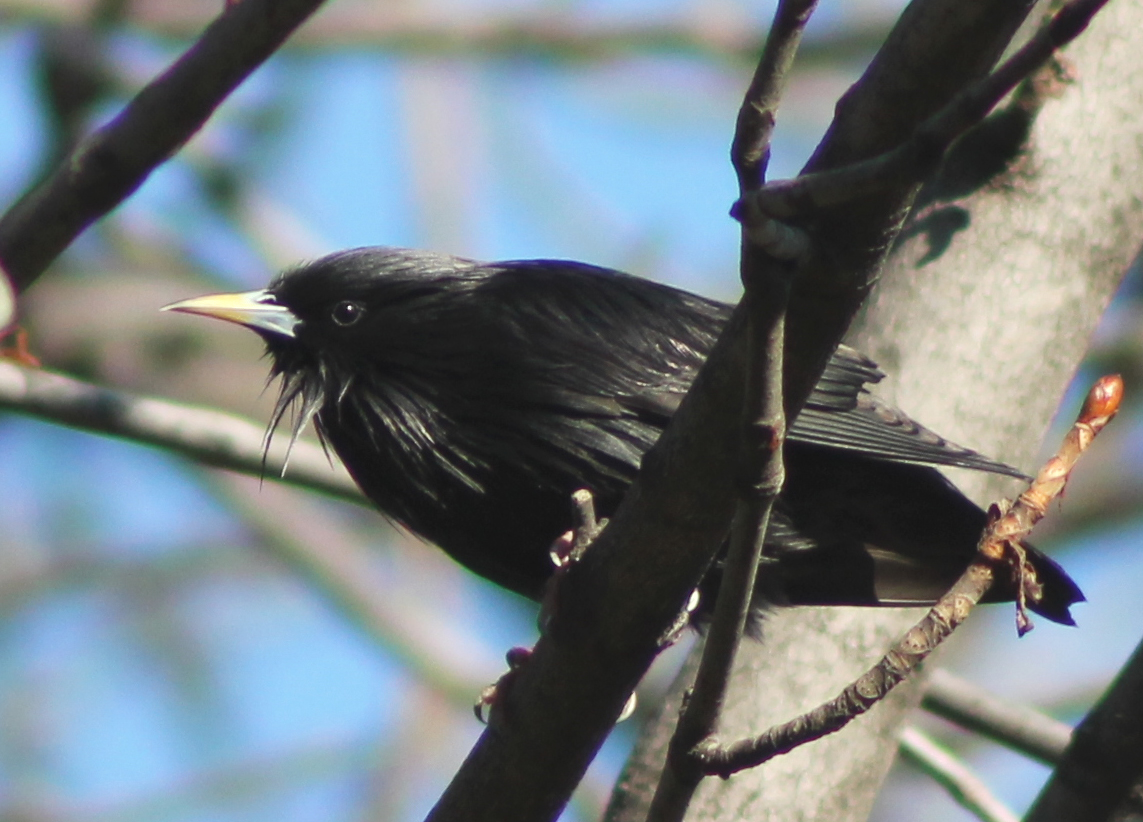
Estornino negro localizado en el Retiro.

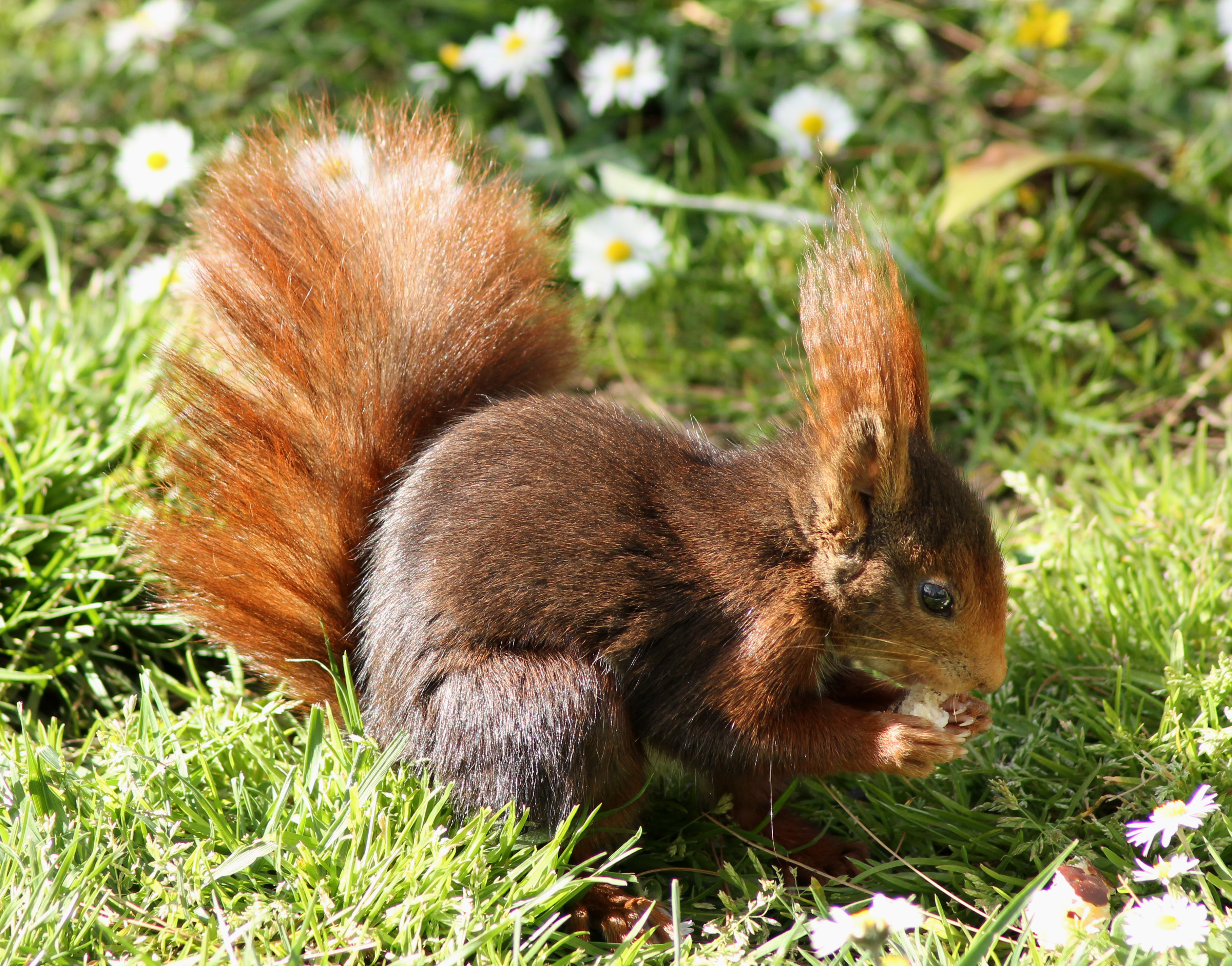
Ardilla roja vista en el parque en 2013.

La variedad de plantaciones y la presencia de zonas boscosas de cierta magnitud favorecen la diversidad de la fauna, de tal modo que el Retiro se sitúa, por detrás de la Casa de Campo y de la Dehesa de la Villa, como el parque urbano madrileño con un mayor número de especies animales. A ello también contribuyen las zonas húmedas existentes, tales como estanques, fuentes y rías artificiales, que no solo actúan como corredores biológicos, sino que, en sí mismas, constituyen ecosistemas.
En cuanto a los insectos, el Retiro reúne especies que, como las mariquitas, los escarabajos unicornio, los ciempiés, los mosquitos gigantes, los abejorros carpinteros, los grillos o las mariposas limoneras, no suelen ser frecuentes en las áreas urbanas.
La presencia de mamíferos es escasa, más allá de diversas poblaciones de topillos, murciélagos, gatos comunes y ardillas rojas. Estas últimas fueron introducidas en el año 1997, cuando fueron soltados 145 ejemplares, a partir de una iniciativa municipal. En 2008 tuvo lugar una nueva suelta, esta vez de cinco individuos, al constatarse su práctica desaparición del parque.
Los animales vertebrados más numerosos son las aves. Al margen de especies que, como el gorrión común, la paloma bravía, el carbonero, la urraca, el verdecillo o el mirlo, abundan en las zonas verdes de las ciudades, pueden verse rapaces como el halcón peregrino, el autillo o el cárabo. Asimismo, existen poblaciones permanentes de herrerillos, carboneros garrapinos, agateadores, palomas torcaces, estorninos, petirrojos, pitos reales y verderones. Dentro de las especies invasoras hay que citar a la cotorra argentina.
En los meses cálidos el parque se puebla de vencejos, aviones, ruiseñores y abubillas, mientras que en los fríos llegan los mosquiteros comunes, los chochines, los reyezuelos listados y los picogordos. En otoño y primavera, cuando se producen los pasos migratorios, se pueden observar las  currucas capirotadas, los colirrojos tizones, los jilgueros, los mosquiteros musicales, los papamoscas grises y los zorzales comunes.
Además, hay importantes poblaciones de ocas, pavos reales, patos y cisnes, especies que suelen ser muy frecuentes en la jardinería occidental. En los estanques pueden observase también garzas reales y cormoranes, que acuden al reclamo de las especies piscícolas que ahí habitan, principalmente carpas, aunque también se han detectado peces gato y percasoles. Junto a ellas, habitan anfibios y reptiles como el galápago.

## Cultura y deporte

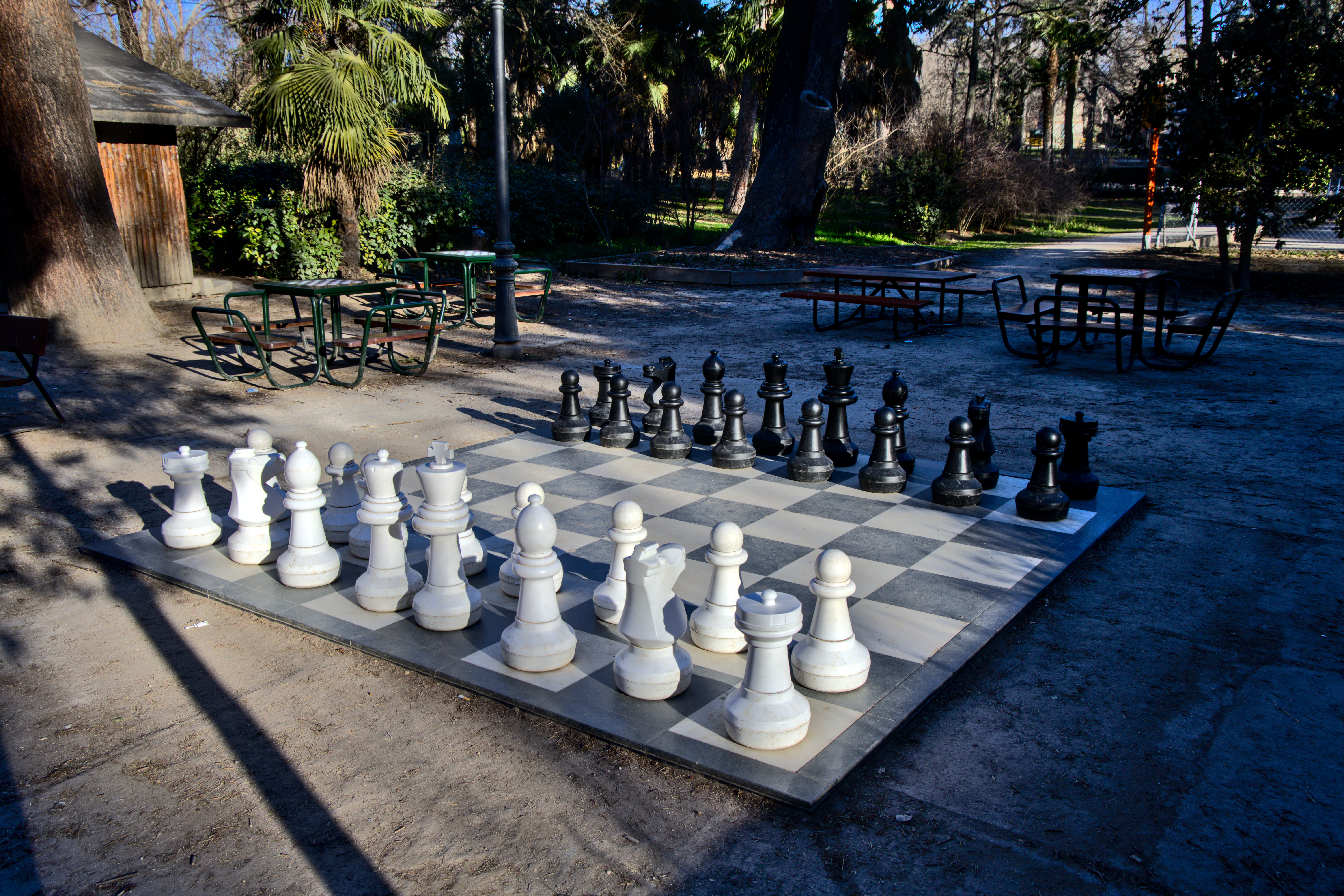
Tablero gigante de ajedrez.

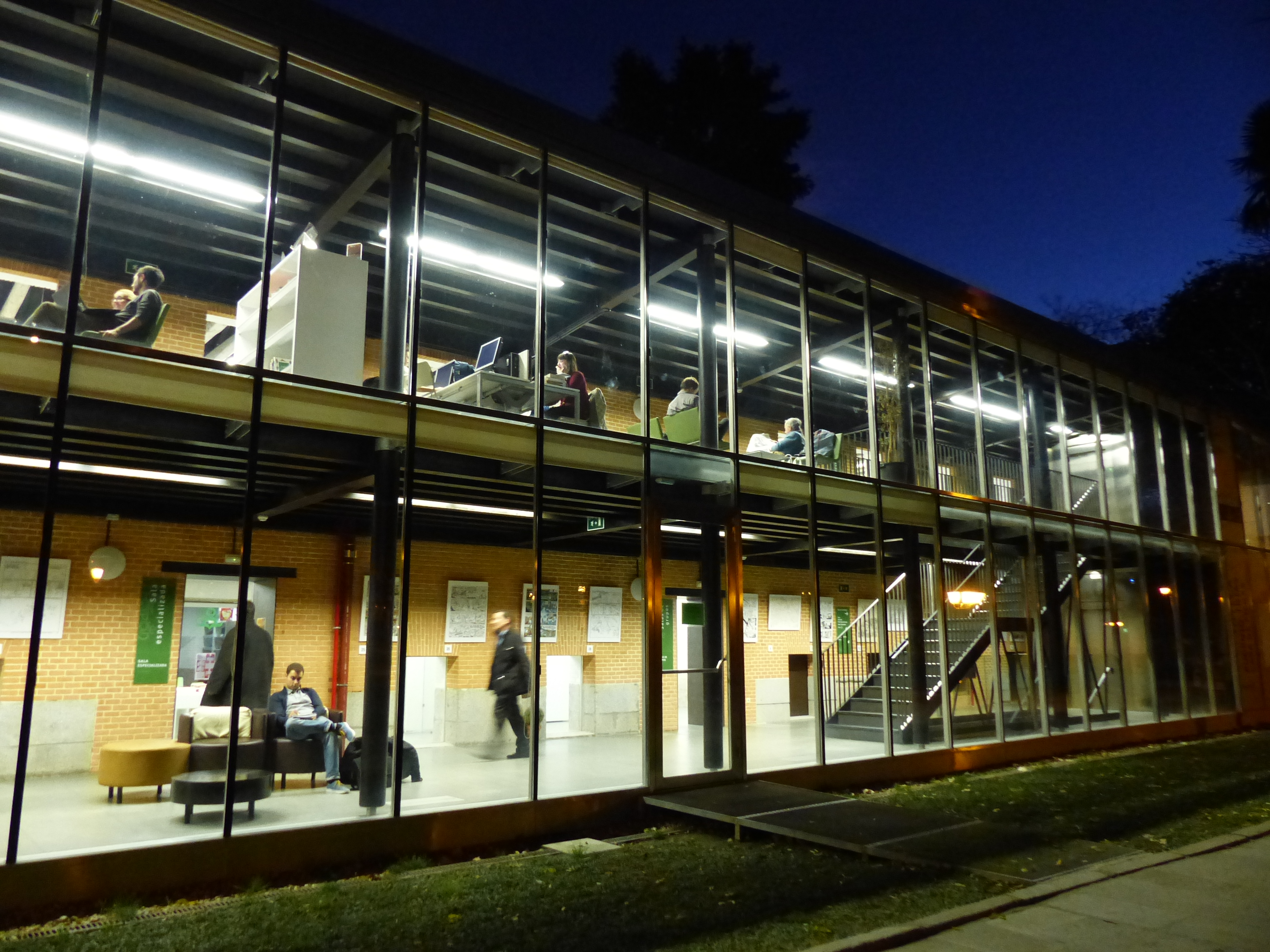
Biblioteca Pública Municipal Eugenio Trías (Casa de Fieras).

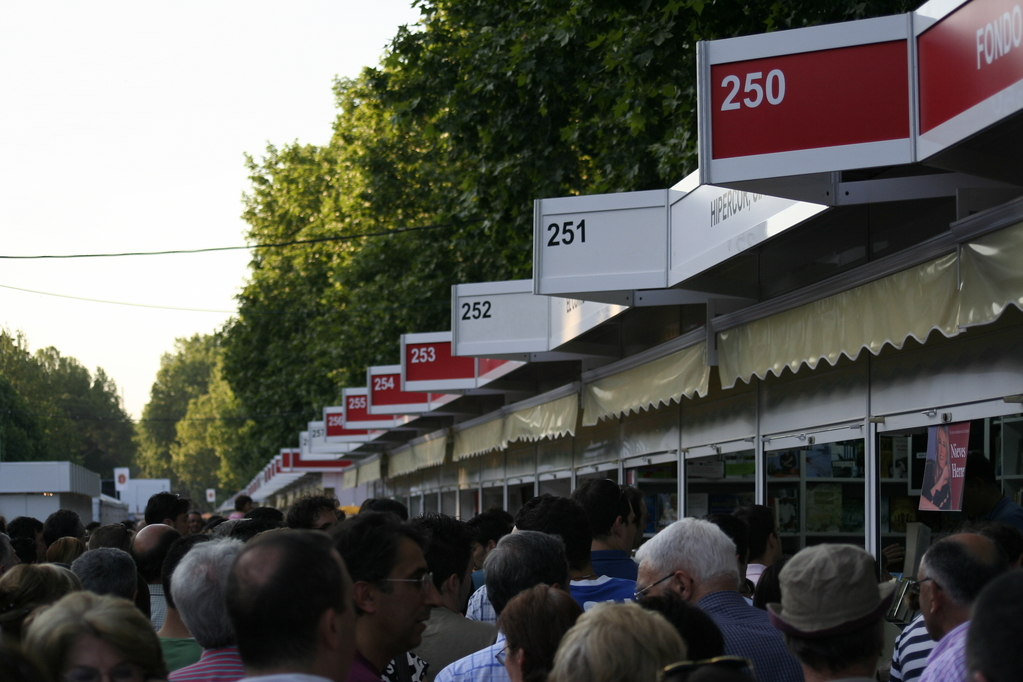
Feria del Libro de Madrid (2006).

El Retiro dispone de diferentes instalaciones deportivas, como el Centro Deportivo Municipal La Chopera y el embarcadero del Estanque Grande, a las que se añaden otras de carácter cultural, asentadas, en su mayor parte, sobre edificios históricos. Es el caso del Centro Cultural Casa de Vacas, de la Biblioteca Pública Municipal Eugenio Trías (que aprovecha una antigua jaula de la Casa de Fieras), del Centro de Educación Ambiental (ubicado en los antiguos talleres de oficios del Vivero de Estufas), del Palacio de Velázquez y del Palacio de Cristal, estos dos últimos utilizados como sedes expositivas del Museo Reina Sofía.
En las cercanías de la Fuente de los Galápagos se levanta el Teatro Municipal de Títeres El Retiro y en las de la Puerta de Hernani el Templete de Música, un quiosco de hierro de principios del siglo XX donde tienen lugar conciertos al aire libre. En 1994 Manuel Lillo Torregrosa (1940) compuso la marcha titulada Quiosco del Retiro, dedicada a los recitales que ahí se celebran.
Desde 1967 la Feria del Libro de Madrid viene organizándose regularmente dentro del parque, con excepción de los años 1979 y 1980, en los que fue trasladada a la Casa de Campo. Aunque inicialmente estuvo ubicada en el paseo del Estanque, su lugar de celebración es el paseo de Fernán Núñez (o de Coches).
En distintos puntos del Retiro, especialmente en las orillas del Estanque Grande, suelen desarrollarse, de manera espontánea, actuaciones de artistas callejeros, relacionadas con los títeres, la danza, la música y los espectáculos circenses.

## Turismo

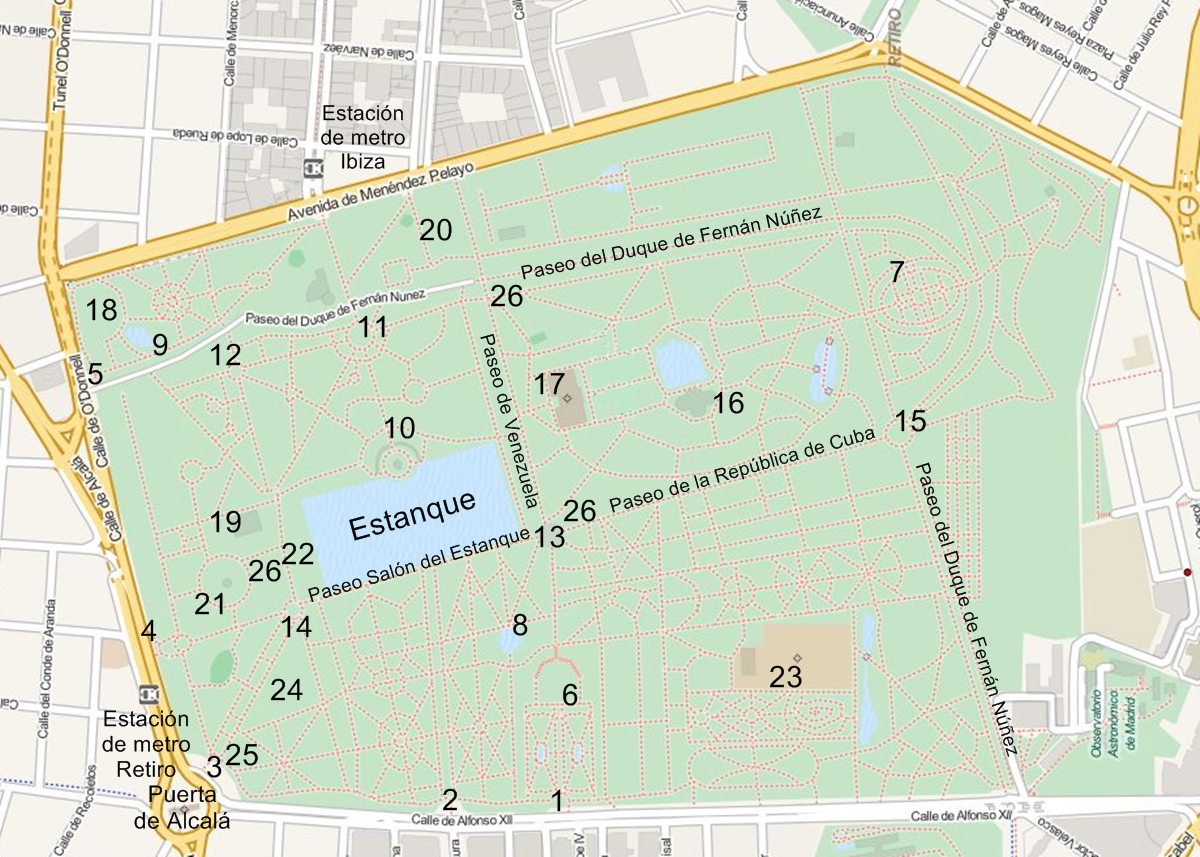
Puntos de interés turístico del Retiro (el norte a la izquierda):

Aunque no existen datos oficiales sobre el número de visitas que recibe, el Retiro es uno de los lugares más concurridos de Madrid. No solo se trata de uno de los mayores parques de la ciudad, sino que también reúne numerosos atractivos monumentales, culturales, deportivos y de ocio, que lo convierten en uno de los principales focos turísticos madrileños.
En una encuesta elaborada por el Ayuntamiento de Madrid en 2006, dirigida a conocer el grado de satisfacción de los turistas que llegaban a la capital, el Parque del Retiro se situó como el quinto destino entre sus preferencias, con un 18,1% de entrevistados que afirmaron haberlo visitado o que tenían programada su visita. Las cuatro primeras posiciones correspondieron al Museo del Prado, al Palacio Real, a la plaza Mayor y al Museo Reina Sofía. A modo de referencia, cabe señalar que la ciudad acogió en su conjunto un total de 8 887 080 turistas en 2015.
Durante la celebración de la Feria del Libro, que tiene lugar cada primavera en el paseo de Fernán Núñez (o de Coches), el Retiro incrementa notablemente su afluencia. Tampoco existen datos oficiales sobre el número de visitantes al certamen, pero, en la estimación correspondiente a la edición de 2004, se barajó una cifra de 3,2 millones de individuos.
Asimismo, debe considerarse el tráfico de personas que genera la actividad cultural desarrollada por el Palacio de Velázquez y el Palacio de Cristal, los dos gestionados por el Museo Reina Sofía. Según un estudio llevado a cabo por la citada institución, ambas sedes expositivas registraron 969 070 visitas entre junio de 2010 y mayo de 2011, cuando se llevó a cabo el trabajo de campo, el 39,2% de todas las alcanzadas por el museo en dicho periodo (un total de 2 469 361).